# Arte mariano

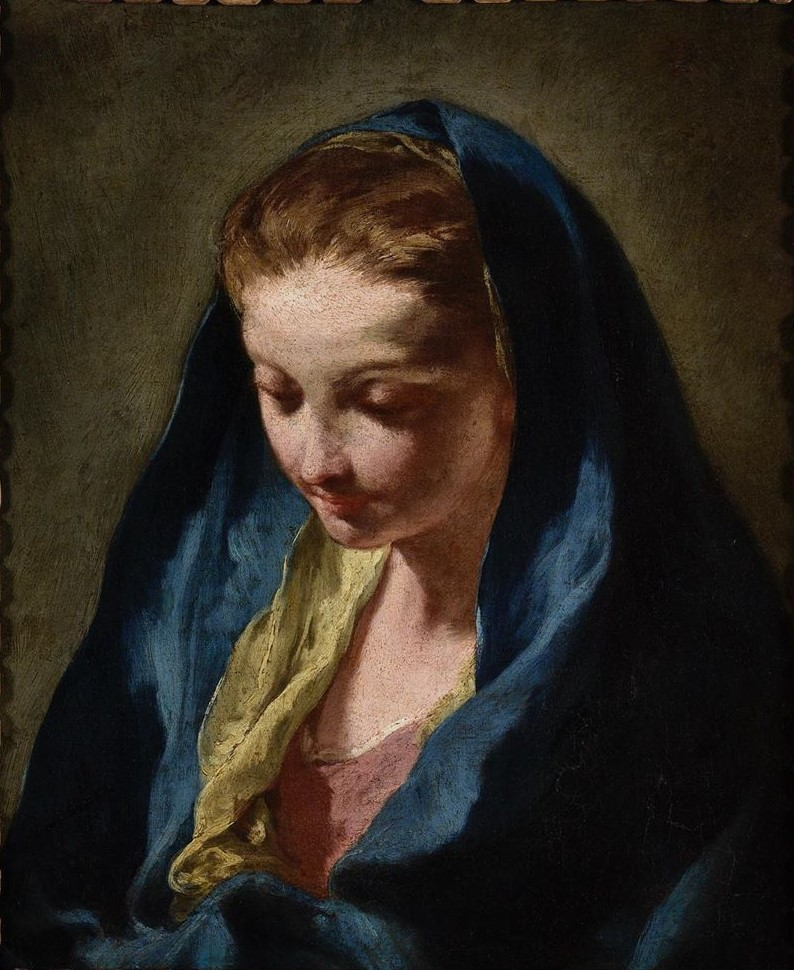
La Cabeza virgen, de Giambattista Pittoni, 1730.

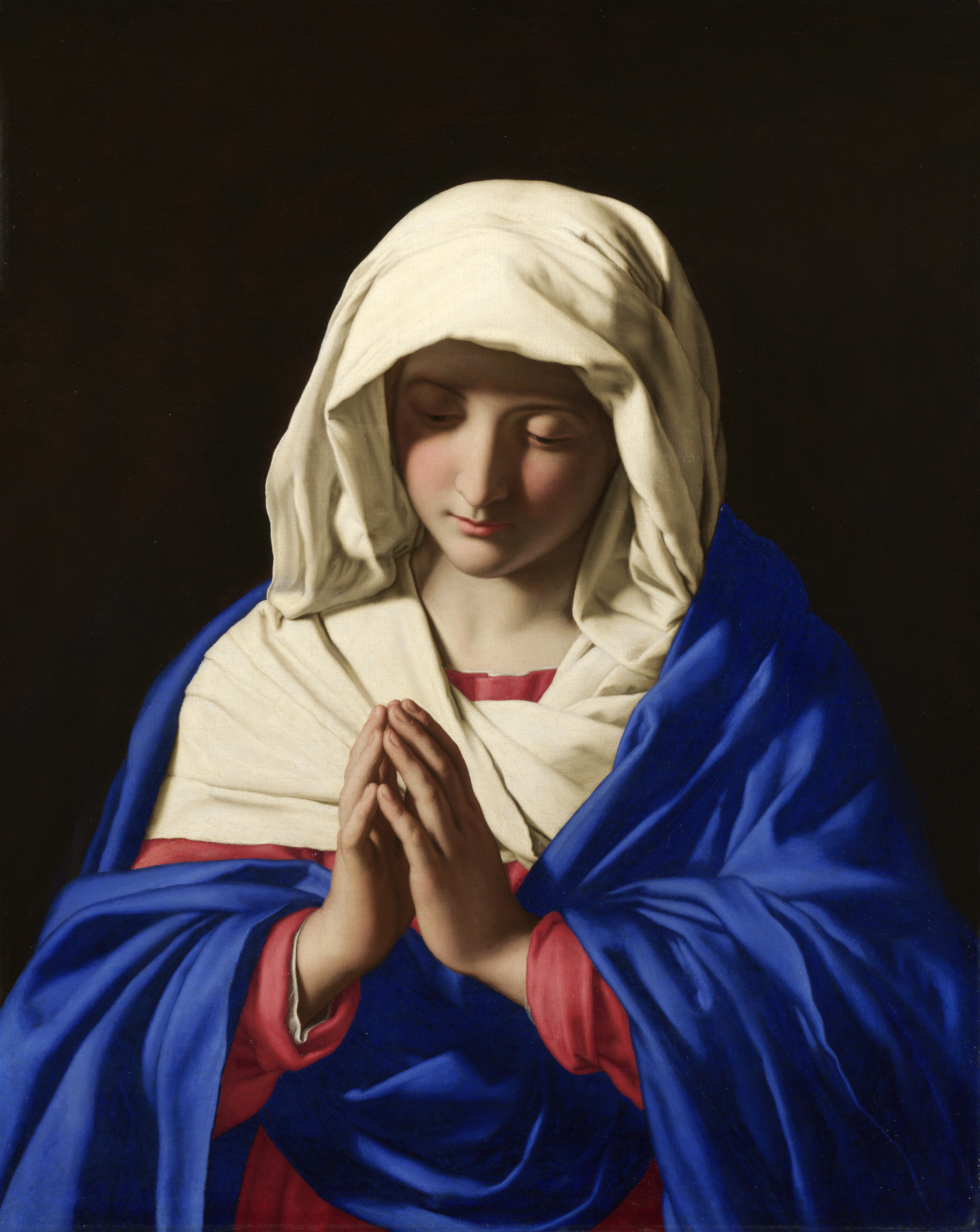
Virgen en oración, de Sassoferrato, ca. 1640-1650.

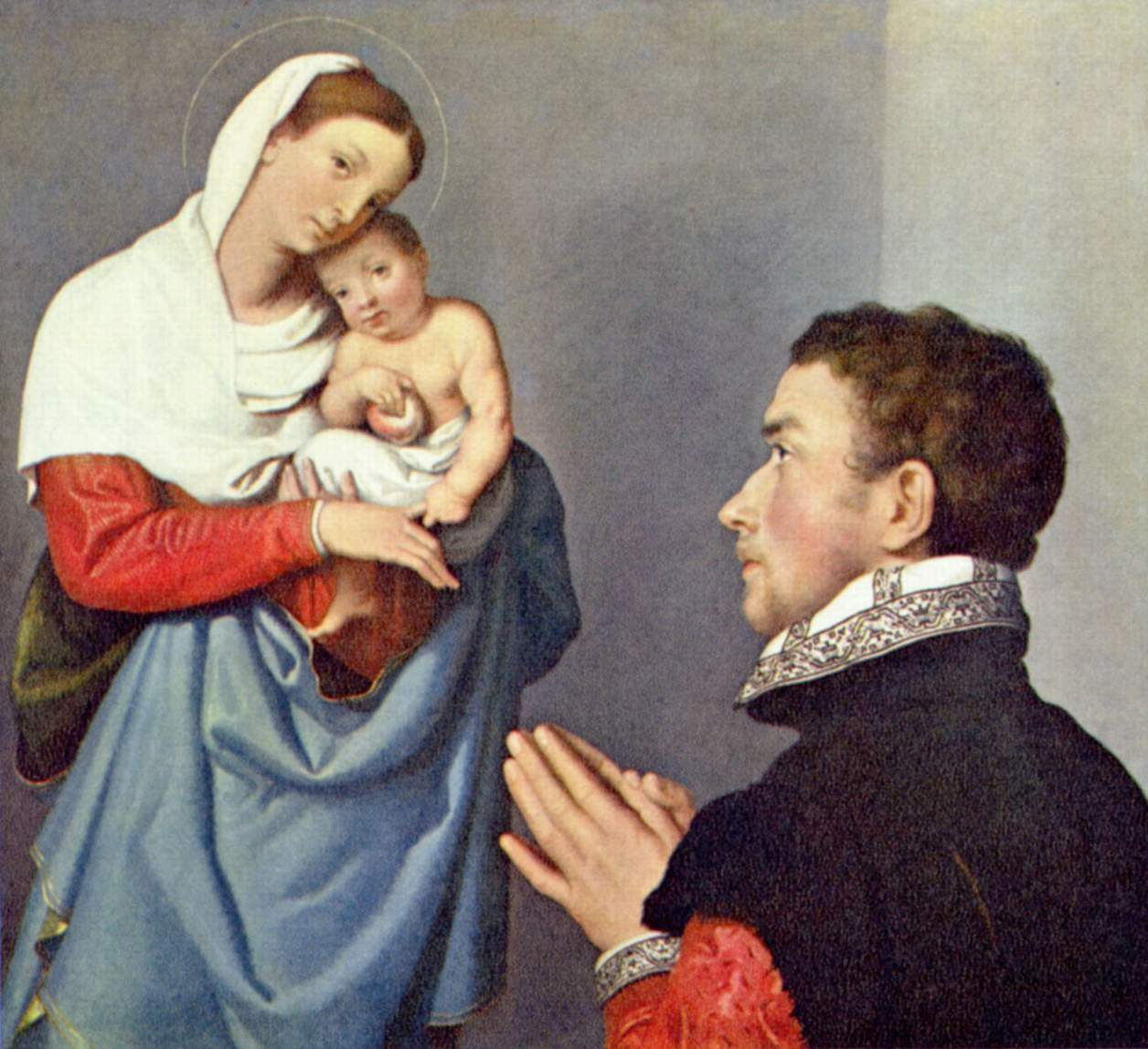
Retrato de un donante rezando a la Virgen, Giovanni Battista Moroni, ca. 1560.

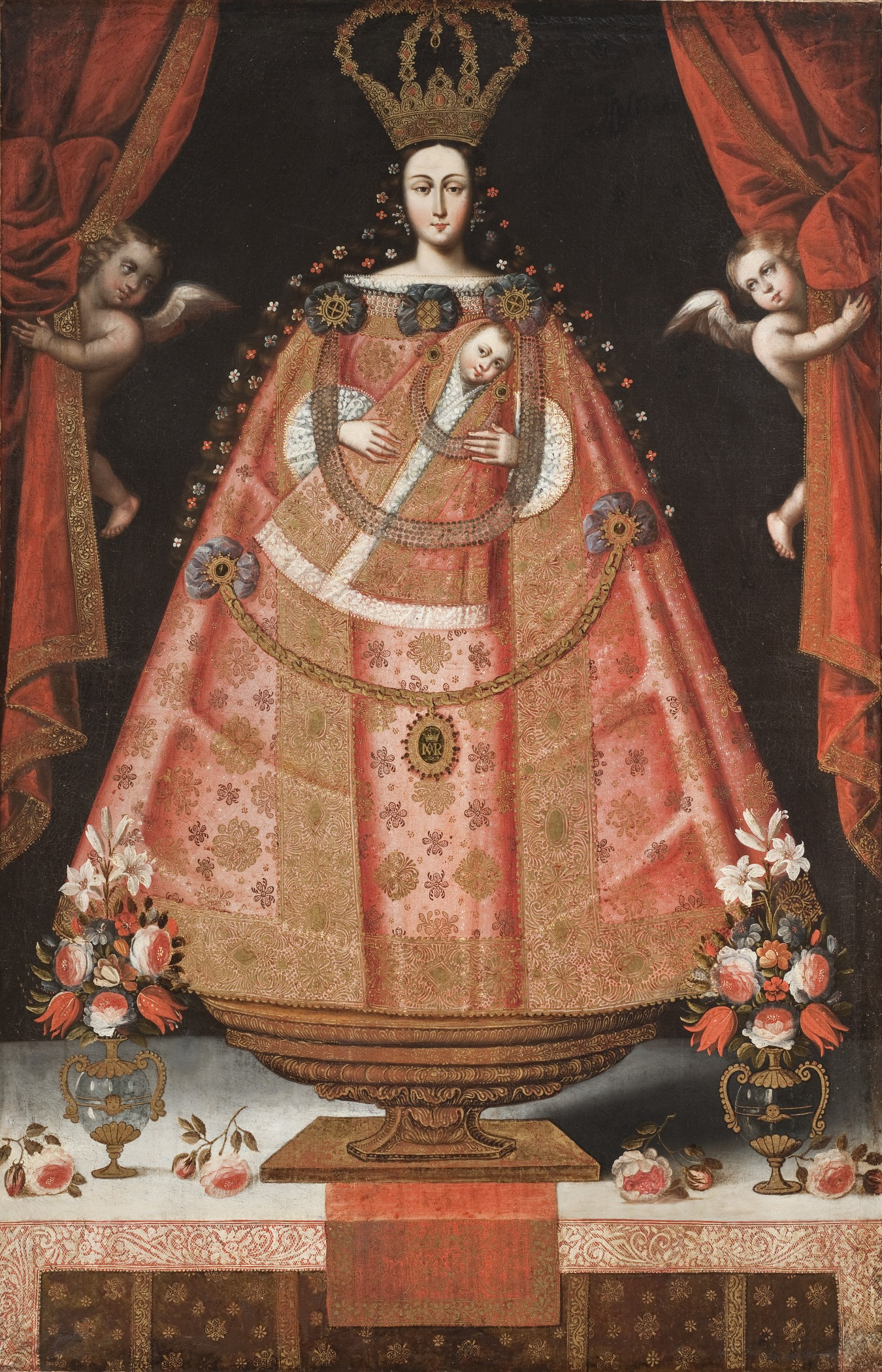
Virgen de Belén, escuela de Cuzco, ca. 1700-1720. Las imágenes de la Virgen en América tuvieron una gran importancia en la cristianización. La condición de la más famosa de ellas, Nuestra Señora de Guadalupe (México), es todavía objeto de debate: su milagrosa aparición en el ayate de Juan Diego Cuauhtlatoatzin (por lo que sería "de manos no humanas", como los antiguos iconos acheiropoietos) o su pintura por Marcos Cipac de Aquino, ambos indígenas de la época (1531).

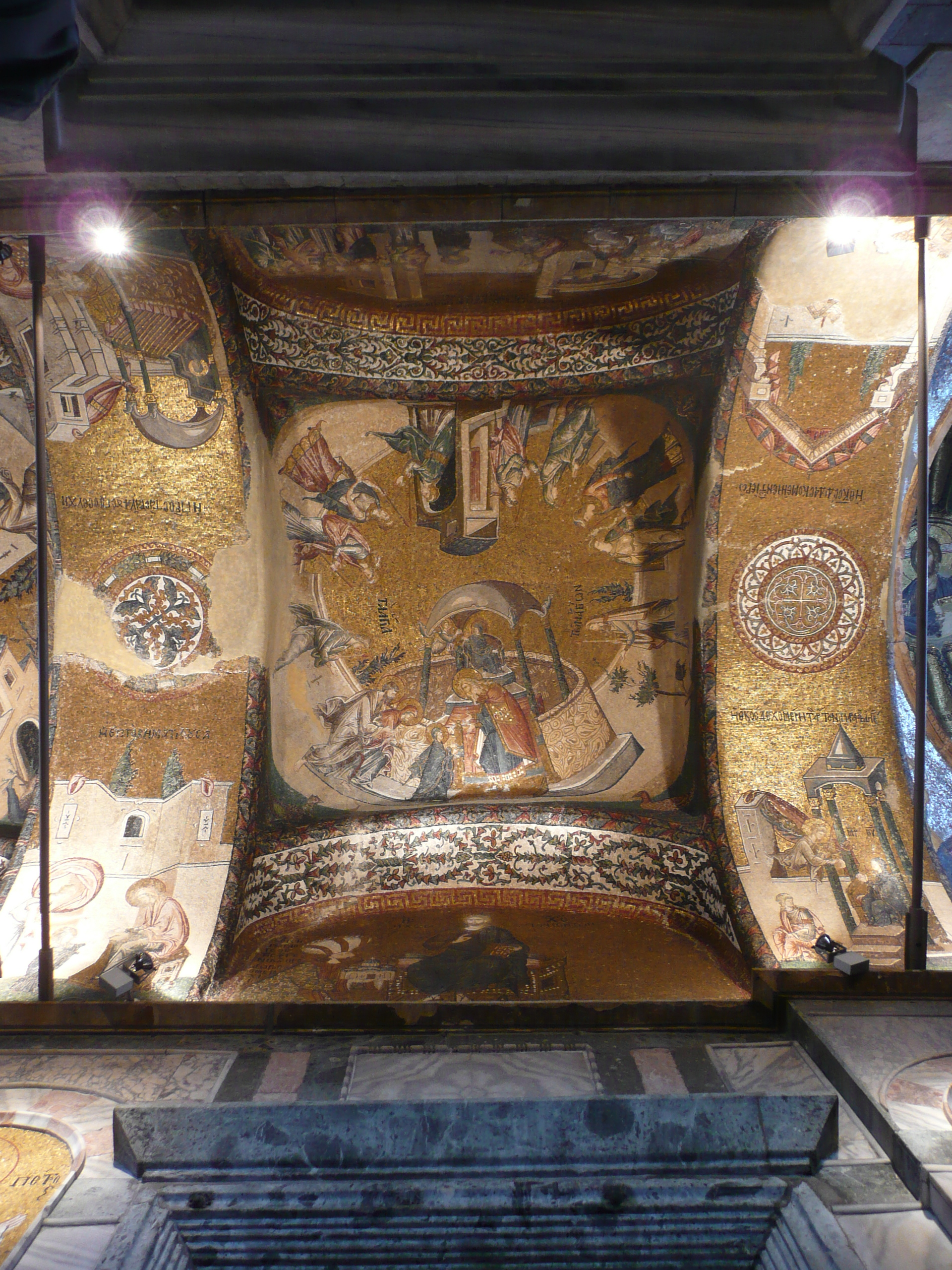
Mosaicos bizantinos del nártex interior de San Salvador de Cora. En el centro, la Presentación de la Virgen en el Templo; arriba a la izquierda, los Primeros siete pasos de la Virgen; arriba a la derecha, Zacarías y las doce varas; abajo a la izquierda, la Virgen alimentada por un ángel; abajo a la derecha (la parte más deteriorada), la Educación de la Virgen en el Templo.

Arte mariano es el arte cristiano cuyo tema artístico es la Virgen María.
La iconografía mariana es la representación en iconos o imágenes de la Virgen (en pintura o escultura), mientras que a la arquitectura corresponden las iglesias marianas y otros edificios religiosos (monasterios, conventos) dedicados a las diferentes advocaciones de la Virgen. También son muy frecuentes las composiciones de poesía religiosa (poesía mariana) y música religiosa (música mariana) dedicadas a la Virgen; también hay numerosas representaciones de la Virgen María en el cine.
María, la madre de Jesús, recibió desde los primeros siglos una veneración especial, cuya conexión sincrética con las representaciones iconográficas de las diosas madre mediterráneas se ha sugerido que contribuyó de forma importante a la difusión del cristianismo y su éxito popular (aunque es un tema controvertido); muy extendida en Oriente (arte bizantino -con la excepción del periodo iconoclasta-) y que se intensificó especialmente en Occidente a partir del siglo XII (tres santos responsables de esta devoción: San Bernardo, San Francisco de Asís y San Antonio de Padua, serán muy representados junto a la Virgen). Como reacción a la Reforma protestante (que relativiza el papel de la Virgen), el catolicismo intensificó la devoción mariana y las representaciones artísticas de la Virgen, que en todo caso debían ceñirse a los cánones dispuestos en el Concilio de Trento.

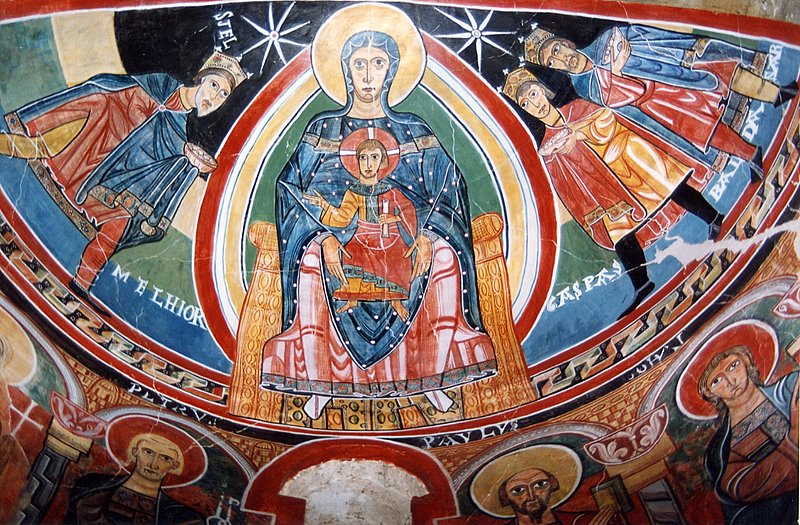
La Virgen con el Niño del ábside de Santa María de Tahull, entronizada y rodeada por una mandorla, con la Adoración de los Magos.
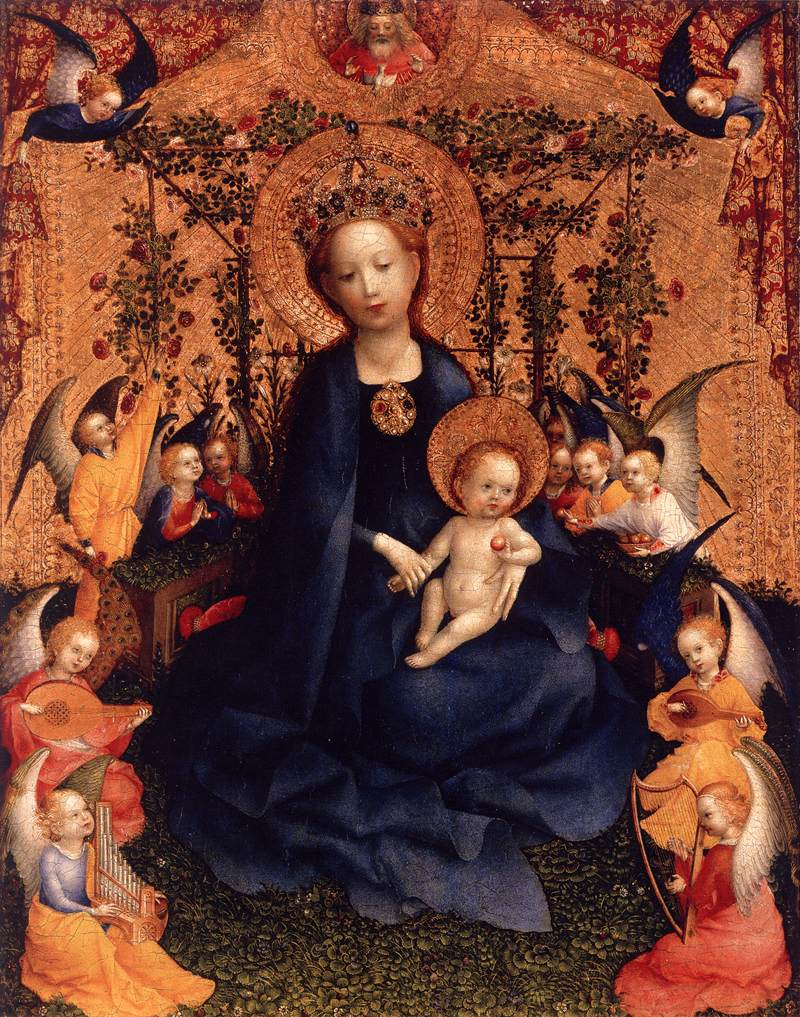
Virgen del Rosal, de Stefan Lochner.
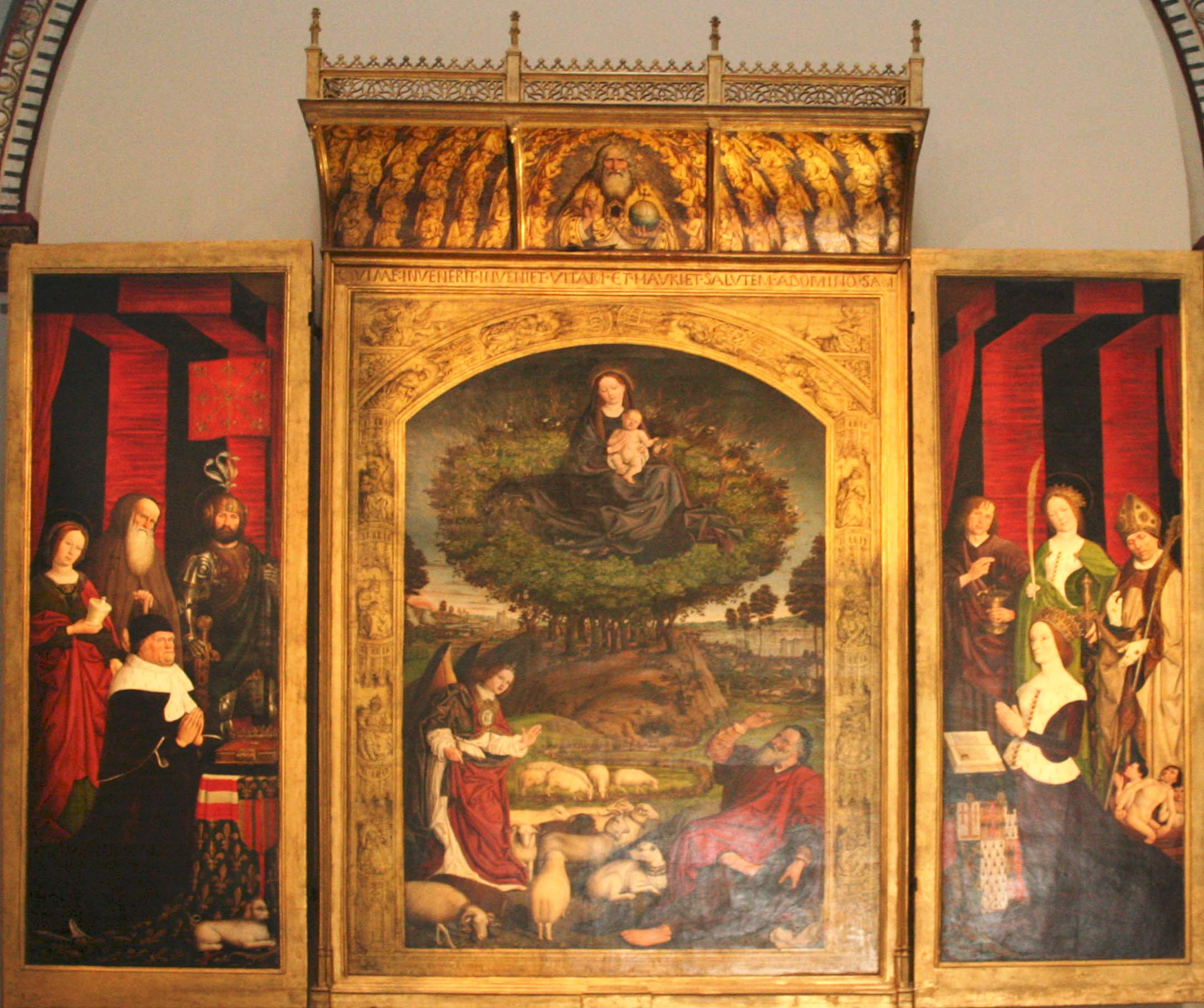
Tríptico de la zarza ardiendo, de Nicolás Froment (es un símbolo de maternidad virginal, no debe confundirse con la zarza ardiendo de Moisés).
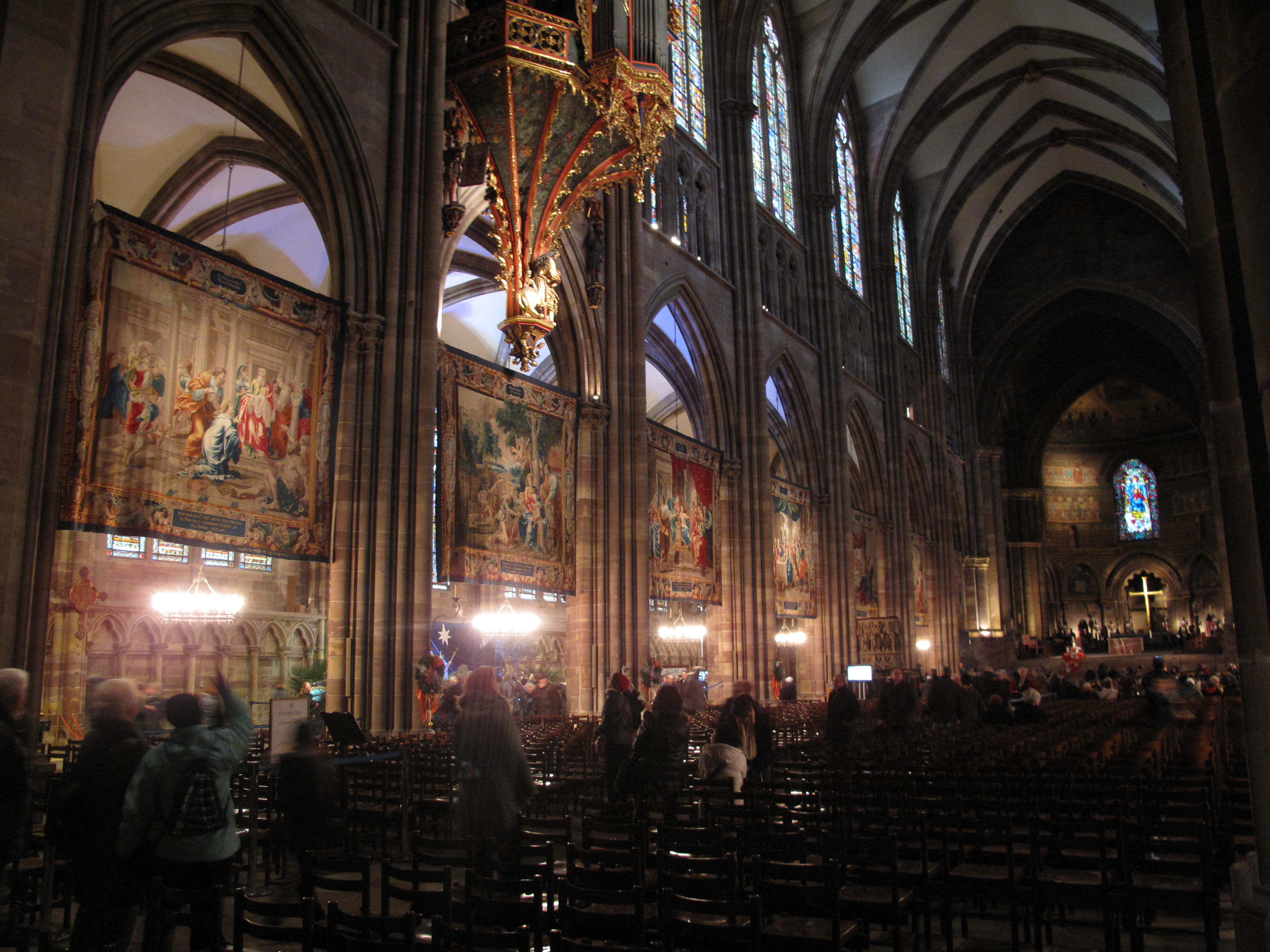
Escenas de la vida de la Virgen, serie de tapices flamencos expuestos en la catedral de Estrasburgo.
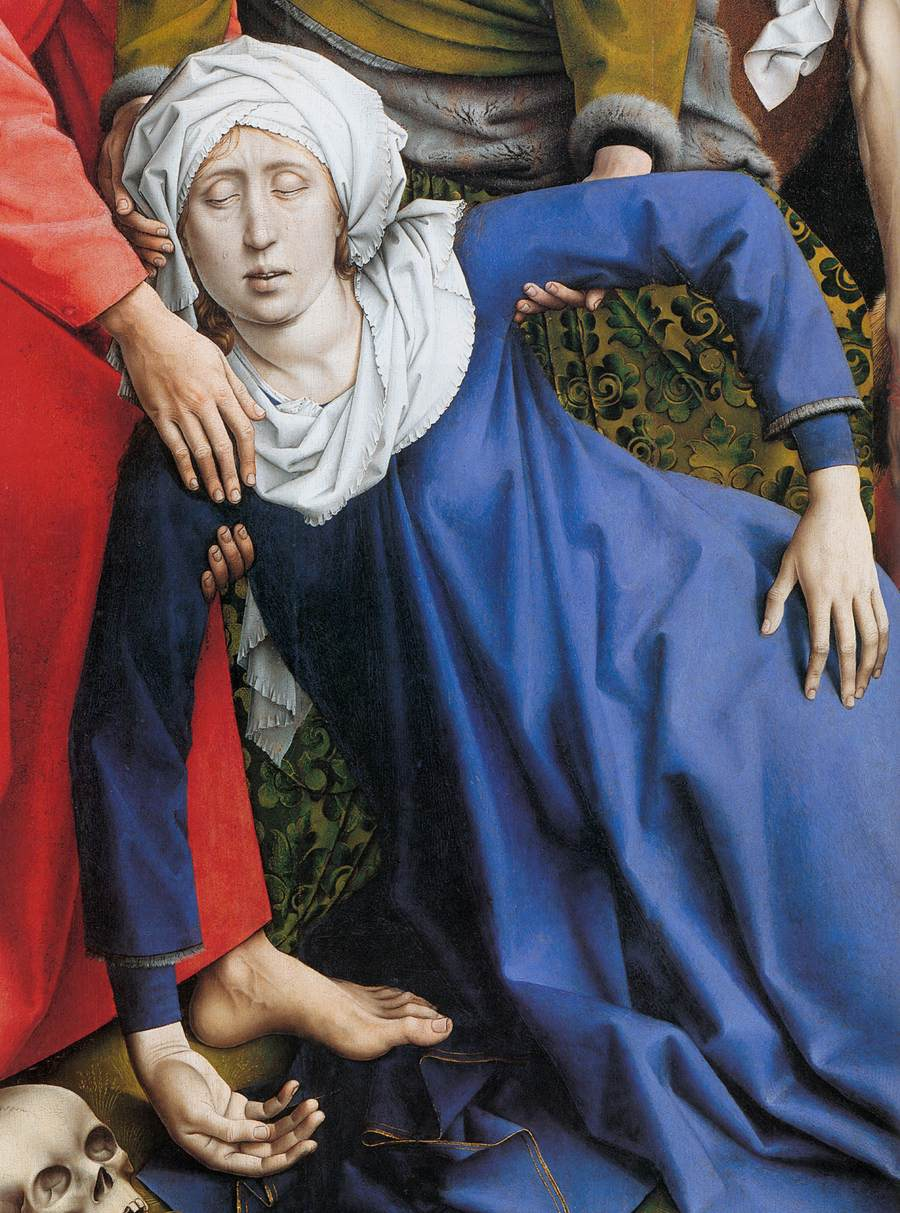
Detalle del Descendimiento de la cruz (Roger van der Weyden).
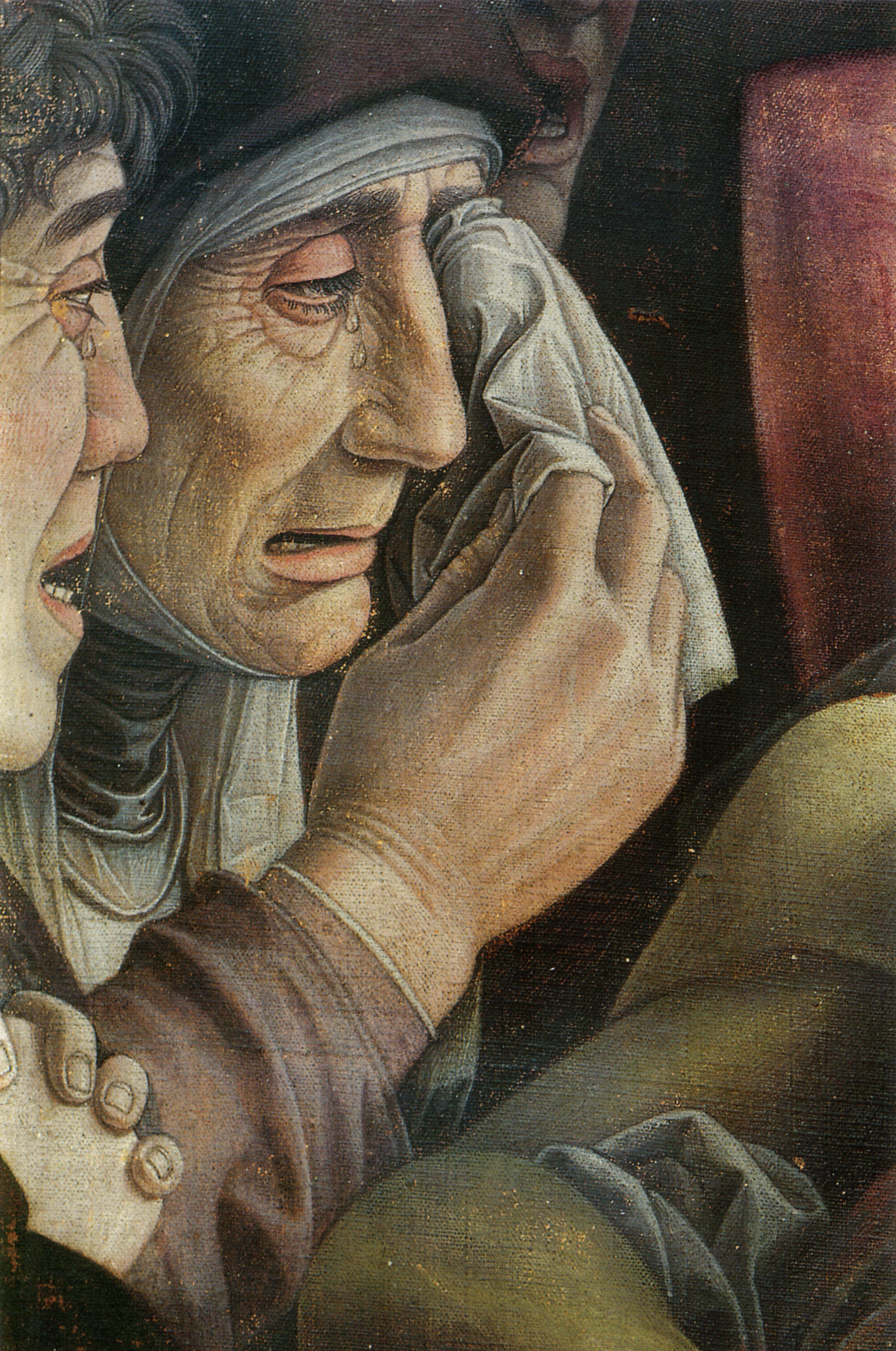
Detalle de Lamentación sobre Cristo muerto (Mantegna).
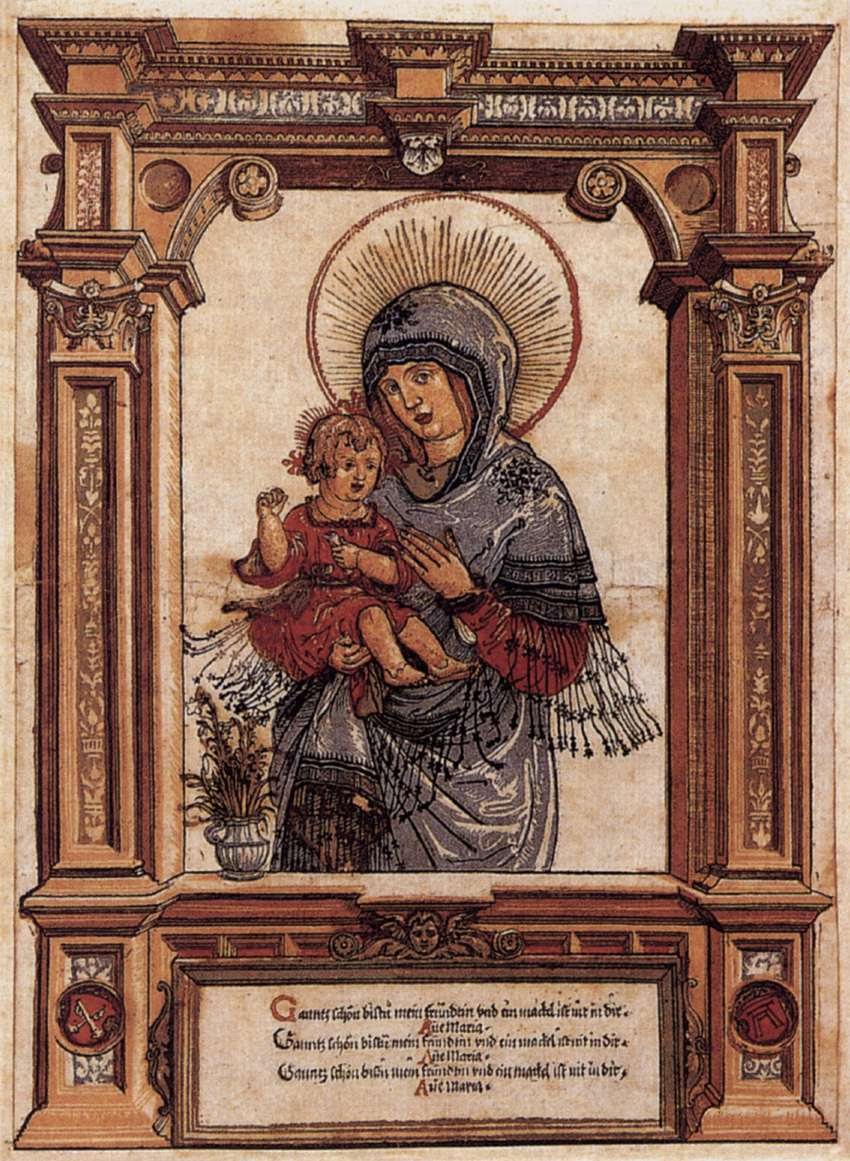
Schönen Maria (la "bella María"), de Altdorfer.
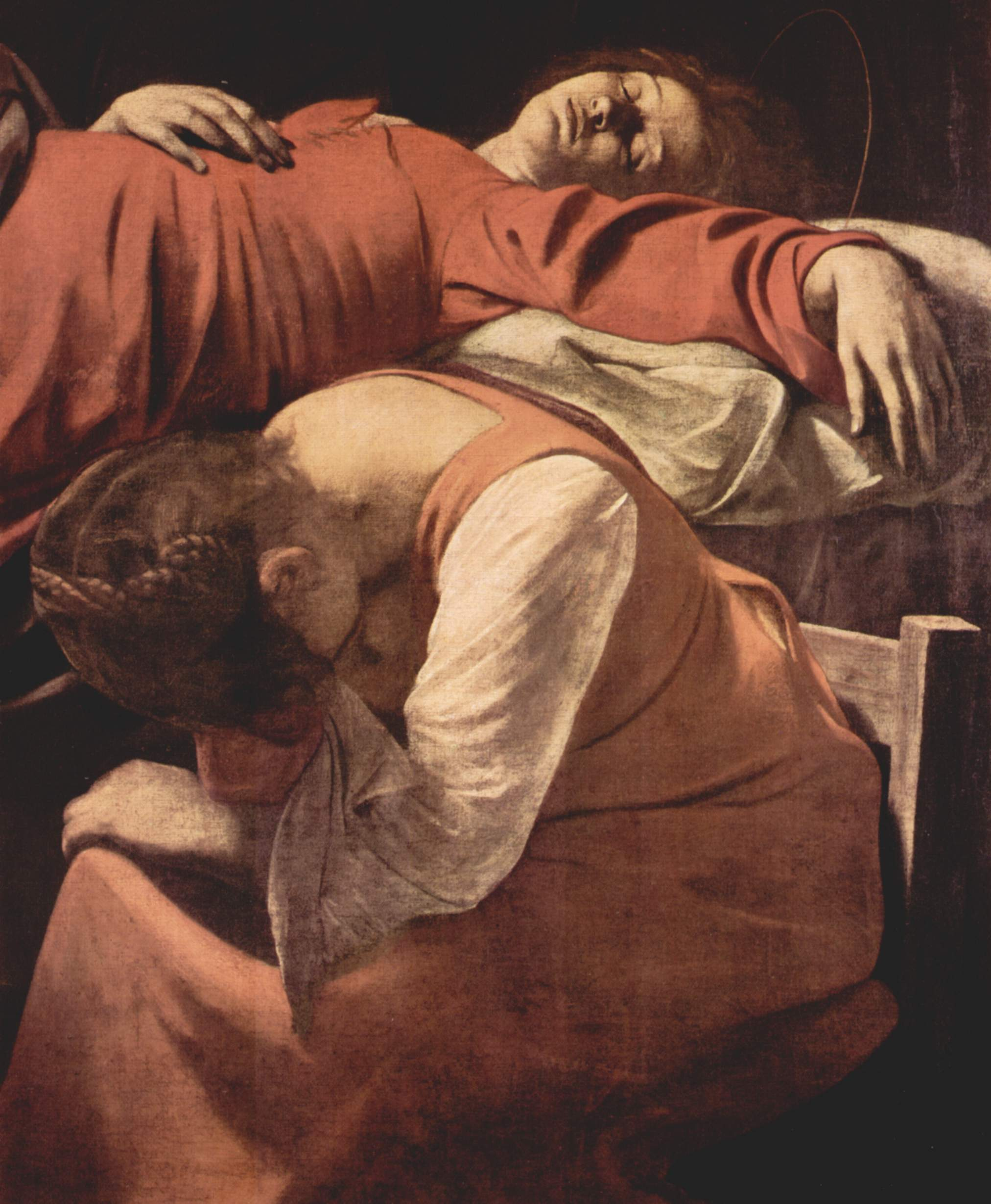
Detalle de la Muerte de la Virgen (Caravaggio).
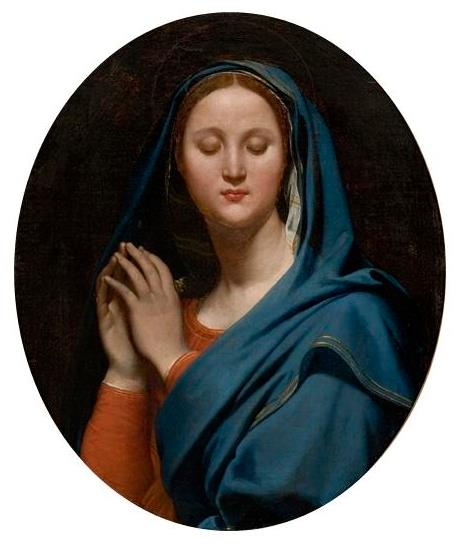
La virgen del velo azul, Ingres, 1827.

## Primeras representaciones
Como el Mandylion de Edesa, que reproduce el rostro de Cristo, y otros iconos considerados vera icon ("verdaderas imágenes") o acheiropoietos (no realizados por manos humanas), hay un grupo de iconos que representan a la Virgen que reciben veneración desde épocas muy remotas. Algunos de ellos (los llamados Lukasbild en lengua alemana) se han asociado a la tradición de San Lucas como pintor de la Virgen, y son atribuidos piadosamente al santo pintor. El más antiguo de los así considerados era el icono denominado Hodegetria u Odighitria (Ὁδηγήτρια, "la que enseña el camino"), que inicialmente era un díptico traído de Tierra Santa a Constantinopla por la emperatriz Elia Eudocia (438-439), en una de cuyas tablas se representaba a Cristo crucificado y en otra a la Theotokos de cuerpo entero (no únicamente de medio cuerpo o de busto como en la práctica totalidad de las copias posteriores). Para custodiarlo se levantó el Monasterio de Hodegon o de la Panaghia Hodegetria. Dado por perdido (o destruido mientras era llevado en procesión la víspera de la toma de Constantinopla por los turcos, 28 de mayo de 1453), varios iconos llegados a Italia y a Rusia reclaman ser éste.

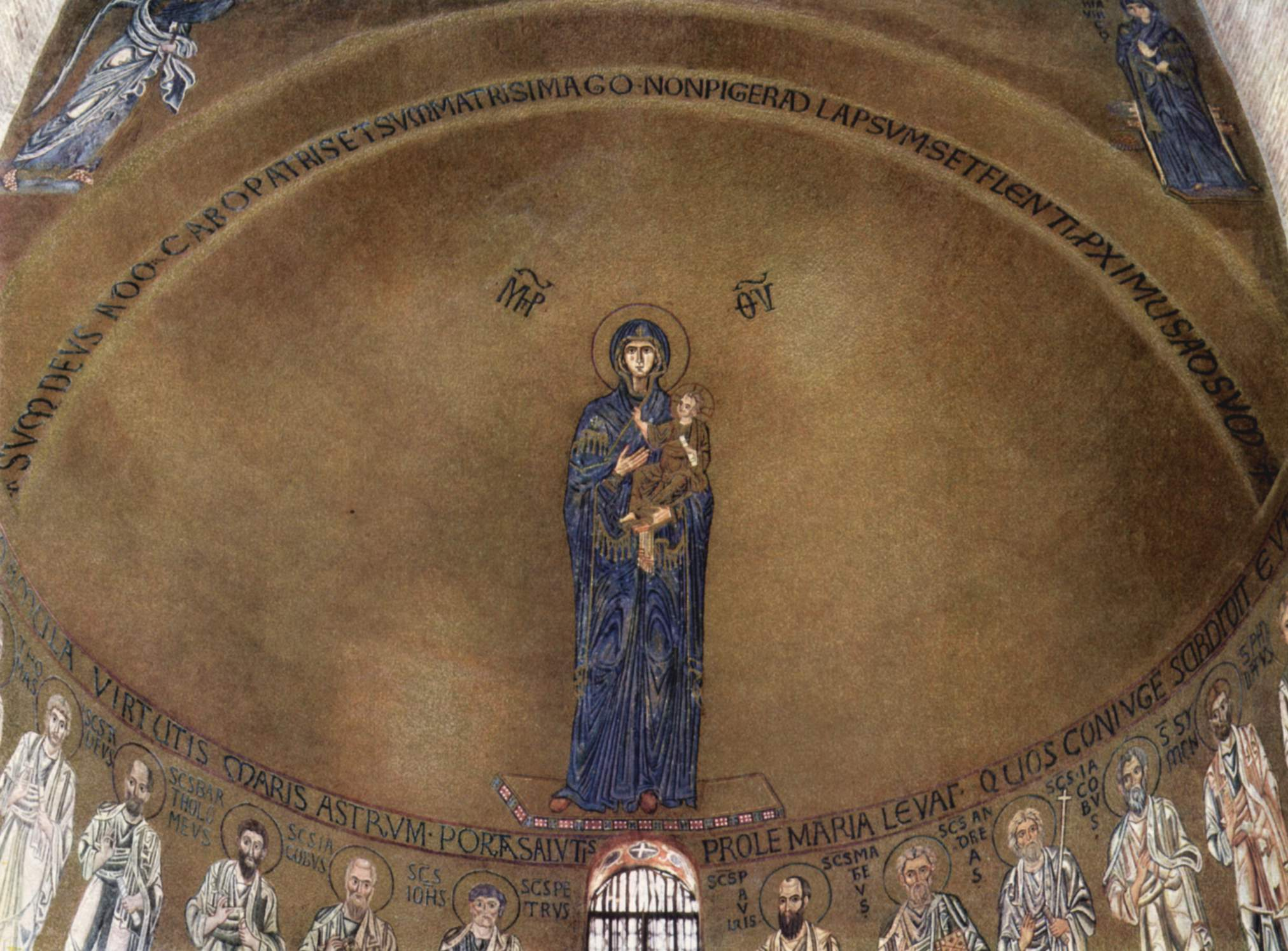
Mosaico del ábside de la basílica de Santa Maria Assunta,[11] antigua catedral de Torcello, siglo XII, que reproduce el aspecto original del icono de Constantinopla.
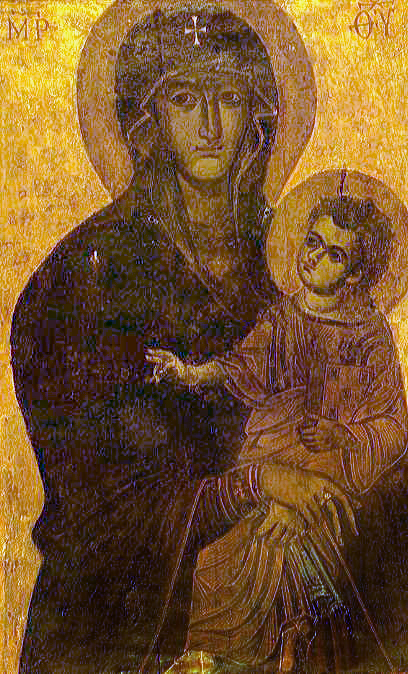
La Salus Populi Romani, venerada en la Basilica di Santa Maria Maggiore, en Roma.
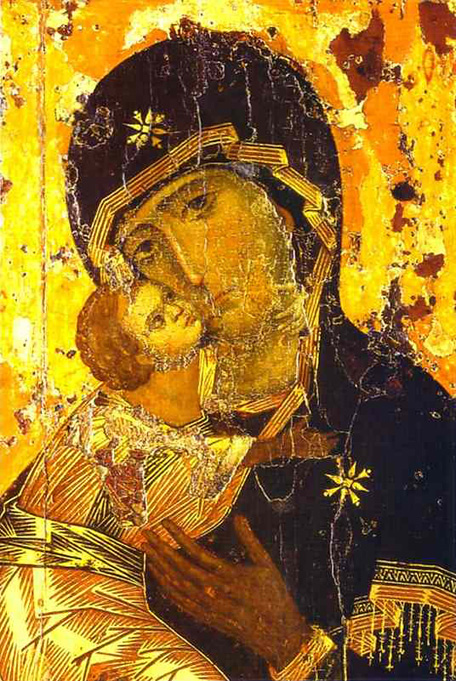
La Virgen de Vladimir, galería Tretiakov, en Moscú.
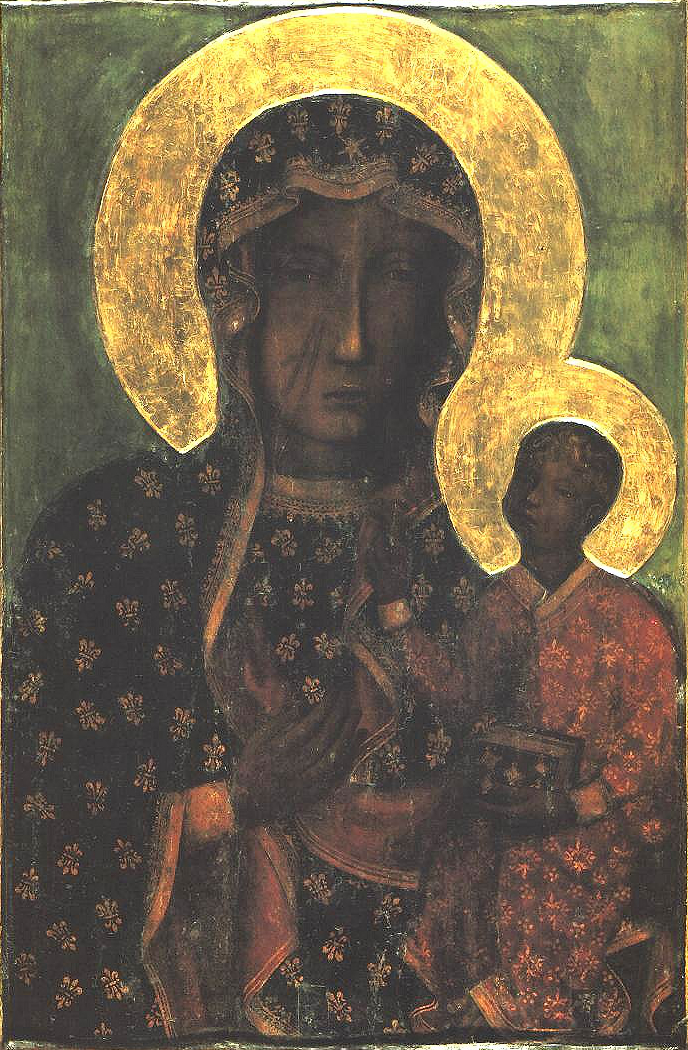
La Virgen de Częstochowa, venerada en el monasterio de Jasna Gora.
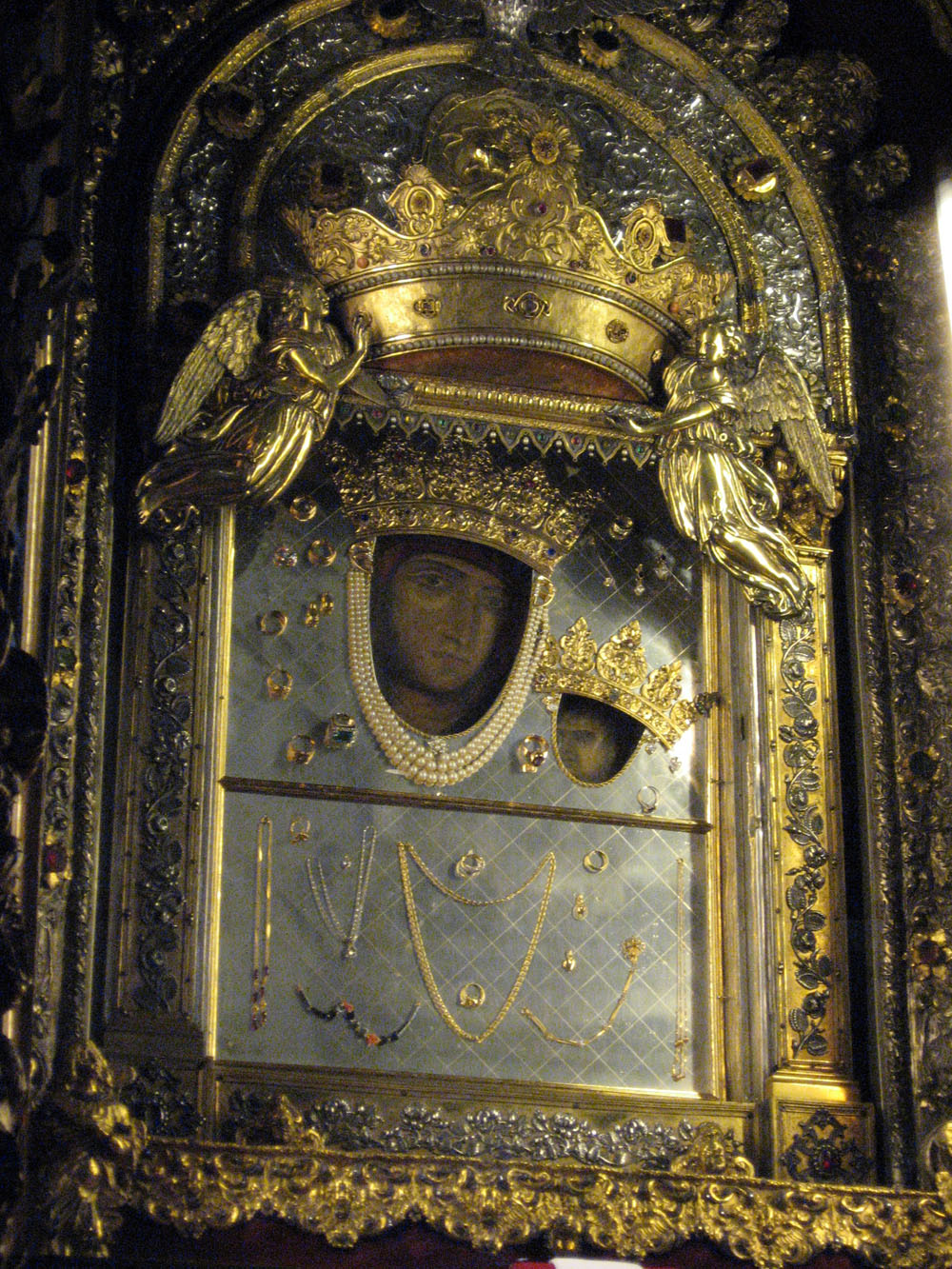
La Madonna di San Luca venerada en el Santuario della Madonna di San Luca, en Bolonia.
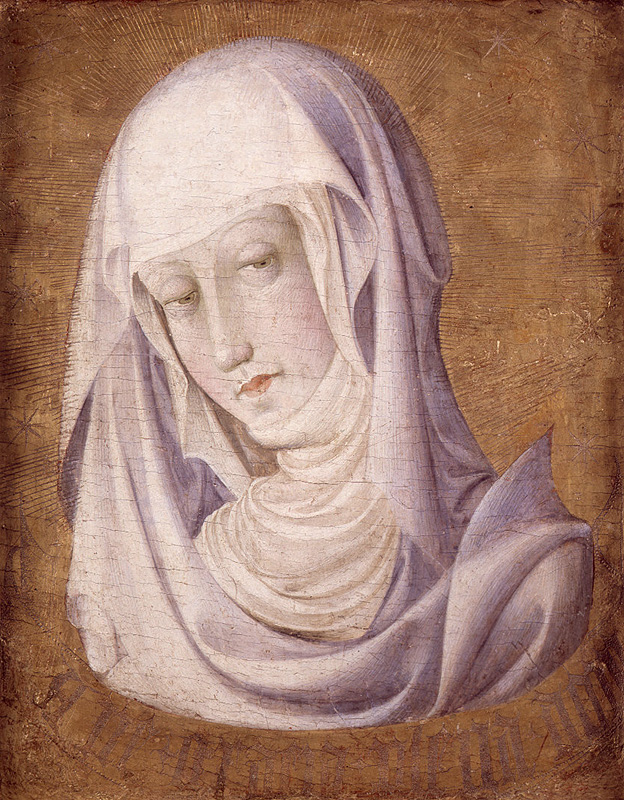
Verónica de la Virgen (hacia 1405 o 1410), de Gonçal Peris (Museo de Bellas Artes de Valencia), «vera icon» de la Virgen María basada en el retrato efectuado por san Lucas de la Virgen.

En las catacumbas de Priscila en Roma hay una de las primeras imágenes que se identifican como representación de la Virgen; se puede datar en el siglo III. También un sarcófago de la catedral de Tolentino, y en el siglo IV una imagen del Coementerium Maius.

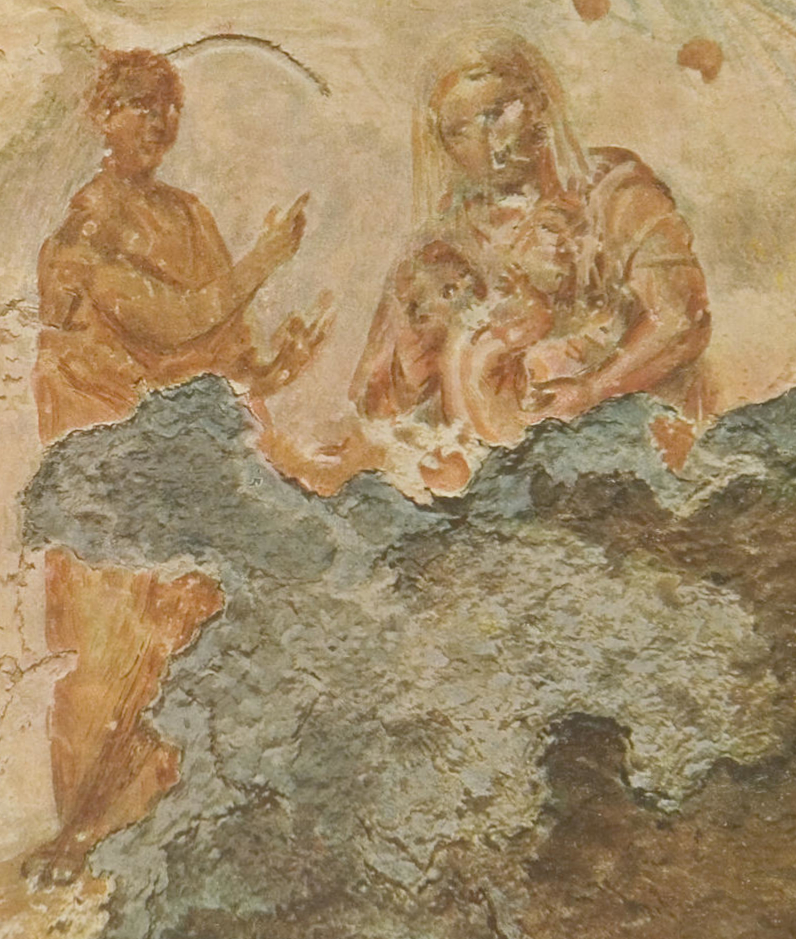
Mural en las catacumbas de Priscila.

## Conceptos mariológicos

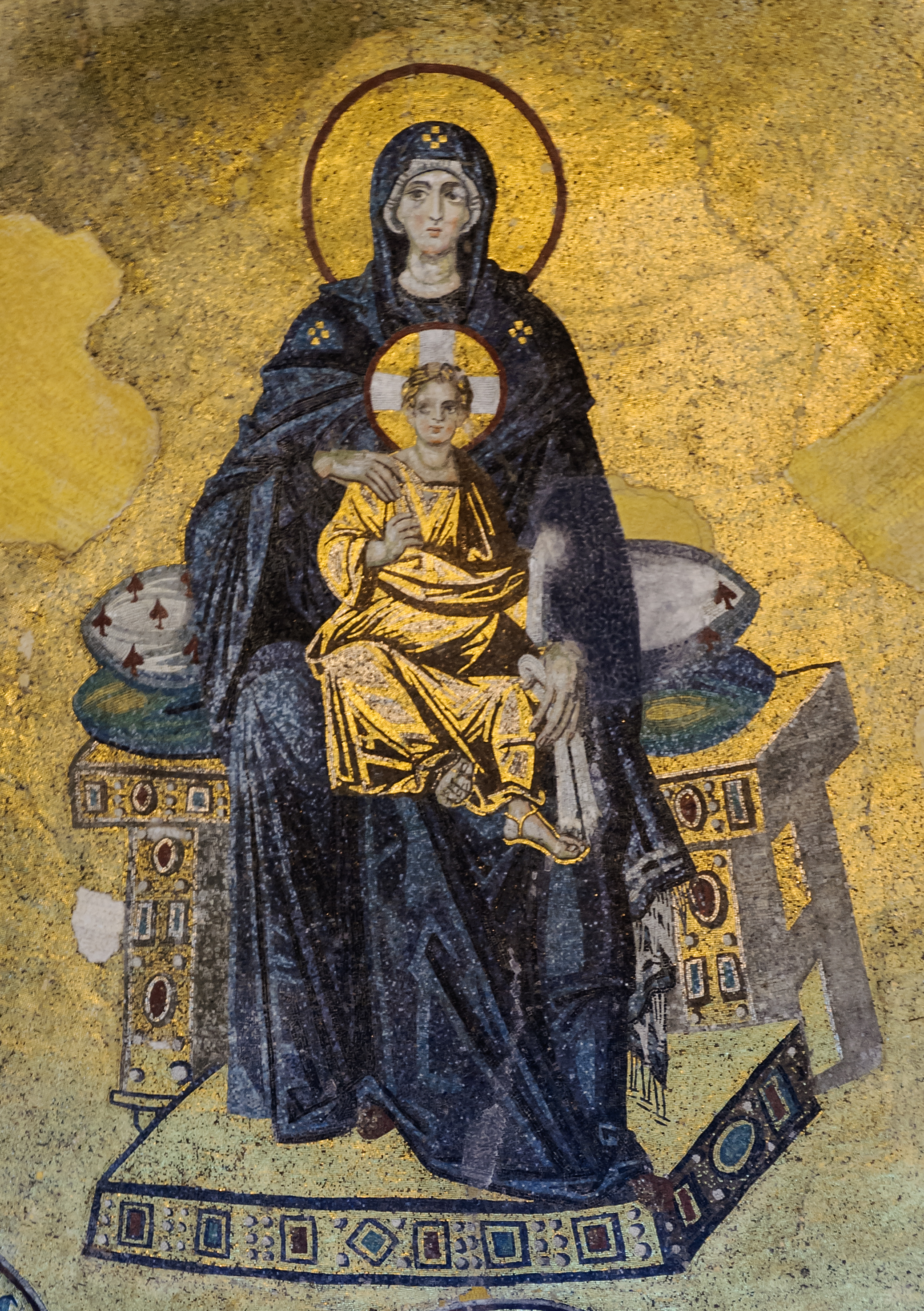
Nikopoia de Santa Sofía de Constantinopla.

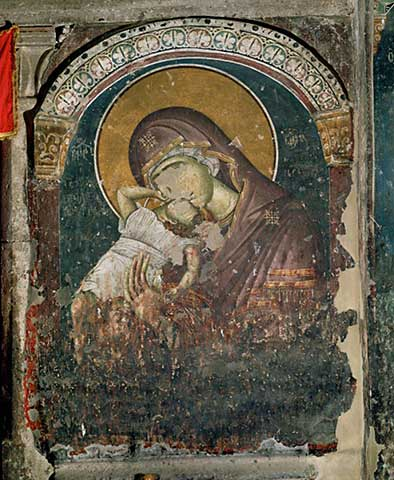
Pelagonitissa del iconostasio de la iglesia de San Jorge en Staro Nagoricino (Macedonia).

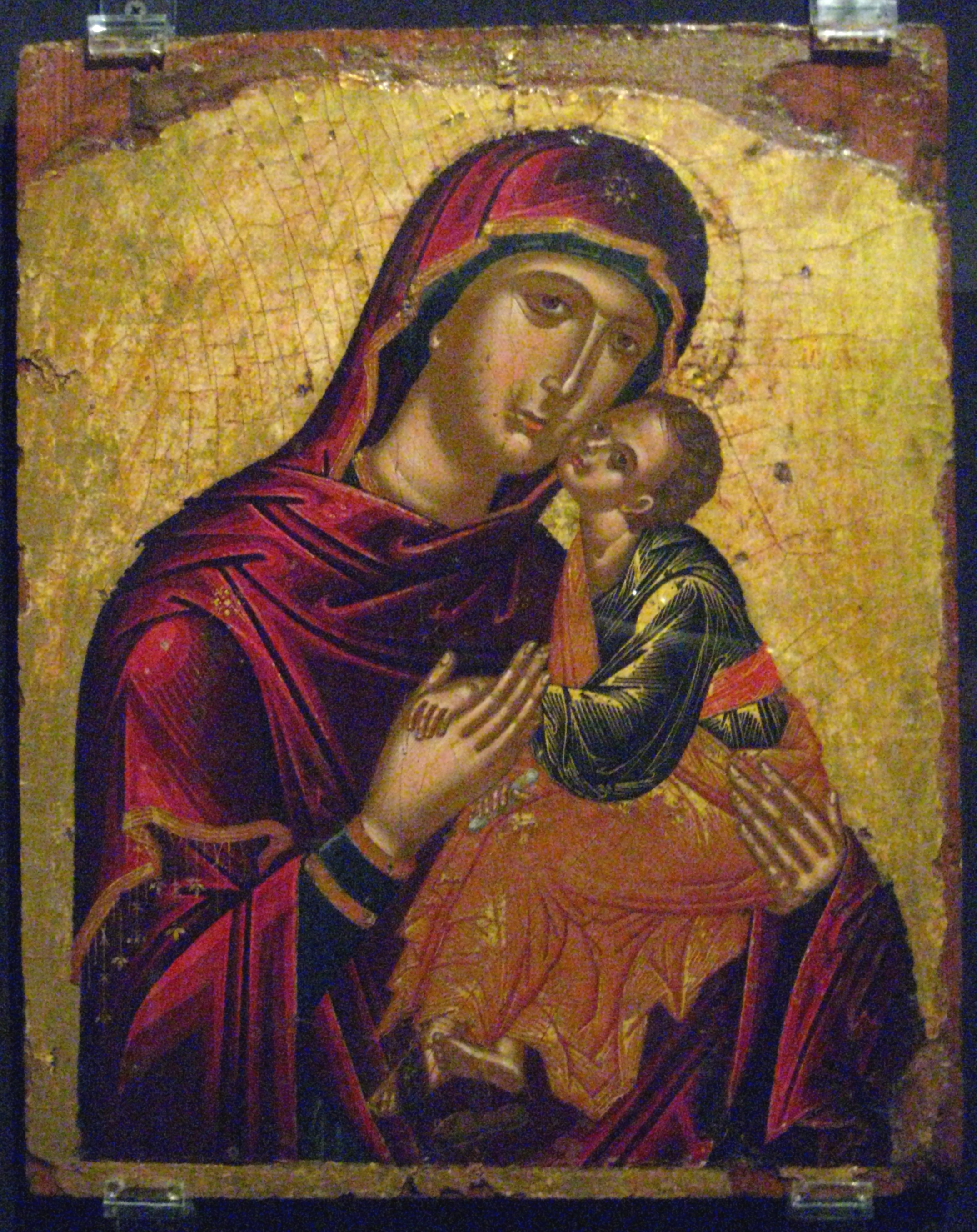
Eleusa (del tipo Glicofilusa), círculo de Andreas Ritzos, segunda mitad del.

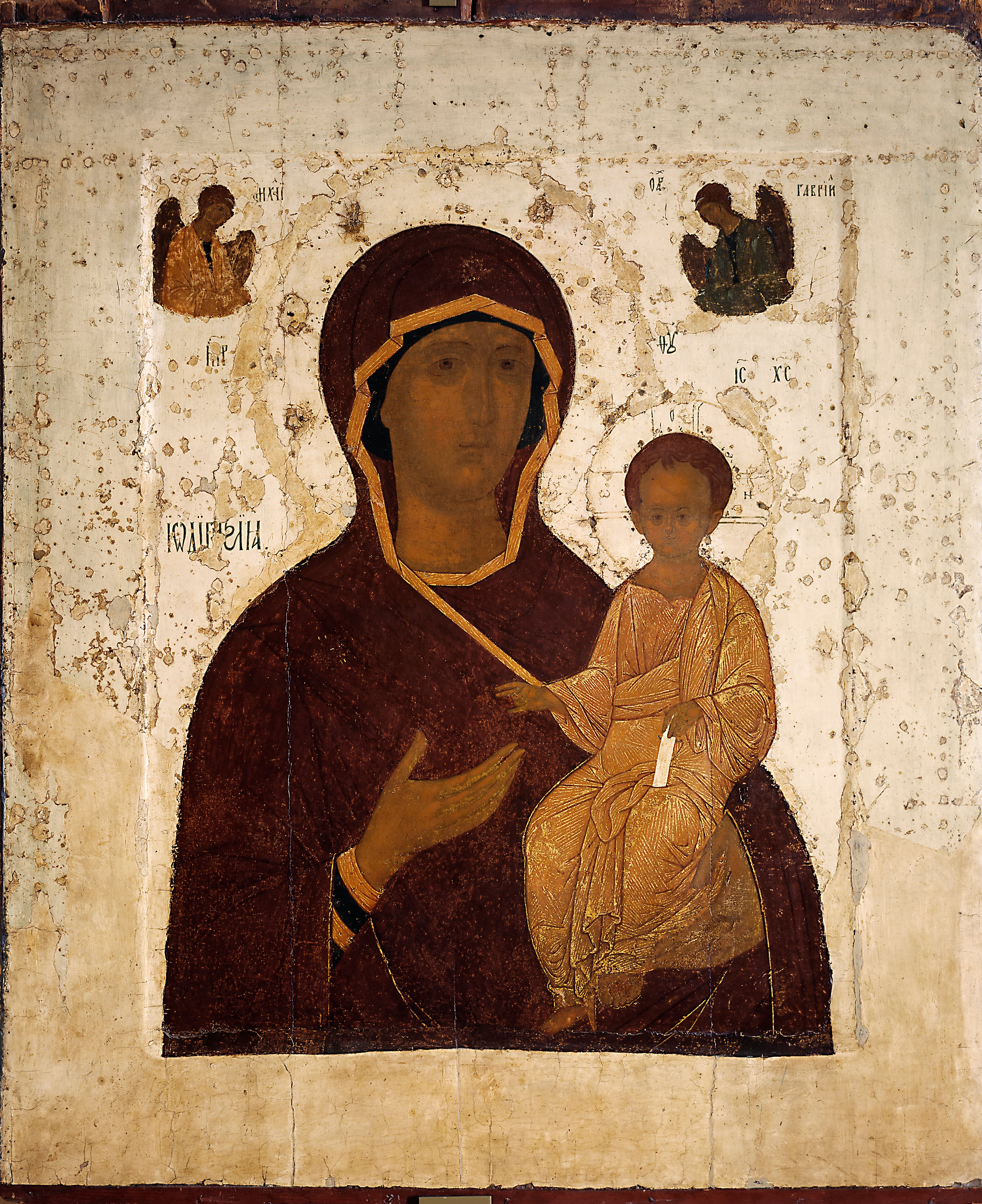
Odigitria (del tipo Aristokratousa), de Dionisio el Sabio, 1482.

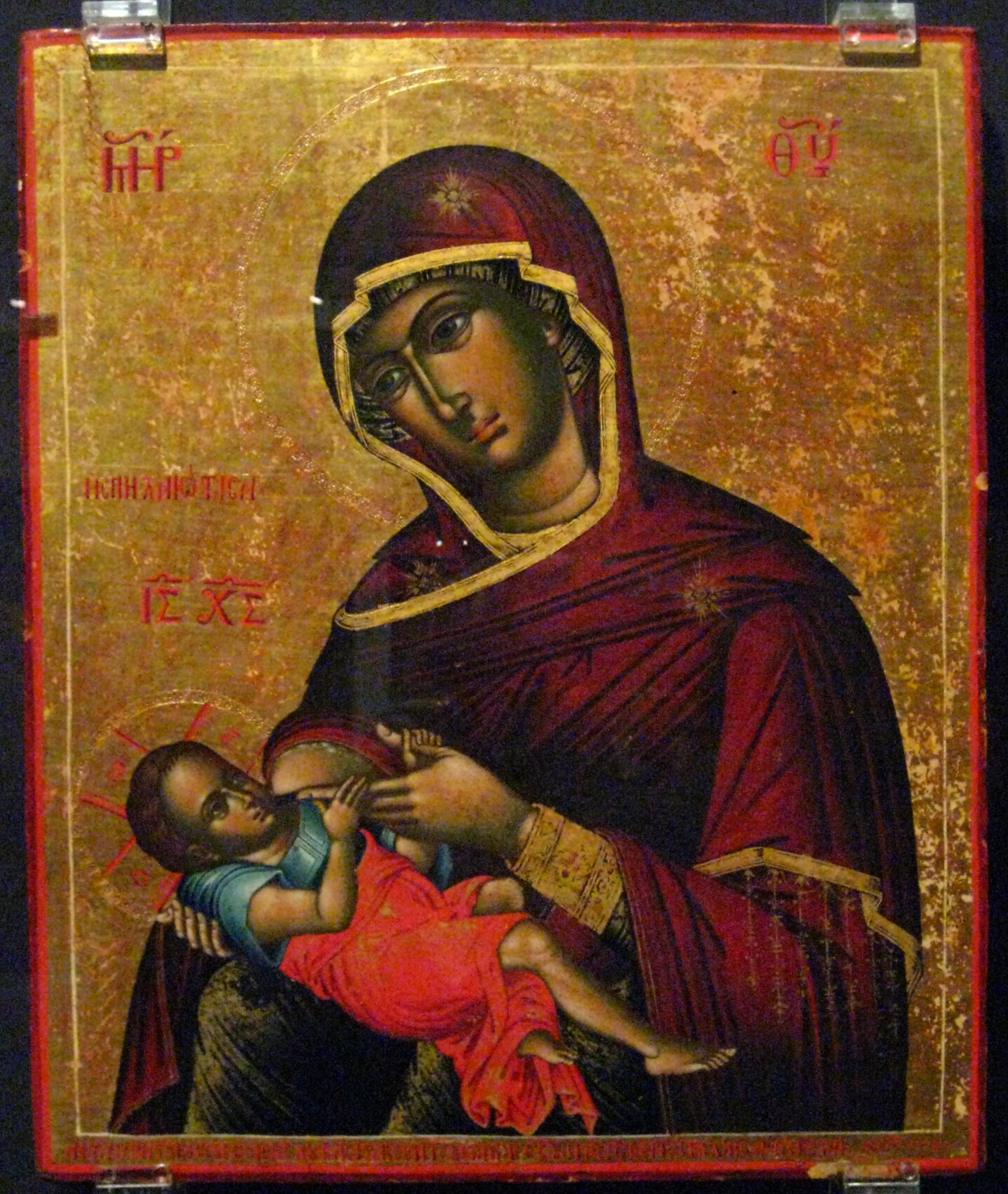
Galaktotrophousa, del Maestro Ioannis, 1778.

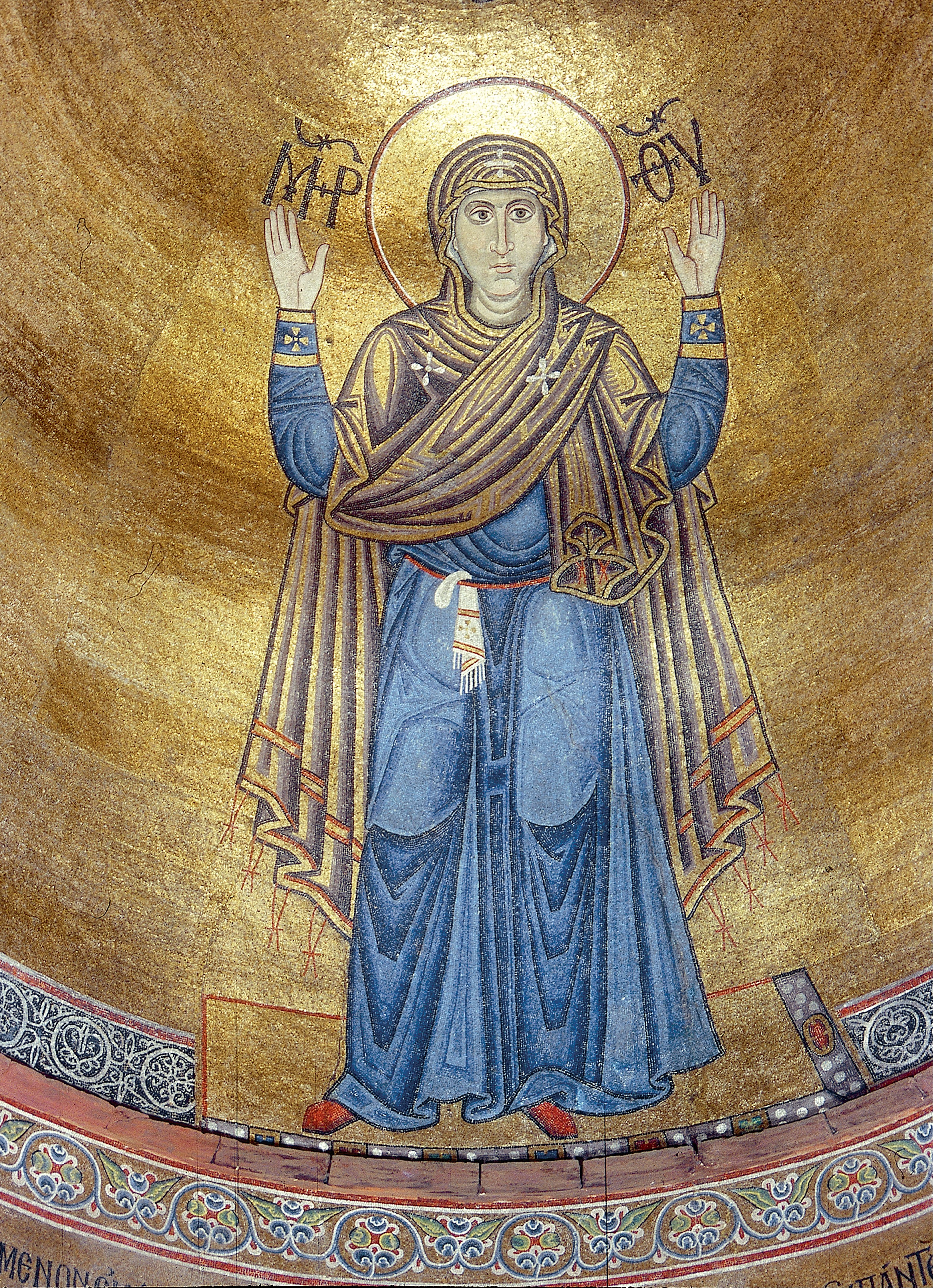
Oranta de la catedral de Santa Sofía de Kiev.

La intrincada complejidad de conceptos mariológicos (no compartidos por todas las confesiones cristianas, e incluso debatidos dentro del catolicismo hasta su aprobación oficial, en distintas fechas -véase dogmas y doctrinas marianas de la Iglesia Católica-), como la virginidad de María, su Inmaculada Concepción, su Asunción al Cielo o su papel de intercesora, mediadora o co-redentora en la redención (Mediatrix o Co-Redemptrix); se expresó en multitud de advocaciones marianas, cada una de las cuales adquirió una convención iconográfica que permitía a los fieles identificarlas. A todas ellas se les aplica como título inicial el término griego de Panhagia ("la toda santa" o Santísima Virgen) o el italiano de Madonna (en castellano "Nuestra Señora", en francés Notre-Dame, en portugués Nossa Senhora, en inglés Our Lady, en alemán Unsere Liebe Frau).

### La Virgen con el Niño como Madre de Dios
La mayor difusión la tienen las múltiples representaciones de la Virgen con Niño, que a su vez tienen marcadas o sutiles diferencias, codificadas en Oriente con denominaciones específicas:
- Theotokos ("Madre de Dios"), en la cristiandad latina Deipara o Dei Genetrix (como tipologías artísticas, Maiestas Mariae -"Majestad de María", Maestà en italiano- o Sedes sapientiae -"trono de sabiduría"-). El mismo concepto y tipología (sentada en un trono con el niño en su regazo), se designa con los nombres Kyriotissa, Nikopoia o Panakranta ("la Señora", "la que produce la victoria" –en Occidente "Santa María de la Victoria" es equivalente como advocación, pero diferente en iconografía– o "la que todo lo gobierna").[21] Refleja el dogma fijado en el Concilio de Éfeso (431).[22]
- Odigitria u Hodegetria ("la que muestra el camino", que sostiene al niño en sus brazos), debe su denominación a la tipología inicial, en la que la Virgen señala al Niño con su mano derecha, mientras le sostiene con el brazo izquierdo;[22] de ella derivan otras versiones denominadas Dexiokratusa[23] (Dexiokratousa, con el niño en el brazo derecho y señalando con la mano izquierda -por contraposición, el modelo que señala con la mano derecha y sostiene con el brazo izquierdo se denomina Aristokratusa o Aristokratousa[24]), Tricherusa (Tricheirousa -"de tres manos"-),[25] Portaitissa[26] o Psicosostria (Psychosostria -"salvadora de almas"-).[27]
- Eleusa (Eleousa -"la Virgen de la ternura"-, que recibe caricias del Niño, o juntan sus mejillas); con versiones denominadas Glicofilusa (Glykophilousa -"de dulces besos"-),[28] Pelagonitissa (con el Niño en actitud de jugar)[29] o Kardiotissa. El concepto que se pretende reflejar es el amor de Cristo por la humanidad, que se administra por la Madre Iglesia (representada iconográficamente por la Virgen).[22]
- Galactotrofusa (Galaktotrophousa -"la Virgen de la leche", en italiano Madonna Litta-, que amamanta al Niño; cuando se representa al Niño tomando sus primeros alimentos sólidos, se denomina "la Virgen del cacillo", "de la cuchara" o "de la escudilla", "Madonna della scodella", "Madonna della pappa", "Virgen de la papilla", "de las sopas", "de las sopas de leche" o "de las gachas"[30]).
- Platytera ("la señal") o Virgen-Sagrario, que, aunque parezca una representación de la Virgen sin el Niño, lleva a éste en un medallón sobre su pecho. También recibe el nombre Oranta ("orante", "rezadora"), por su postura: con los brazos extendidos y las manos abiertas hacia el cielo; los primeros ejemplos aparecen en las catacumbas paleocristianas.[22] Similar iconografía es la de la Blacherniotisia o Blachernitissia (que comparte nombre con la iglesia de Blanquerna, el barrio de Blanquerna y el palacio de Blanquerna de la Constantinopla medieval, y que se interpreta como "intercesora", en actitud orante).[31] La versión denominada Paraklesis ("intercesión" o "consolación")[32] representa a María sin el Niño, portando un pergamino.[33] También es denominada Prositelnitsa ("rezadora"), al llevar escritas oraciones al Niño en el pergamino; o Agiosoritissa (del nombre de la capilla Agia Soros -"santo relicario"- de una iglesia de Constantinopla -denominada Blachernitissa por la propia imagen-, donde se veneraban las reliquias del velo o la túnica y el manto de la Virgen, que fue destruida en el siglo XV y sobre cuyo lugar se construyó en el XIX la iglesia de Santa María de las Blanquernas -en Rusia se perpetuó un modelo de icono a partir de otro proveniente de esta iglesia y que se conoce con el nombre de Vlahernskaya-[34]). Cuando se la denomina así, la tipología característica es su postura no frontal, sino vuelta en tres cuartos (como en la tipología Déesis, en que flanquea a Cristo -con San Juan Bautista al otro flanco-).[35]

## Vida de la Virgen

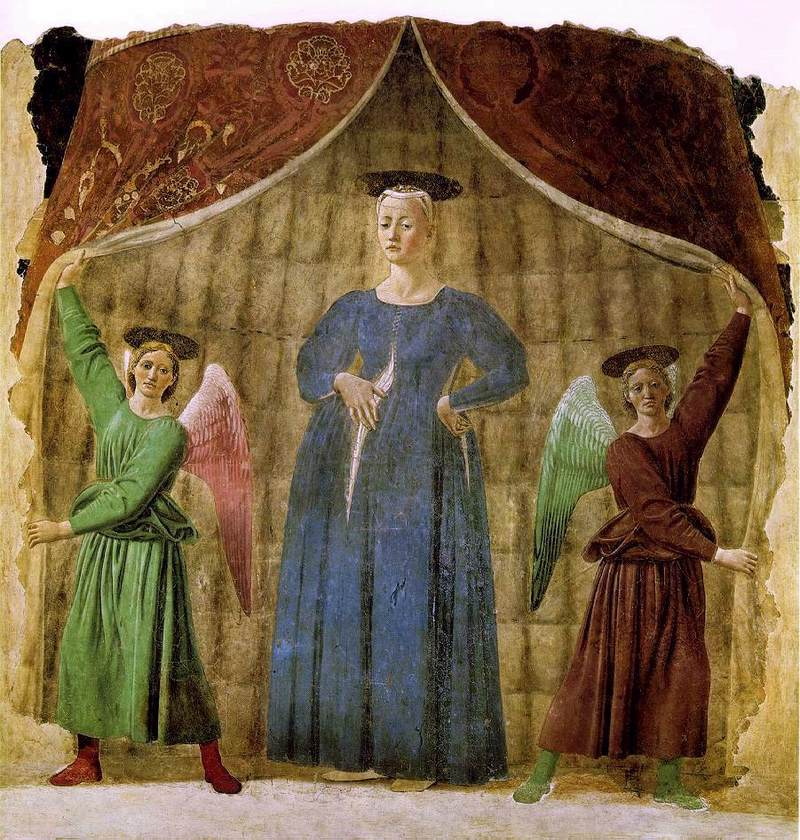
Madonna del parto, de Piero della Francesca.

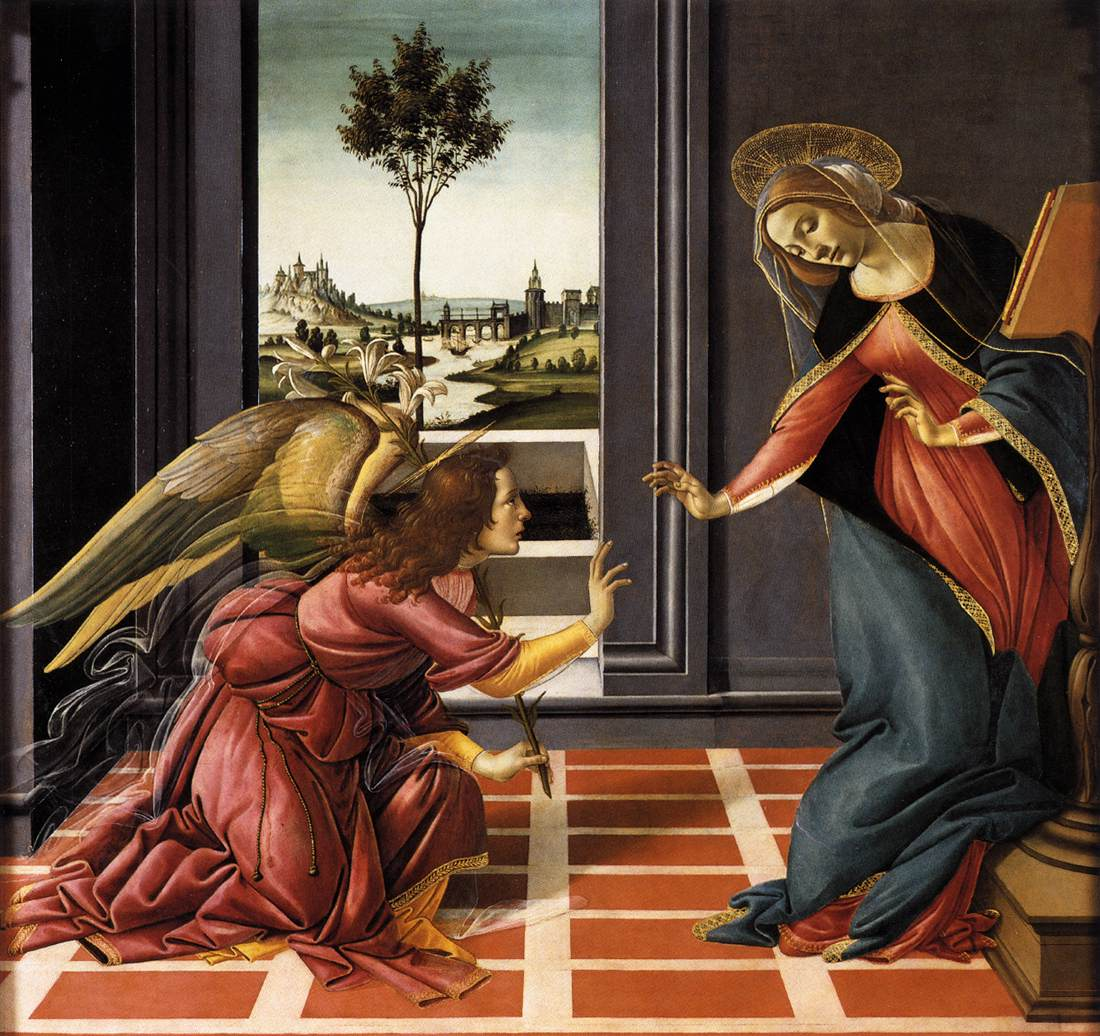
Anunciación de Cestello, de Botticelli.

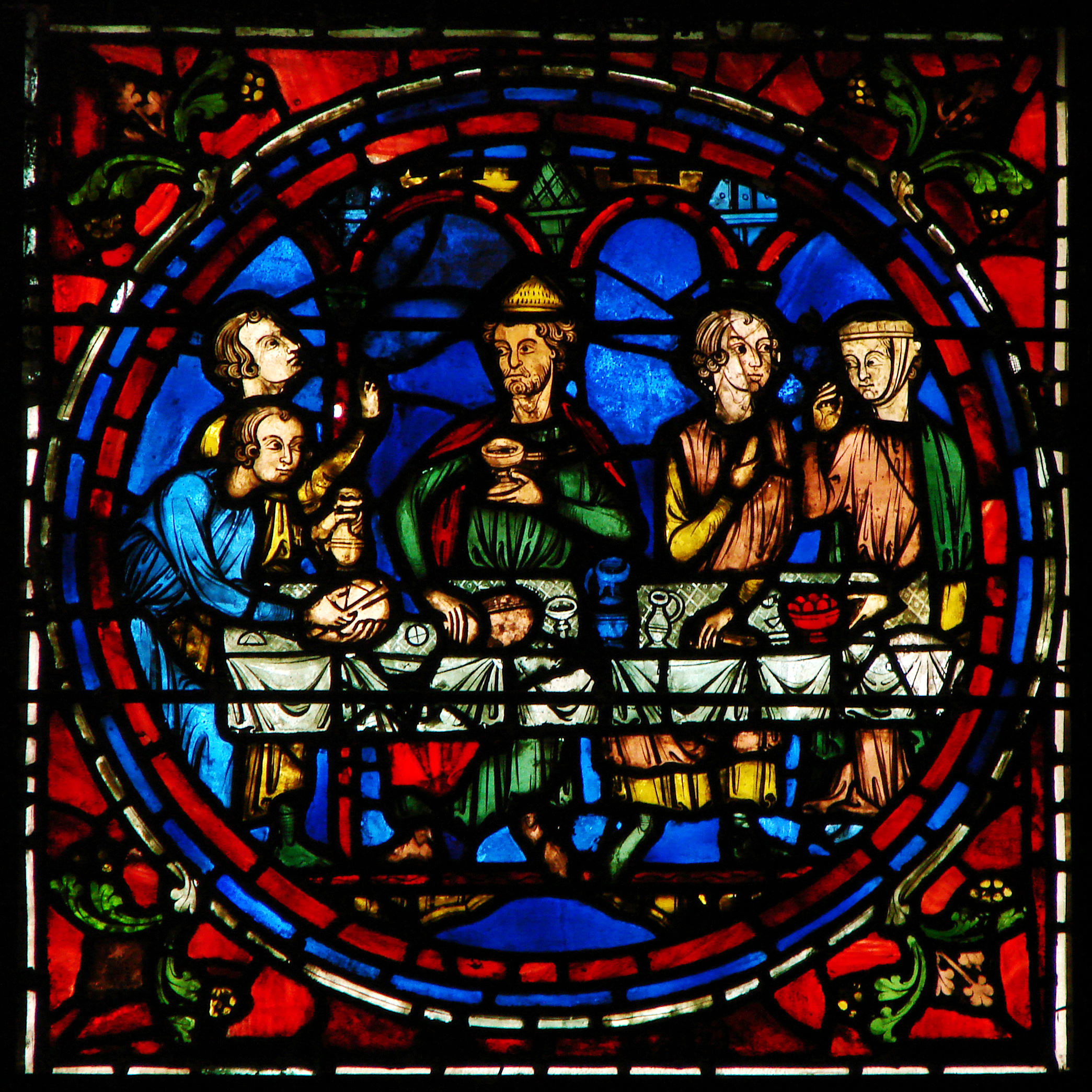
Bodas de Caná, vitral de la Catedral de Chartres,.

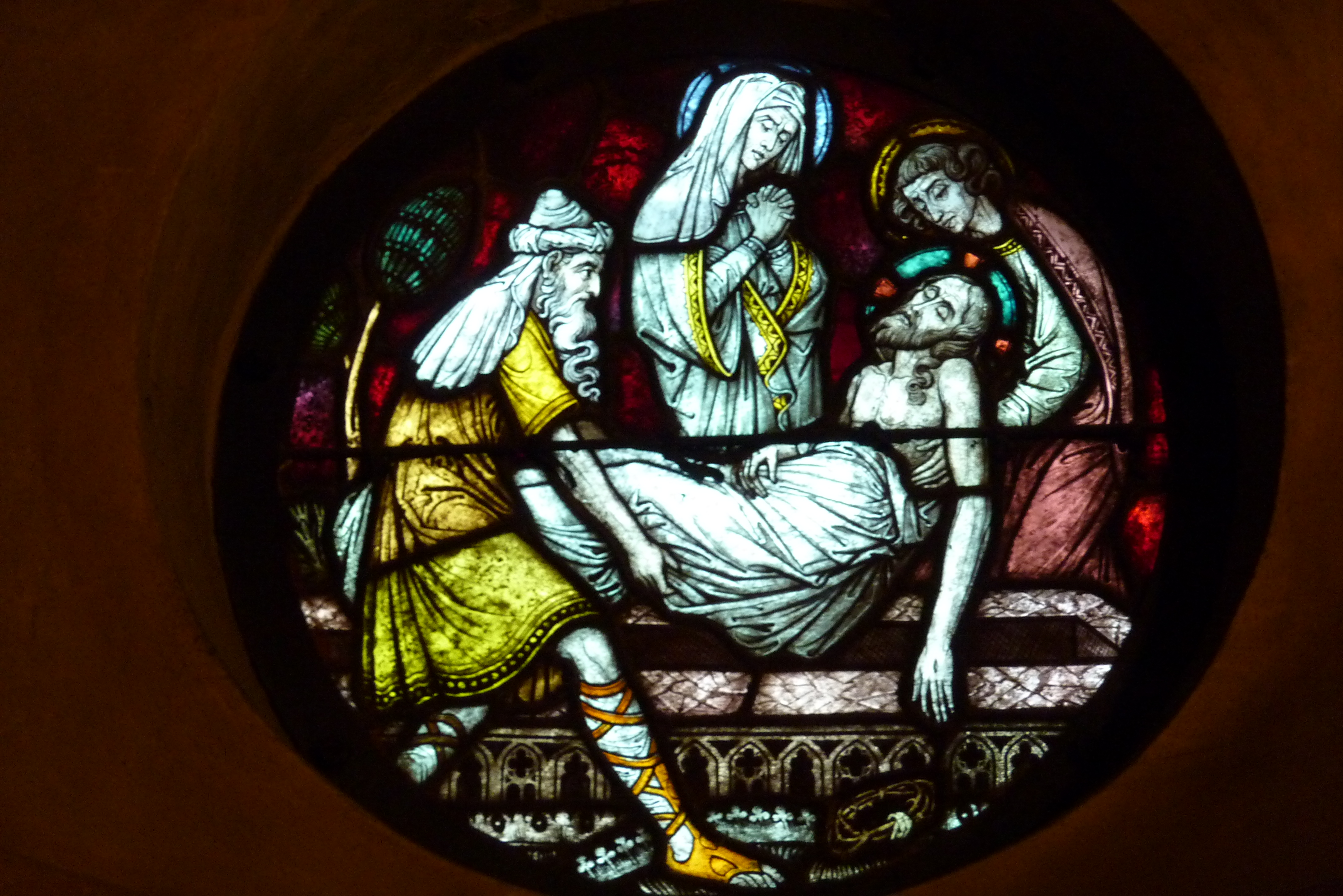
Entierro de Cristo, vitral de la Markuskapelle de Altenberg, Glasmalerei Schneiders & Schmolz, Colonia, 1899-1900.

La vida de la Virgen ha sido especialmente tratada por los pintores, que adoptaron a San Lucas como patrón por considerarse que fue el primer retratista de la Virgen, que habría protagonizado por tanto el primer icono.
Además de las escenas evangélicas en que la Virgen comparte el protagonismo con Cristo adulto (las Bodas de Caná, su presencia en la Pasión -el Camino del Calvario, la escena Stabat Mater durante la crucifixión, el concepto de Mater Dolorosa o de los siete dolores, que se representa con un corazón atravesado por siete puñales-), con Cristo muerto (el Descendimiento, el Santo Entierro -para ambas escenas se usa el término italiano Deposizione-) y tras la Resurrección (las Tres Marías, el Santo Encuentro); incluso antes de la Natividad comienza el ciclo de la vida de Jesús íntimamente vinculado al ciclo de la vida de la Virgen a través de su Encarnación (Anunciación, Visitación, Virgen de la Esperanza o "de la O" -Virgo partitura o Maria Gravida-) y durante la infancia de Cristo (Virgen con el Niño -probablemente el tema más representado, con múltiples variaciones-, Huida a Egipto, Circuncisión de Jesús, El Niño perdido y hallado en el Templo, Sagrada Familia). También existen representaciones de la Virgen por sí misma (el Nacimiento de la Virgen, Los primeros pasos de la Virgen, la Presentación o Consagración de María, los Desposorios de la Virgen). Hay múltiples variaciones del tema que relaciona a la Virgen con su madre, Santa Ana (Santa Ana y la Virgen, La educación de la Virgen, Santa Ana, la Virgen y el Niño, Santa Ana, la Virgen, el Niño y san Juanito), con su prima Santa Isabel (la Visitación), con el hijo de esta Juan el Bautista (La Virgen con el Niño y San Juanito) o con toda su familia (la Santa Parentela).
La última referencia bíblica donde puede situarse a la Virgen es la escena de Pentecostés. Por último, en los ciclos pictóricos la muerte o Dormición de la Virgen da paso a la Asunción de la Virgen y a la Coronación de la Virgen en la Gloria. Como piezas autónomas, hay literalmente ilimitadas posibilidades de utilizar la imagen de la Virgen en otro tipo de escenas: el que comparta la presencia de Dios con todos los demás santos, hace que pueda aparecer representada en sacra conversazione con cualquiera de ellos. En cuanto a sus manifestaciones posteriores en el mundo, también se han reflejado en el arte las múltiples apariciones y milagros de la Virgen.

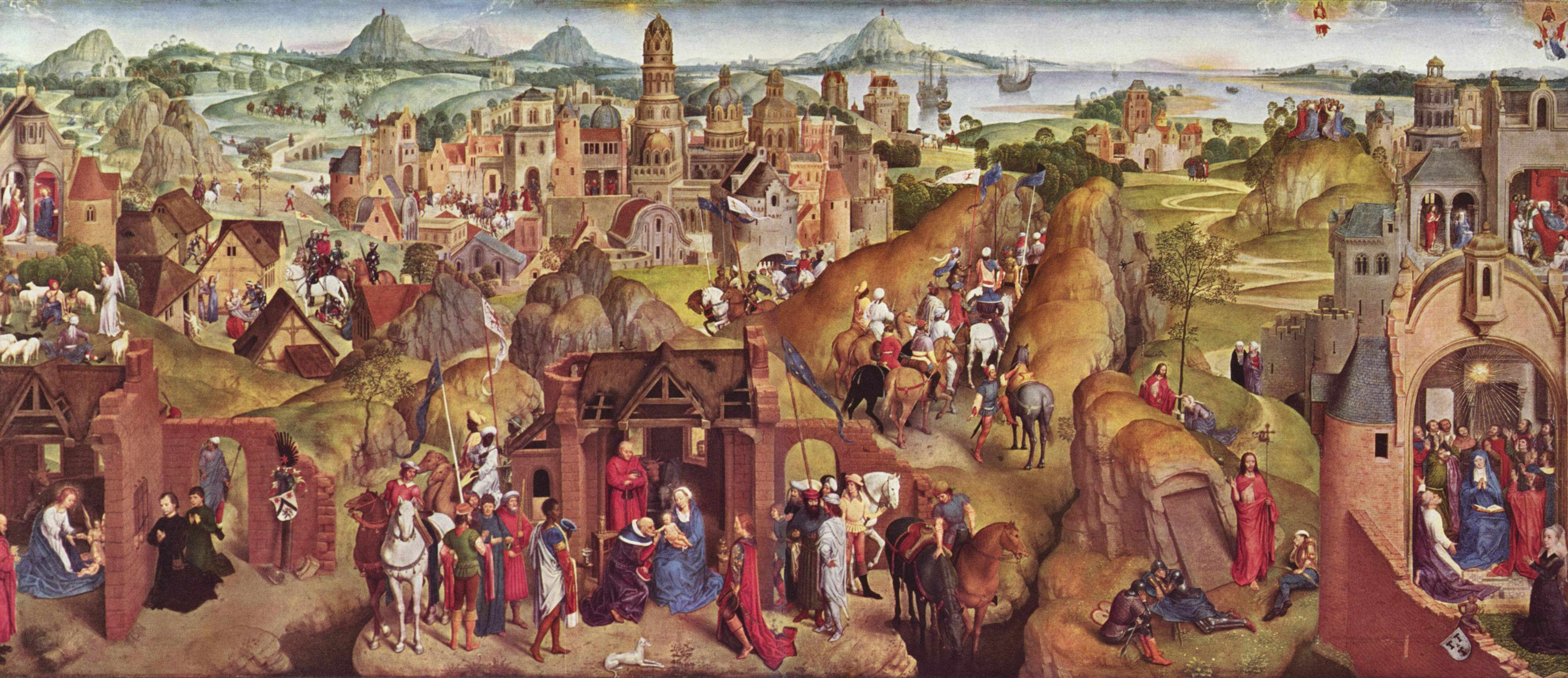
Advenimiento y triunfo de Cristo o Escenas de la vida de la Virgen, de Hans Memling.

## Déesis, Sacra conversazione y Virgen en gloria

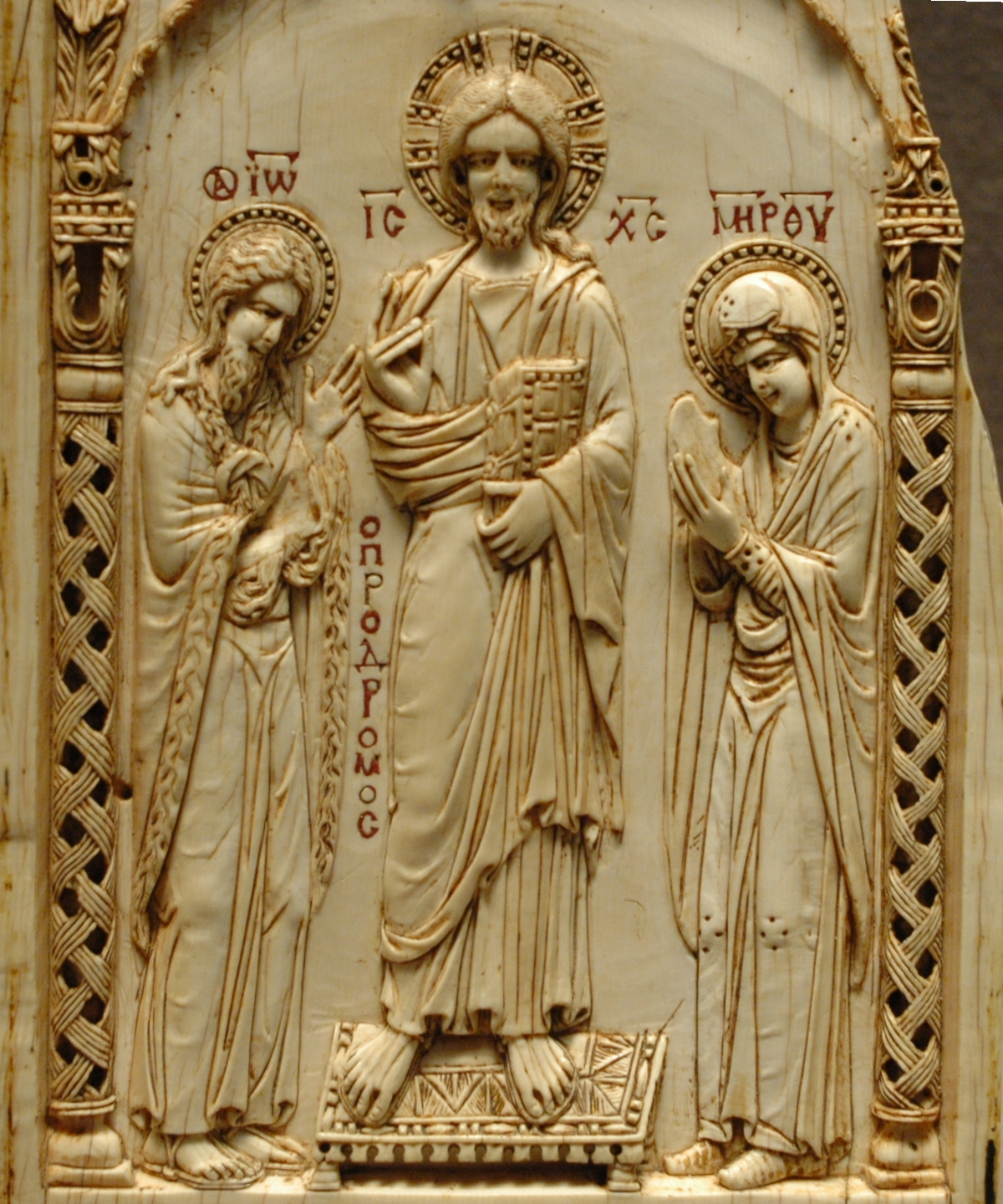
Déesis en una placa de marfil (catedral de Vich,).

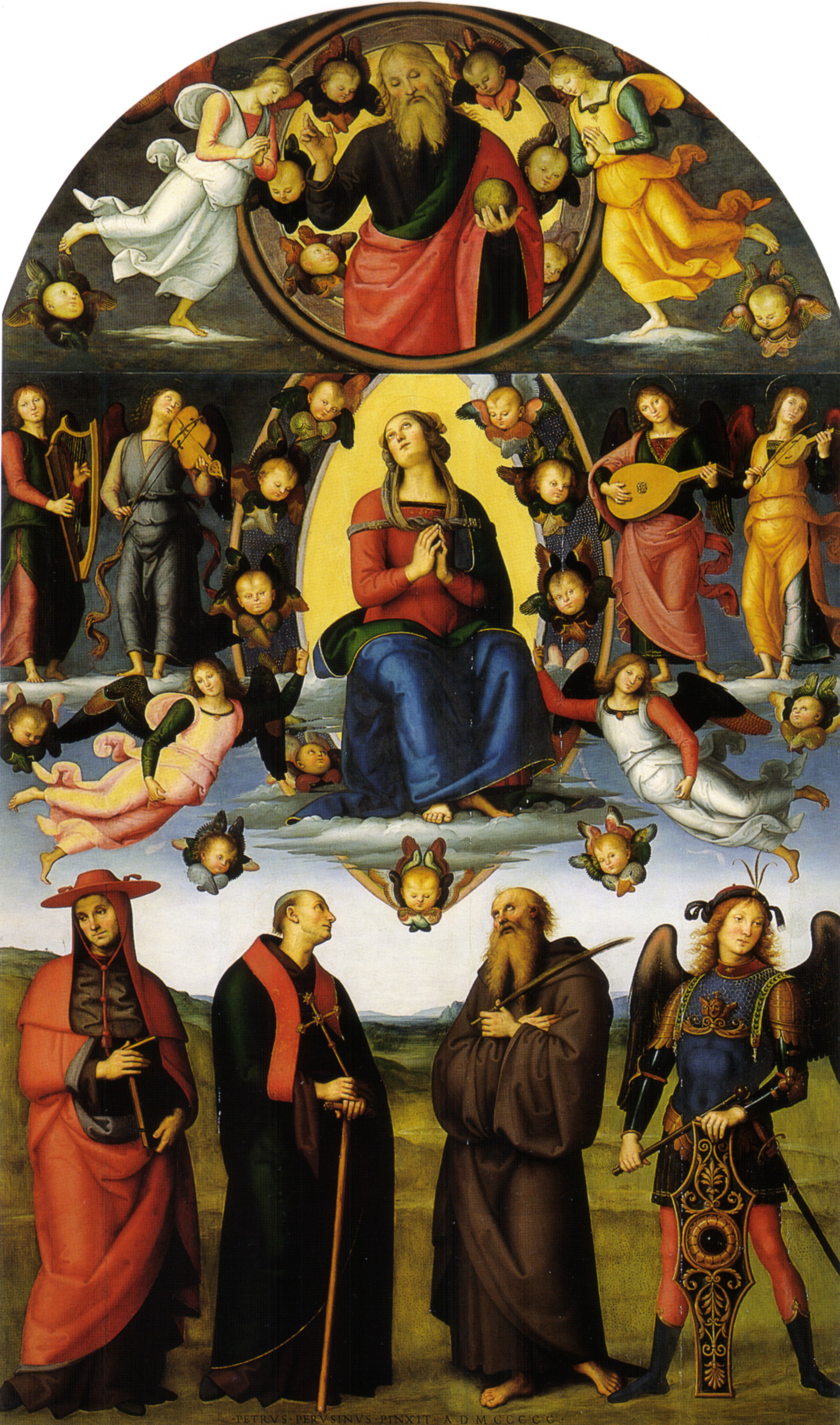
Pala di Vallombrosa, de Perugino (1500).

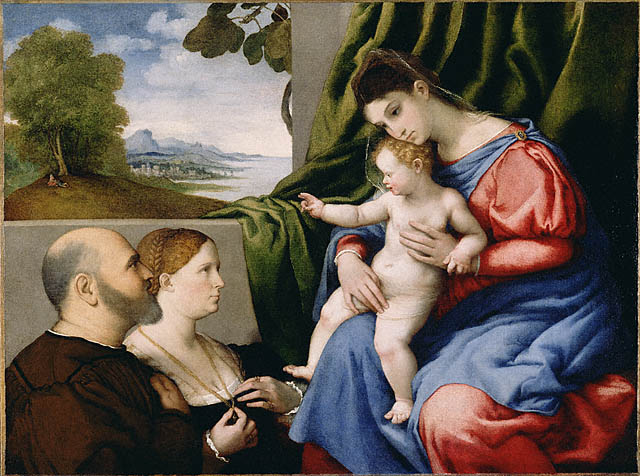
Virgen con Niño y dos donantes, de Lorenzo Lotto, 1533-1535.

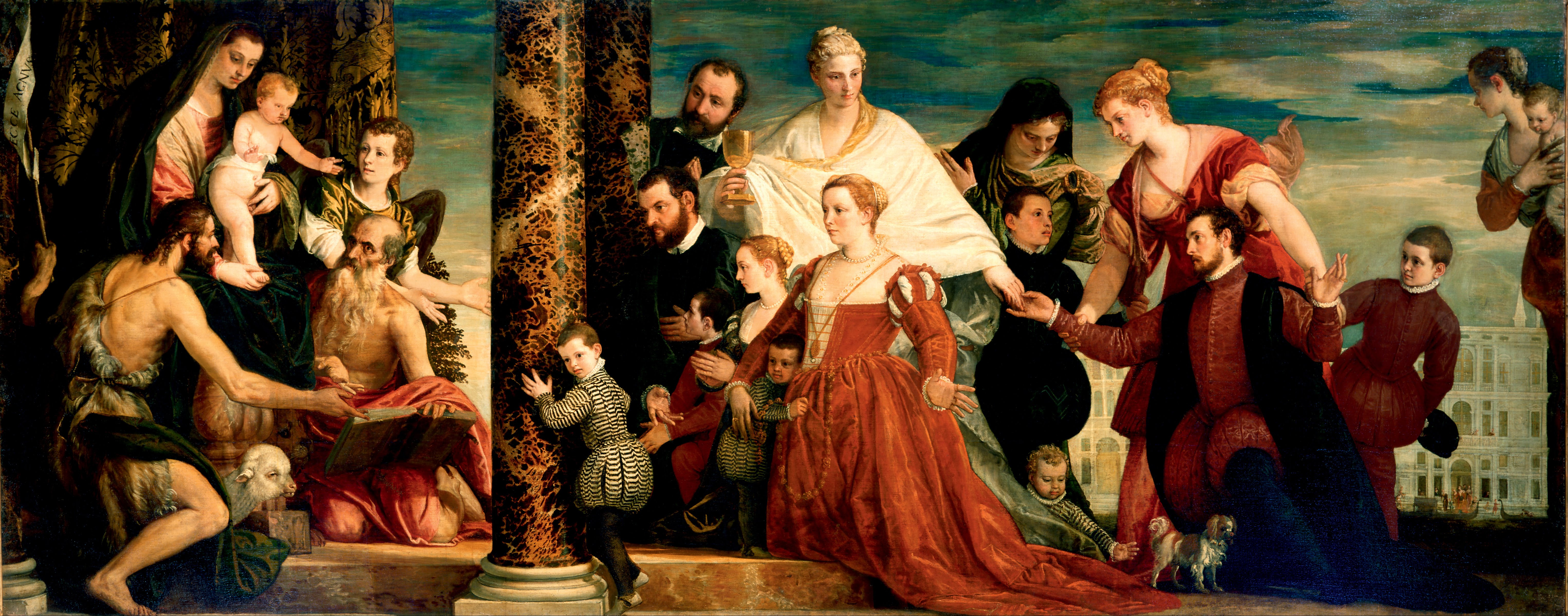
Madonna de la familia Cuccina, de Veronés, ca. 1571.

La Déesis es una escena en la que Cristo aparece flanqueado por la Virgen y San Juan Bautista (también es habitual el contexto de las representaciones del Juicio Final), en su papel de intercesores por la humanidad (en concreto, María como "segunda Eva"). Cuando el interés o la devoción particular del comitente exigía la representación de un grupo concreto de santos junto a la Virgen y el Niño, se recurría a una escena convencional, la sacra conversazione ("sagrada conversación"), que permite hacerlo sin ningún tipo de relación con un episodio concreto de la vida de la Virgen, e incluso retratar a los propios donantes en actitud orante. Cuando se utiliza el recurso de la división en planos ("terrenal" y "celestial") con "rompimiento de gloria", el tema se denomina "Virgen en gloria". La Virgen se convirtió en un verdadero centro de las representaciones del Cielo al permitir una condensación de tiempos y de espacios.

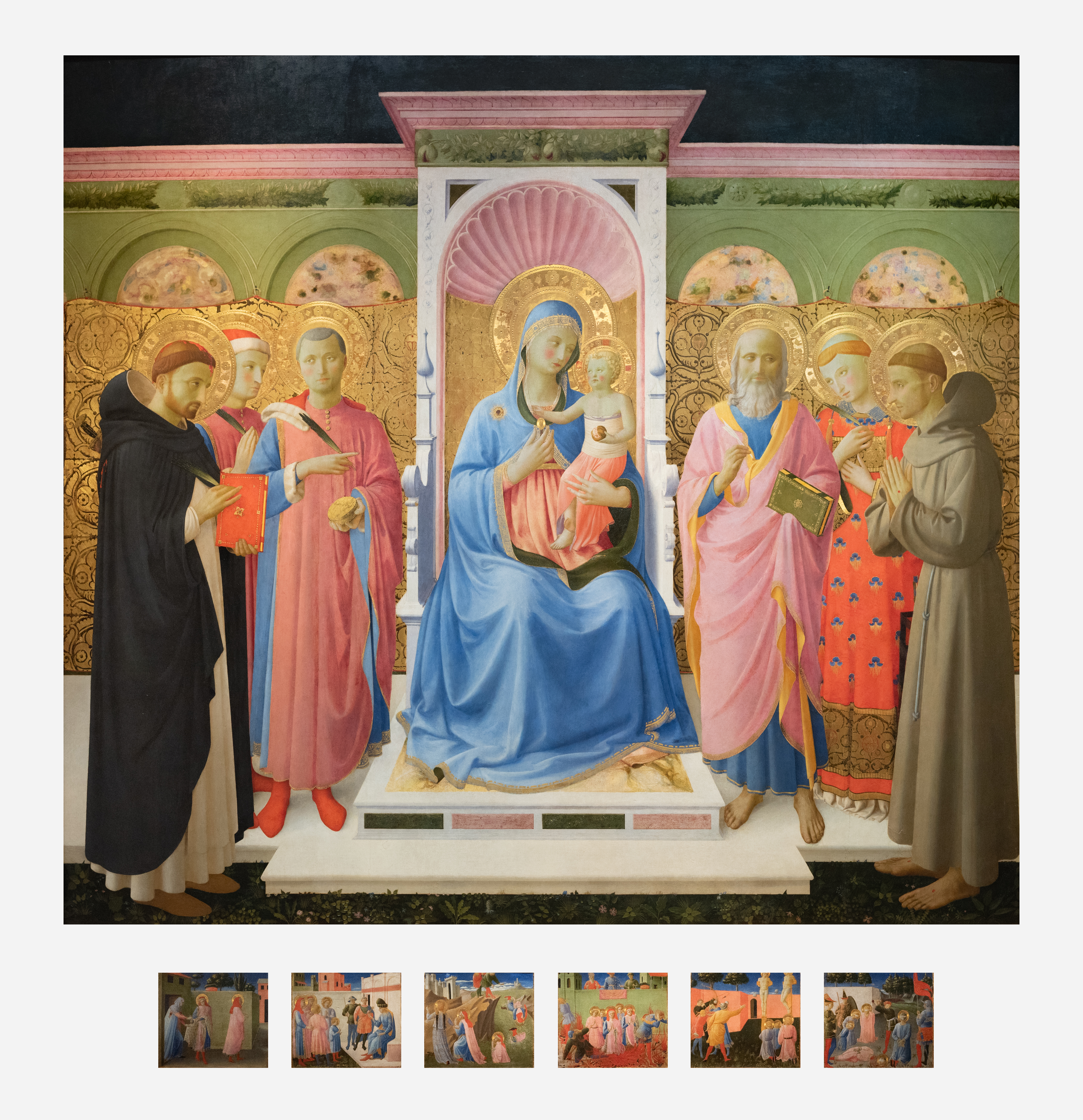
Pala di Annalena,[45] Fra Angelico, 1430.
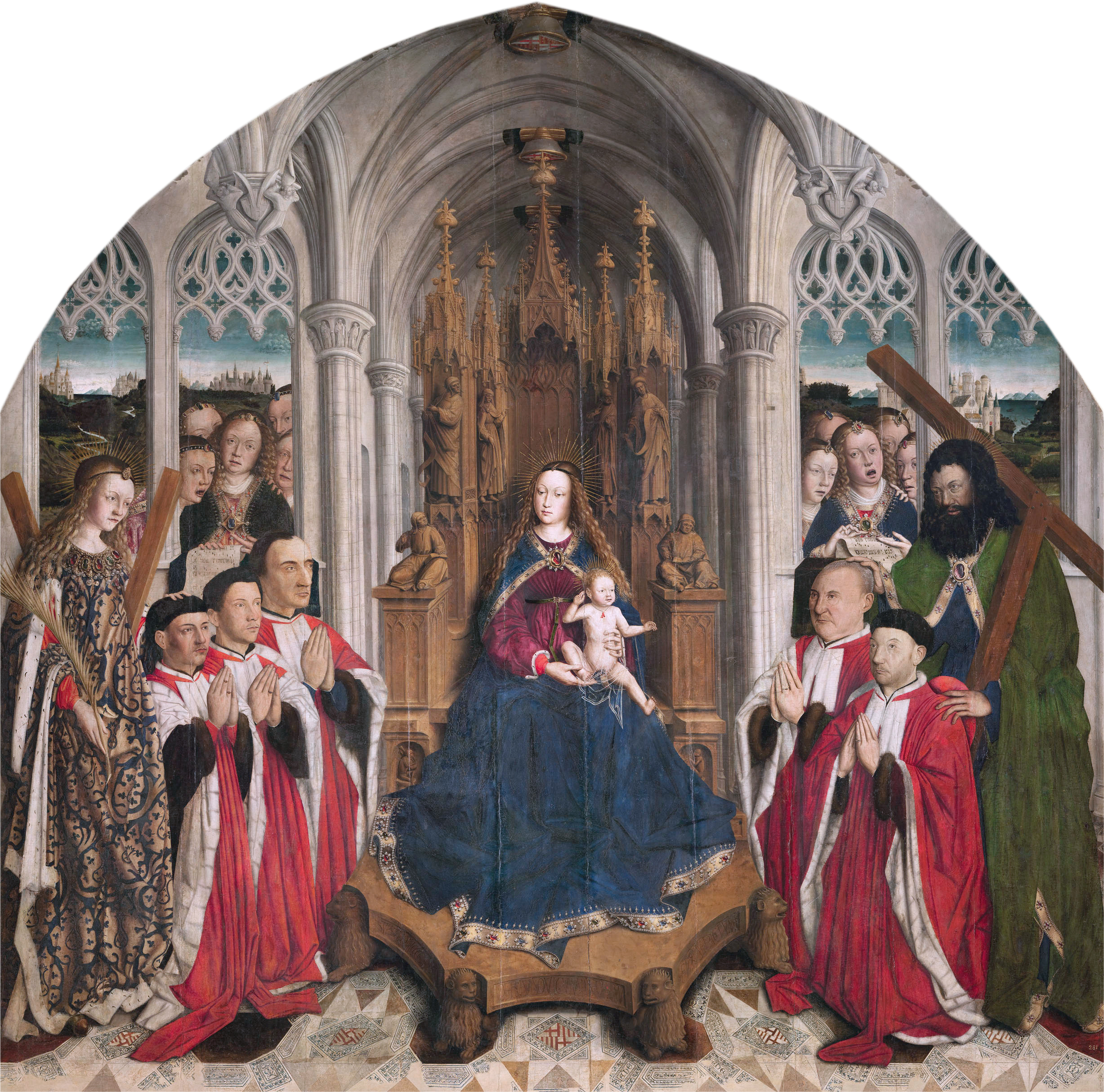
Virgen dels Consellers, Lluis Dalmau, 1445.
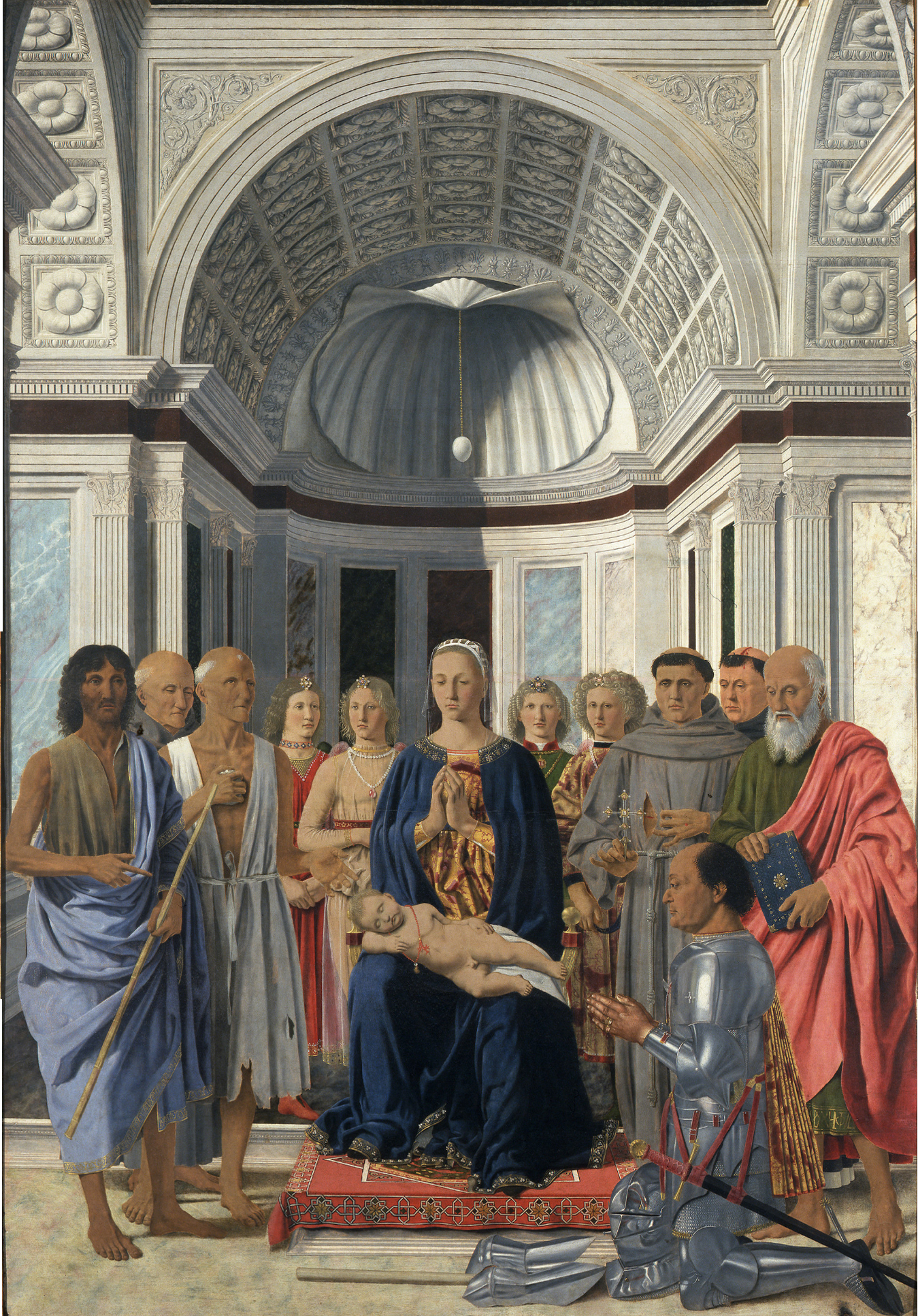
Pala di Brera, Piero della Francesca, 1472.
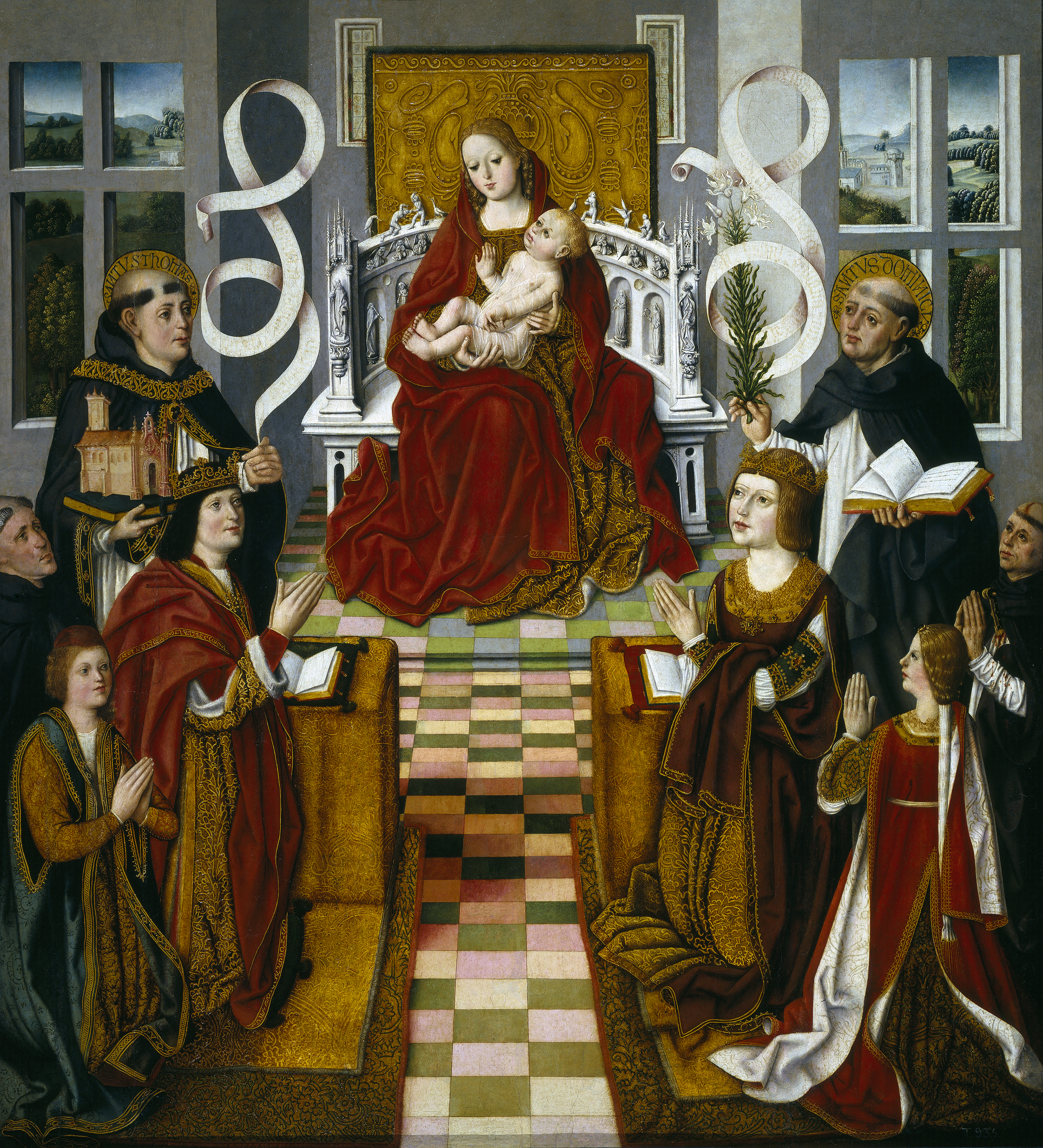
Virgen de los Reyes Católicos, ca. 1490.
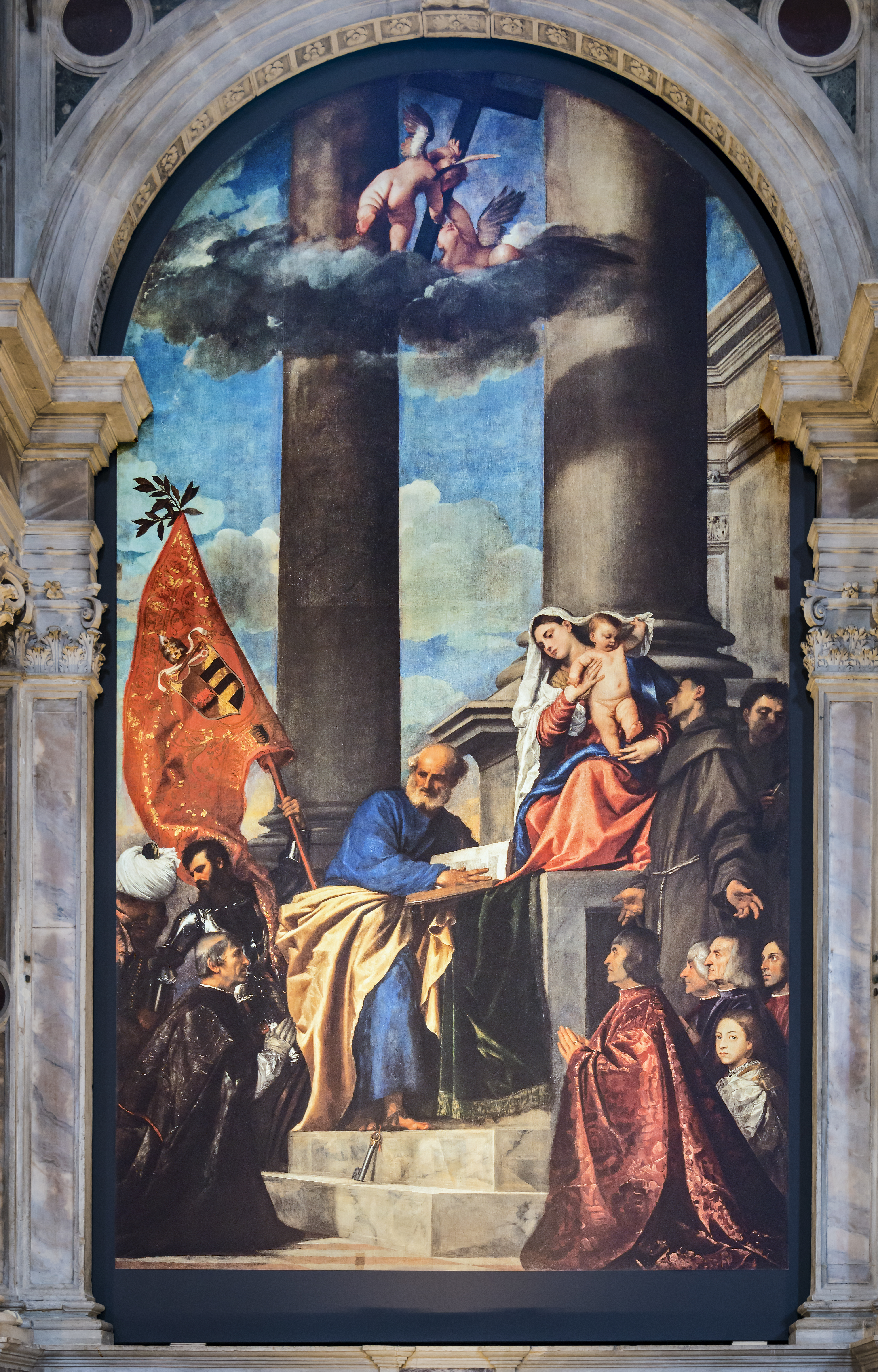
Pala Pesaro, Tiziano, 1519-1526.
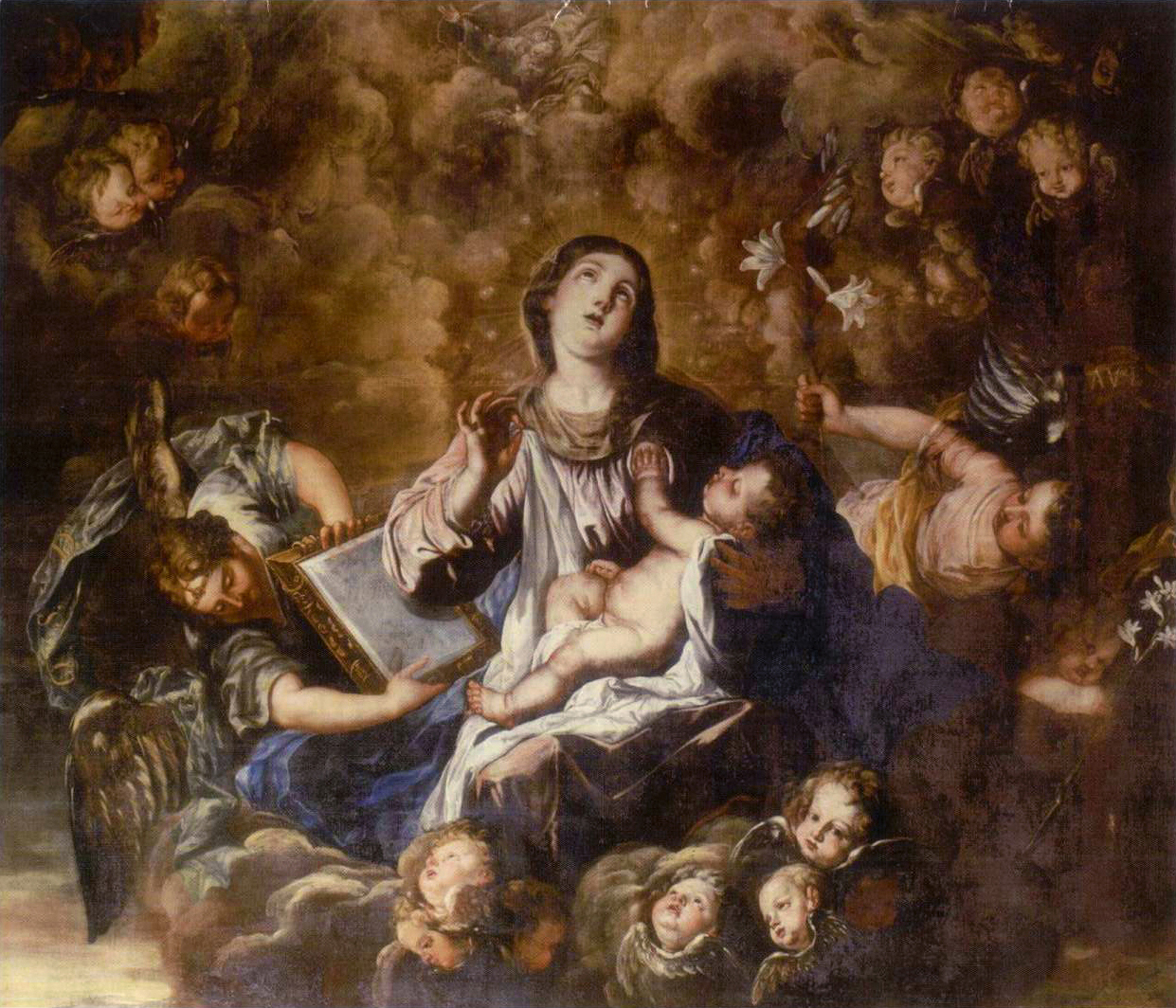
Virgen de Belén, Pedro Atanasio Bocanegra, 1651-1675.

### La Virgen con los patronos
El patronazgo de una ciudad o una institución puede ser ejercido por alguna de las advocaciones de la Virgen, lo que motiva la representación de su imagen en los documentos de tales instituciones y en lugares destacados de ciertos edificios a ellas vinculados (ayuntamientos, casas de gremios, capillas, etc.); o incluso no siendo el caso, es habitual representar a los santos patronos junto a la Virgen.

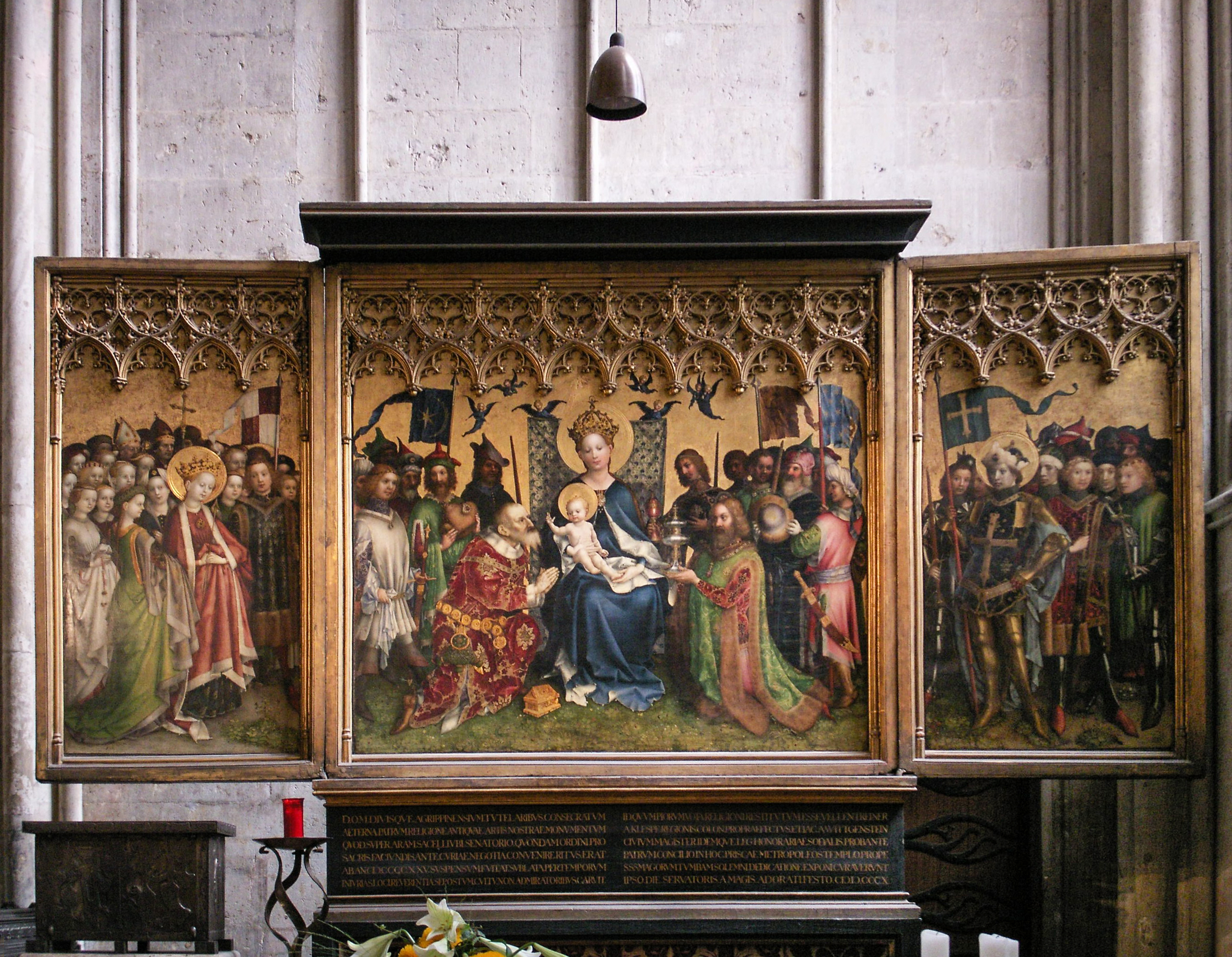
Los santos patronos de Colonia, de Stefan Lochner, ca. 1440.
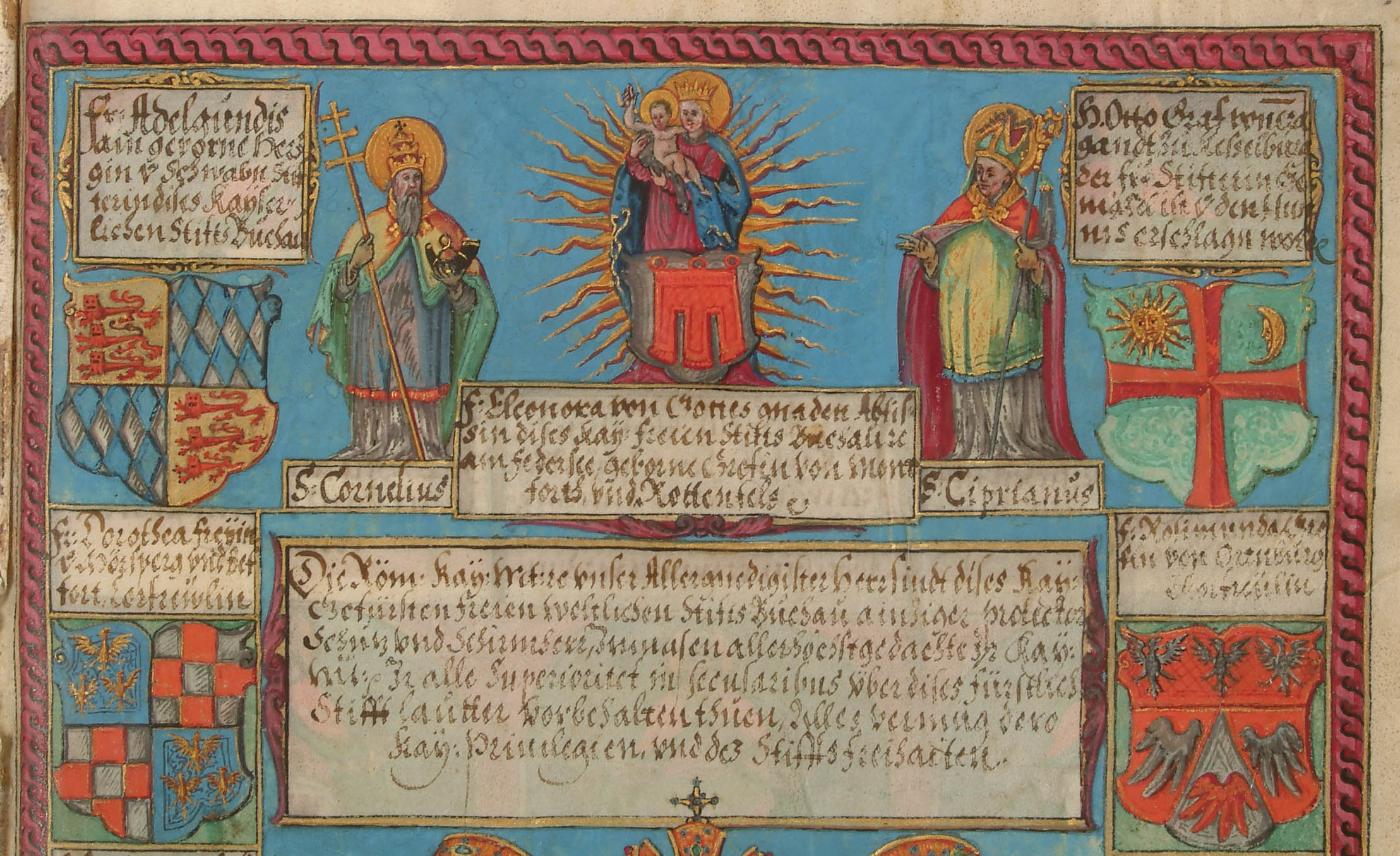
Documento de la abadía imperial de Buchau, ilustrado con los escudos y las imágenes patronos y fundadores, presididos por la Virgen con el Niño, 1605.
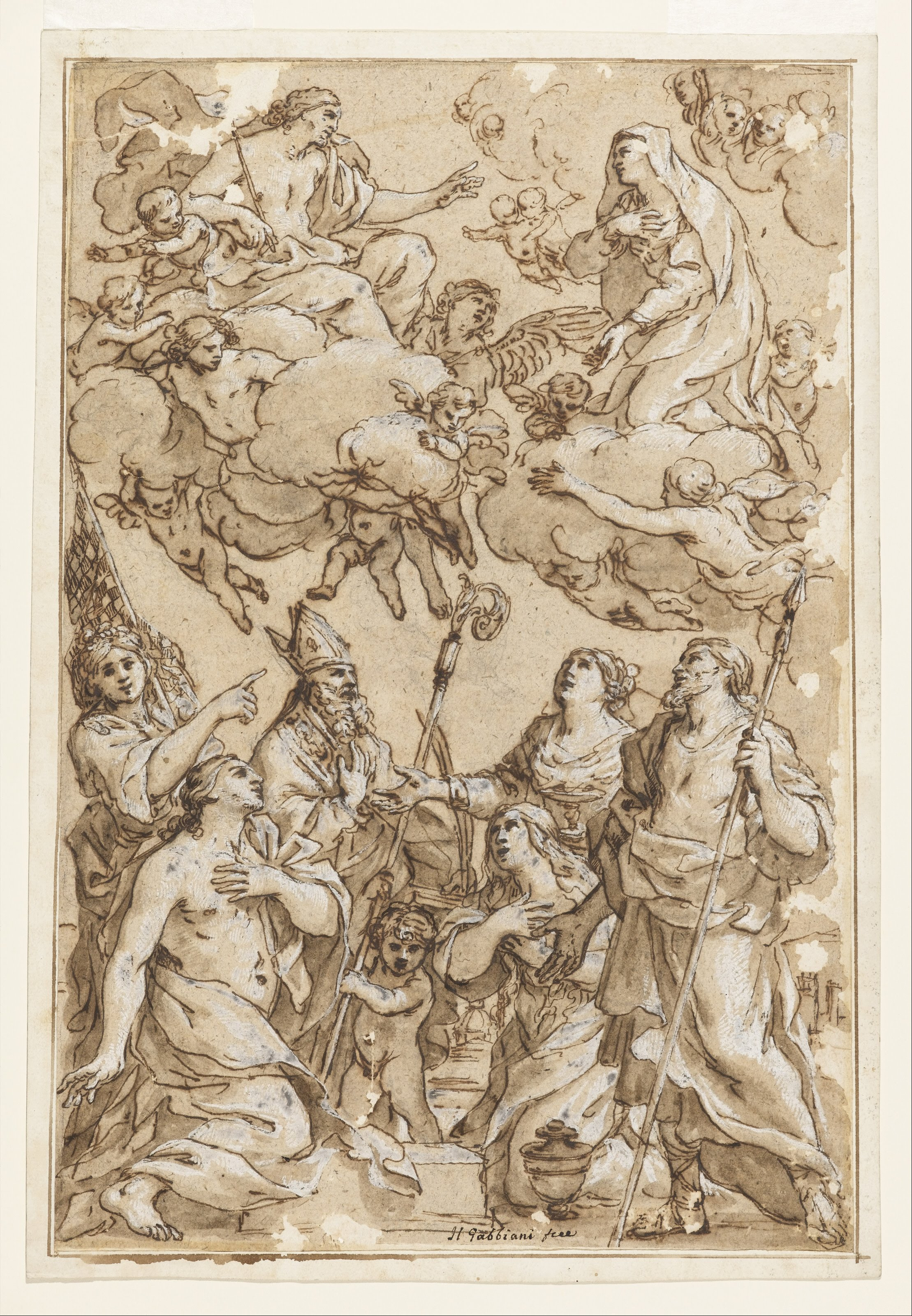
Cristo y la Virgen con los santos patronos de Pistoia, de Giacinto Gimignani,[47] 1638.
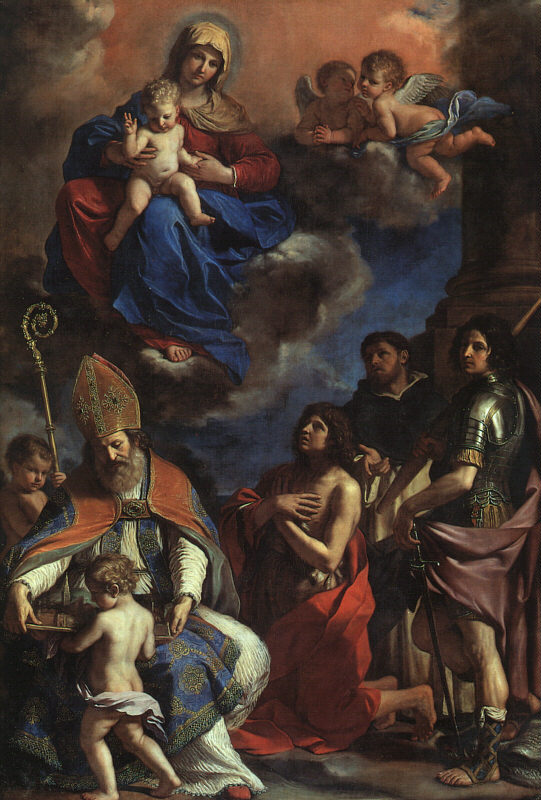
Los santos patronos de Módena, de Guercino, 1652.

## Inmaculada

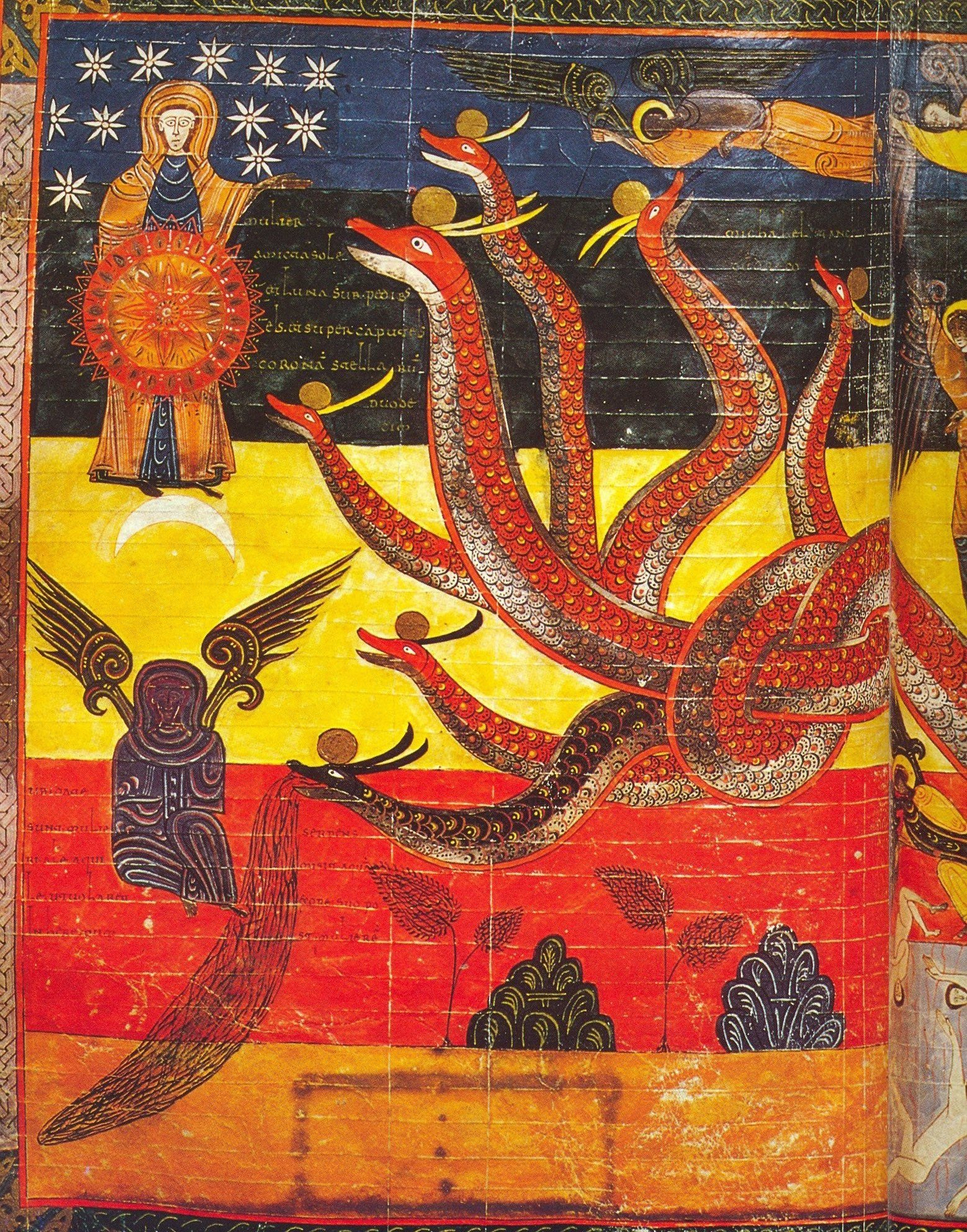
La "mujer del Apocalipsis" en el Beato de Fernando I y doña Sancha, 1047.

Inmaculada Concepción (Tiepolo), 1767-1769.

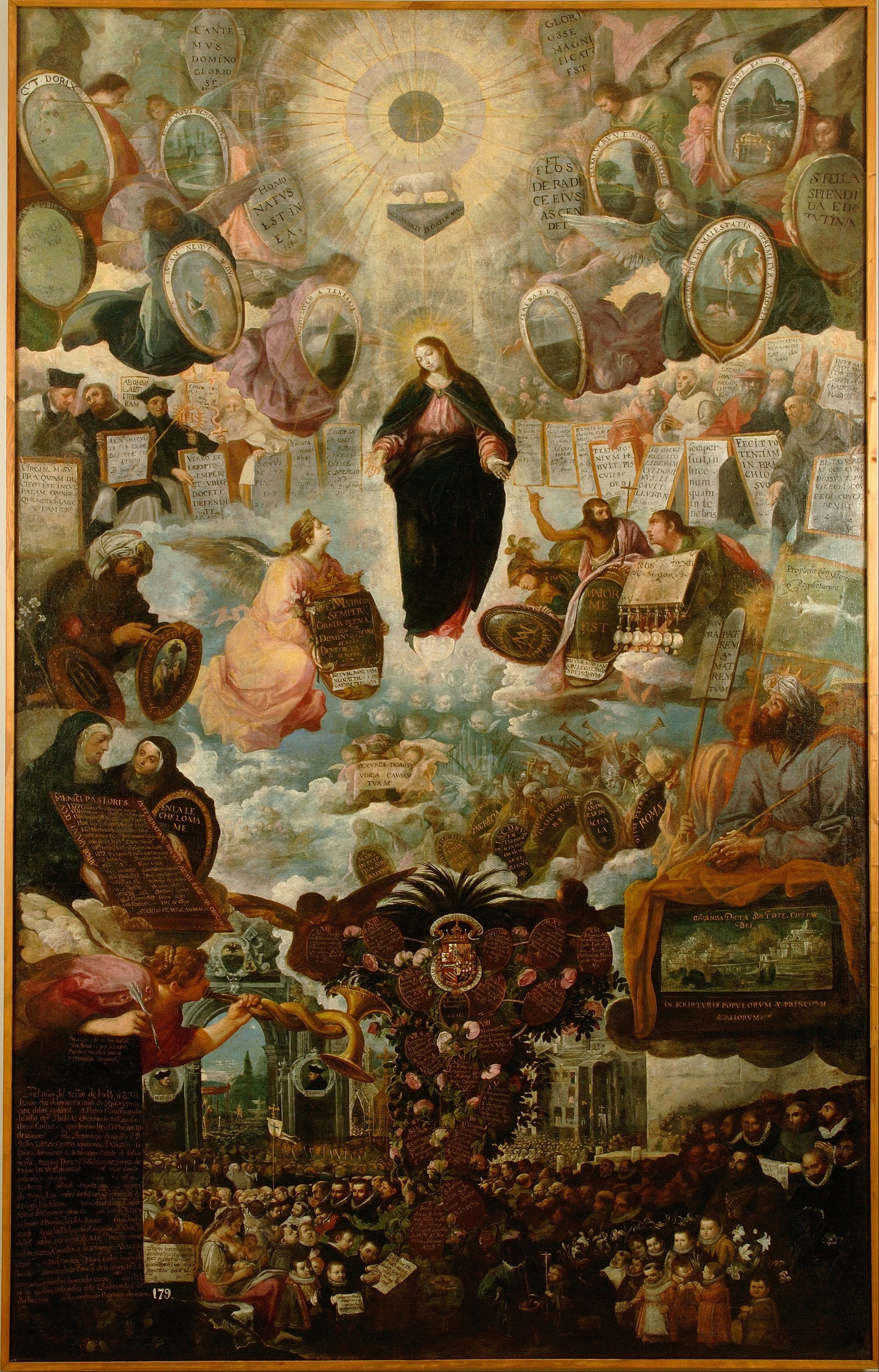
Alegoría de la Inmaculada, de Juan de Roelas.

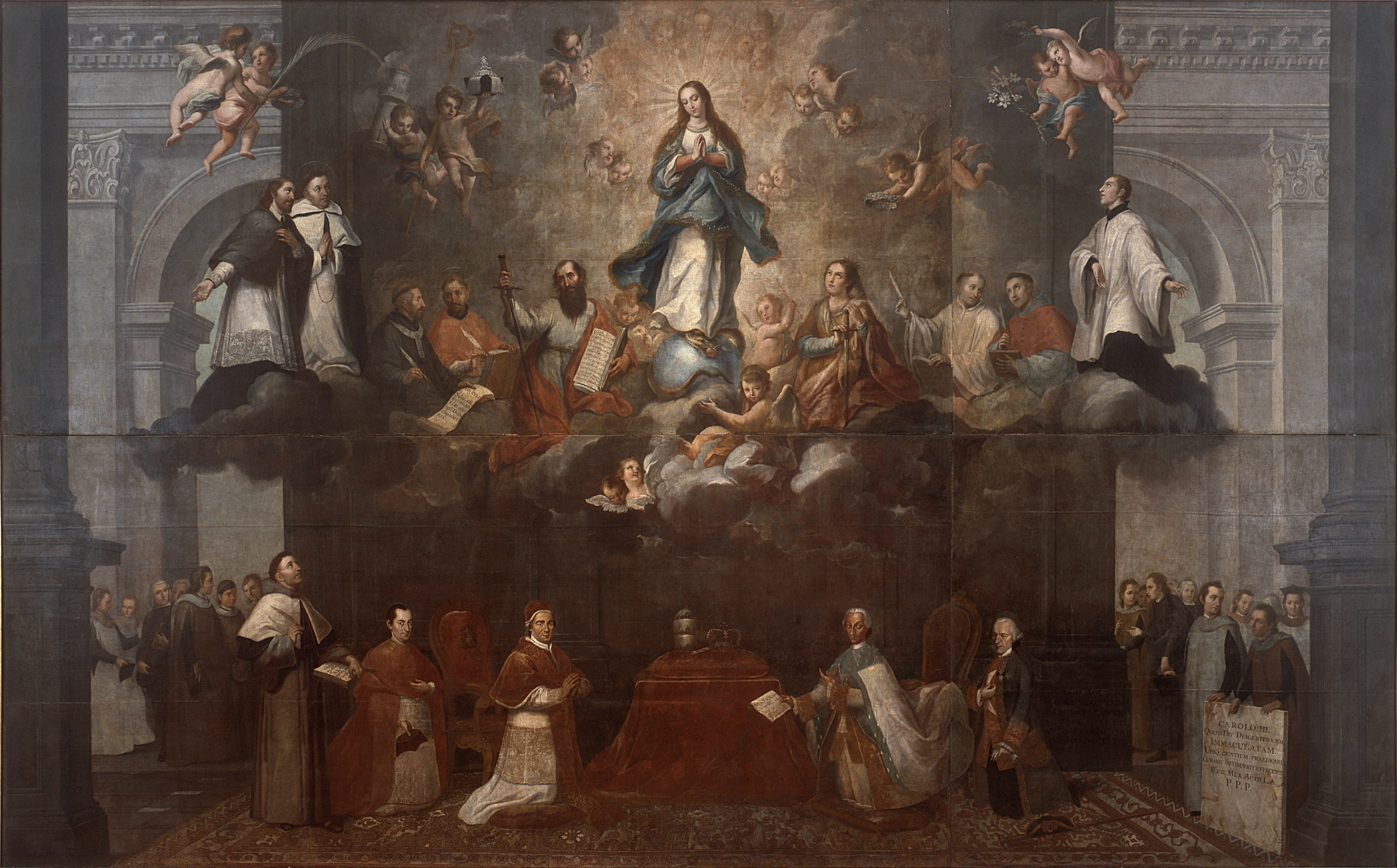
Glorificación de la Inmaculada Concepción, de Francisco Antonio Vallejo,.

La iconografía de la Purísima o Inmaculada Concepción (un dogma revitalizado en el Occidente bajomedieval, muy apoyado por ciertas órdenes religiosas -especialmente los franciscanos- y por la Monarquía Hispánica, pero que no se oficializó en Trento y hubo de esperar al reconocimiento papal en el siglo XIX) es una de las más complejas.
Inicialmente se insistía en la función esencial de la Virgen en la genealogía de Cristo, representada en el árbol de Jesé, tema iconográfico que aparece en los siglos XI y XII (Evangeliario de la Sainte Chapelle, Biblia de san Benigno de Dijon, relieve de Nôtre Dame la Grande de Poitiers) y se desarrolla en las portadas de las catedrales góticas francesas. También se utilizaba para ello la escena del casto encuentro entre San Joaquín y Santa Ana ante la Puerta Dorada de Jerusalén (retablo de la capilla de Santa Ana en la catedral de Burgos, de Simón de Colonia, tabla de Alonso Berruguete en la catedral de Palencia, retablo de la capilla de Santa Ana en la catedral de Burgos, de Gil de Siloé y Diego de la Cruz, retablo en el Pilar de Zaragoza, de Damià Forment, retablo mayor de la catedral de Valencia, de Fernando Yáñez y Fernando Llanos, retablo de la catedral de Segorbe, de Vicent Macip) y la Santa Ana Triple (Santa Ana, madre de la Virgen, como trono de esta, y esta del Niño Jesús); incluso una escena de más oculto simbolismo, como es la caza del unicornio (que ya había sido utilizada por San Isidoro de Sevilla).
La codificación desarrollada en la pintura sevillana de la primera mitad del siglo XVII (Francisco Pacheco) y que se repite con pocas variantes desde entonces (por ejemplo, en la versión de Tiépolo, un siglo posterior) la identifica con la enigmática "mujer vestida del sol" del Apocalipsis (a pesar de que la exégesis de ese pasaje no es unánime entre los autores cristianos -aunque la identificación suele hacerse con la Virgen, tal cosa es discutida por algunos de ellos, como San Bernardo-). Incluye la "corona de doce estrellas" y su enemistad con un "gran dragón, la serpiente antigua, que se llama Diablo y Satanás", pisando a tal figura. Que también pise a la luna suele interpretarse como una referencia al enfrentamiento entre cristianismo e islam, dado que el la luna creciente es su símbolo (particularmente del Imperio otomano); aunque lo que se dice en el texto del Apocalipsis es "la luna debajo de sus pies". Además de esos elementos, se determinó su representación como una mujer joven, con túnica blanca (símbolo de pureza) y manto azul (símbolo de eternidad); aunque los colores usados en manto y túnica de la Virgen son tradicionalmente el azul y el rojo.
Entre los pintores que trataron el tema, destaca especialmente Bartolomé Esteban Murillo, que lo pintó unas veinte veces (se le conoce como "el pintor de las Inmaculadas").

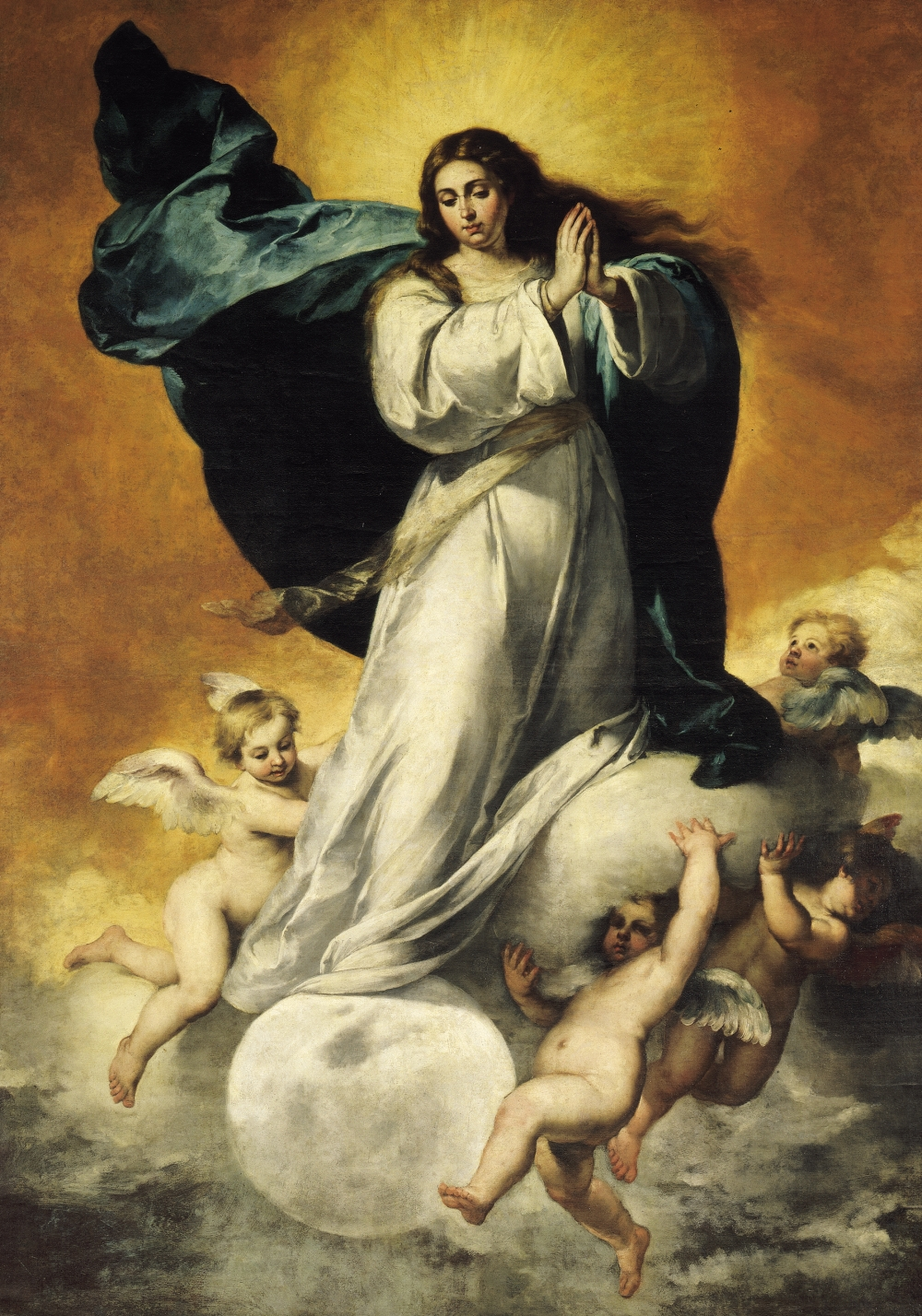
Murillo, ca. 1650 (llamada La Colosal).
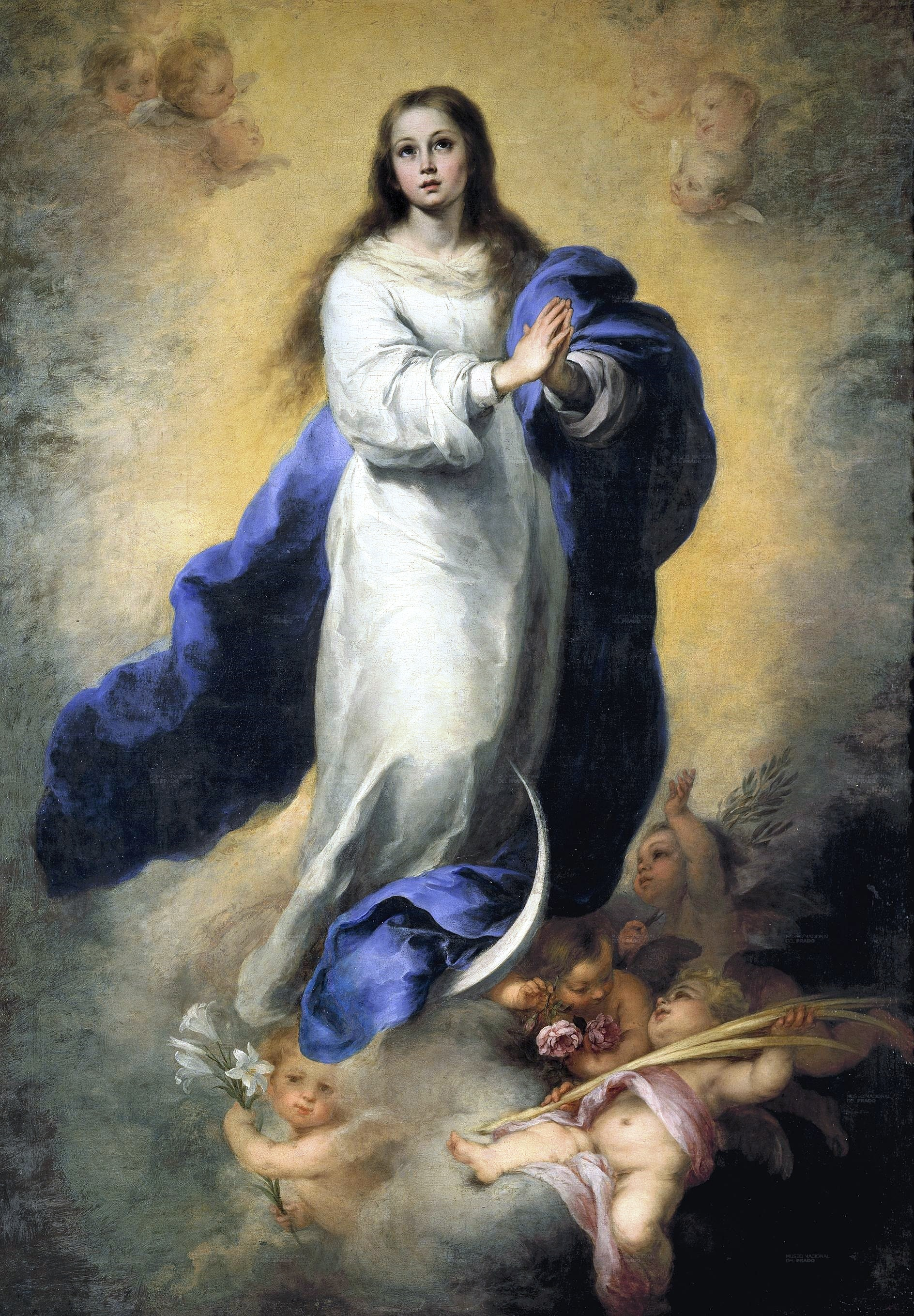
Murillo, ca. 1660-1665 (llamada de El Escorial).
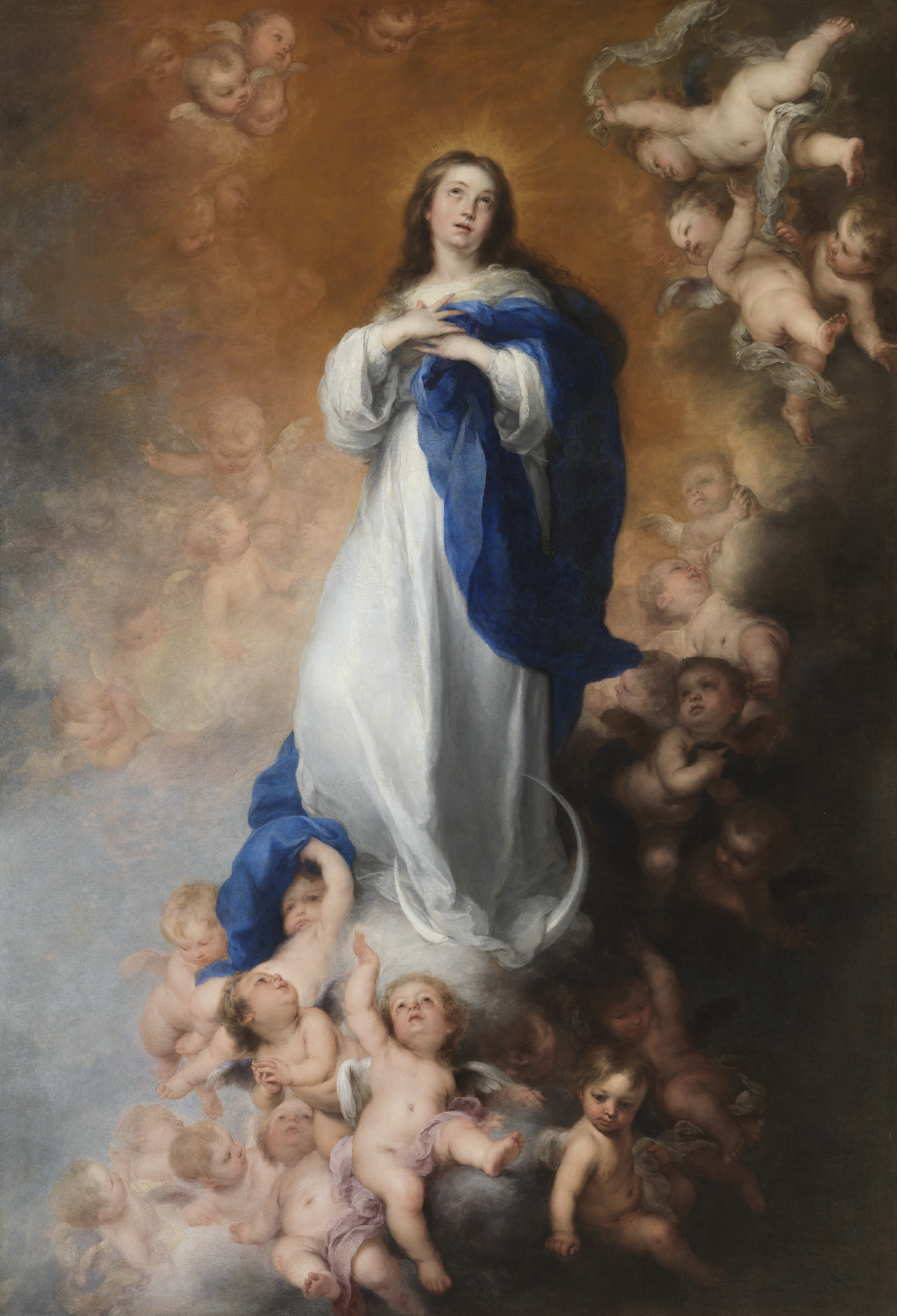
Murillo, ca. 1678 (llamada de Soult).

En otra versión (denominada Tota pulchra) se representa con símbolos alegóricos como el pozo, la torre, el huerto y el resto de las advocaciones de las letanías de la Virgen de Loreto y su identificación con la figura bíblica de la "novia" del Cantar de los Cantares. Fue esa la tipología más repetida en la escuela valenciana, a partir de la Inmaculada de Juan de Juanes para la iglesia de la Compañía, y que resistió durante todo el siglo XVII el triunfo del modelo fijado por la escuela sevillana en las demás escuelas locales.
En la obra de Francisco de Zurbarán se conjugan ambos tratamientos iconográficos.

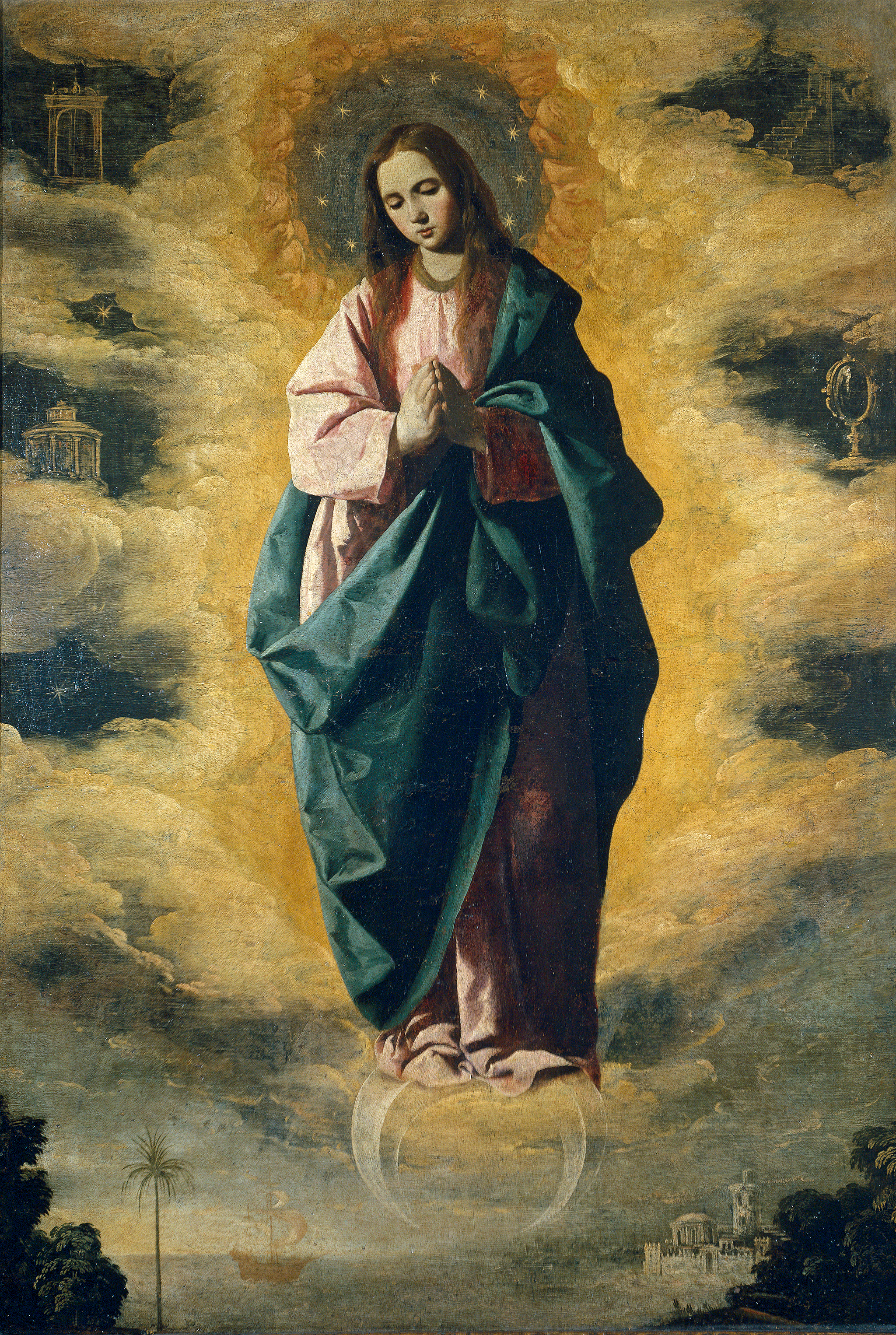
Zurbarán, 1630 (Museo del Prado).
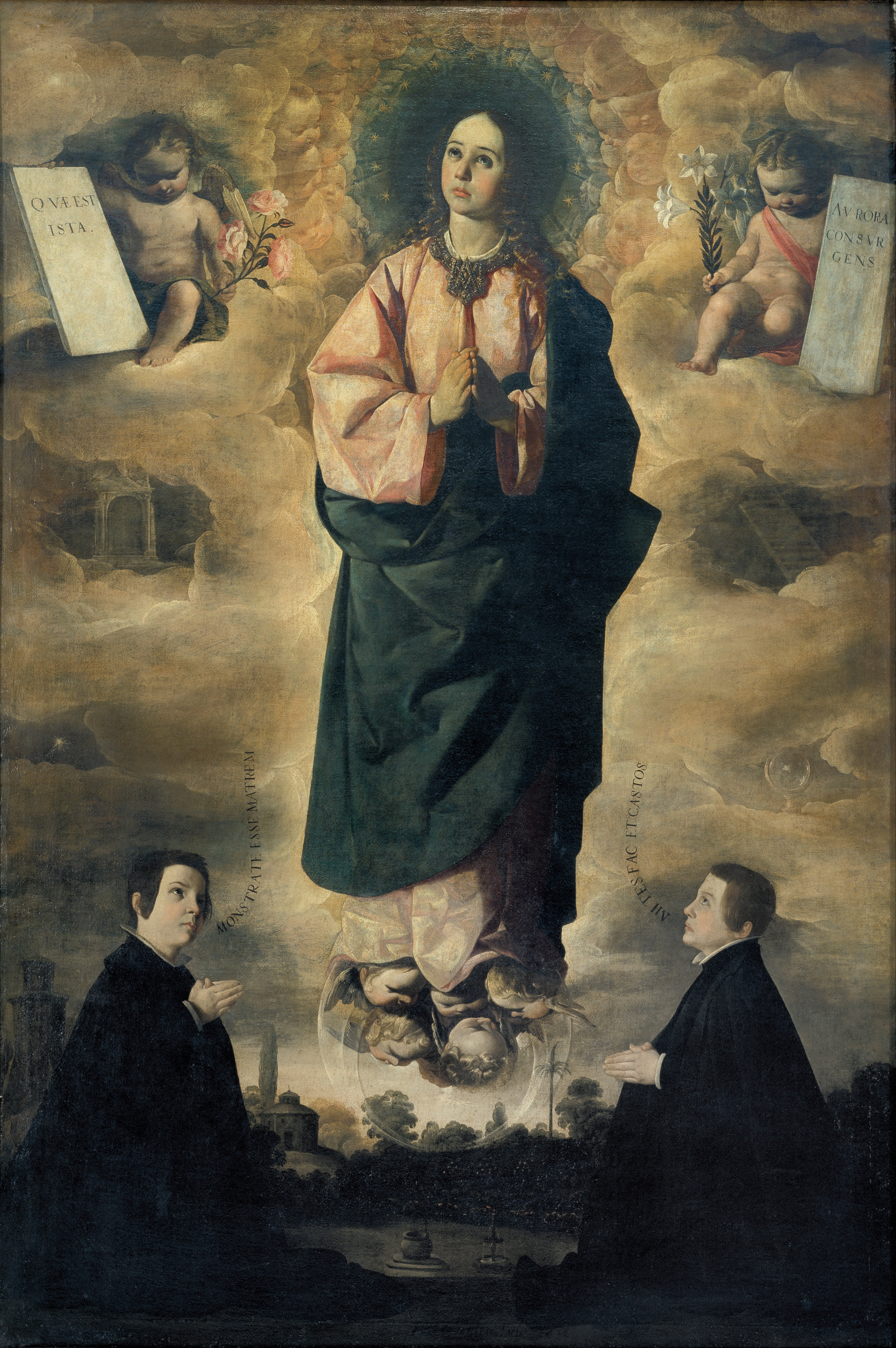
Zurbarán, 1632 (Museo Nacional de Arte de Cataluña).
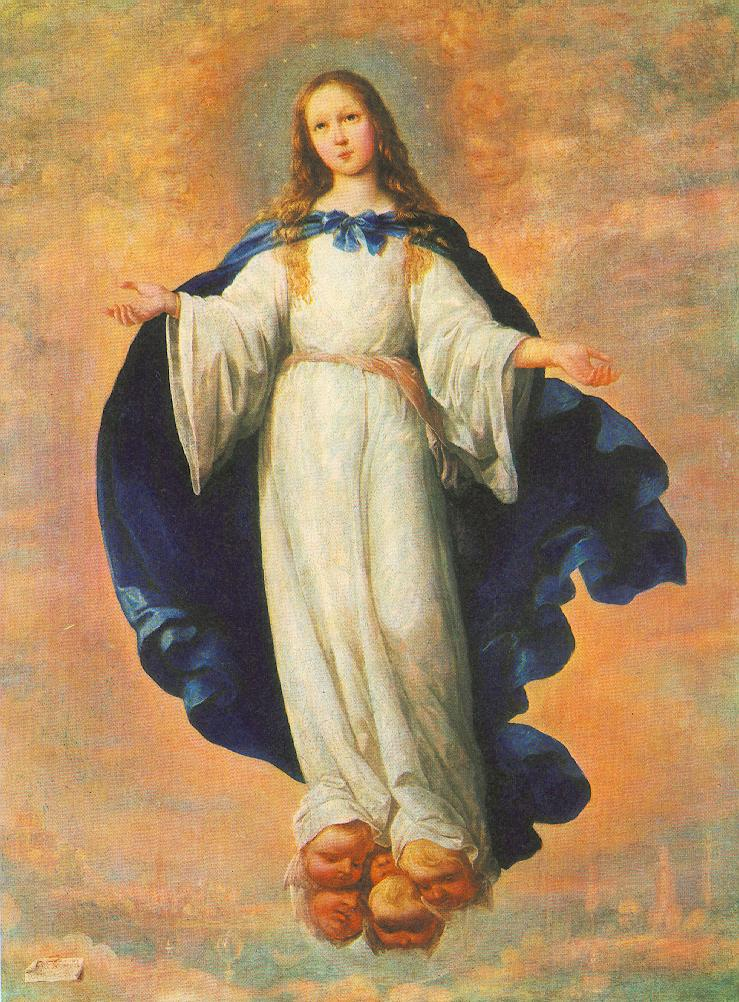
Zurbarán, 1661 (Museo de Bellas Artes de Budapest).

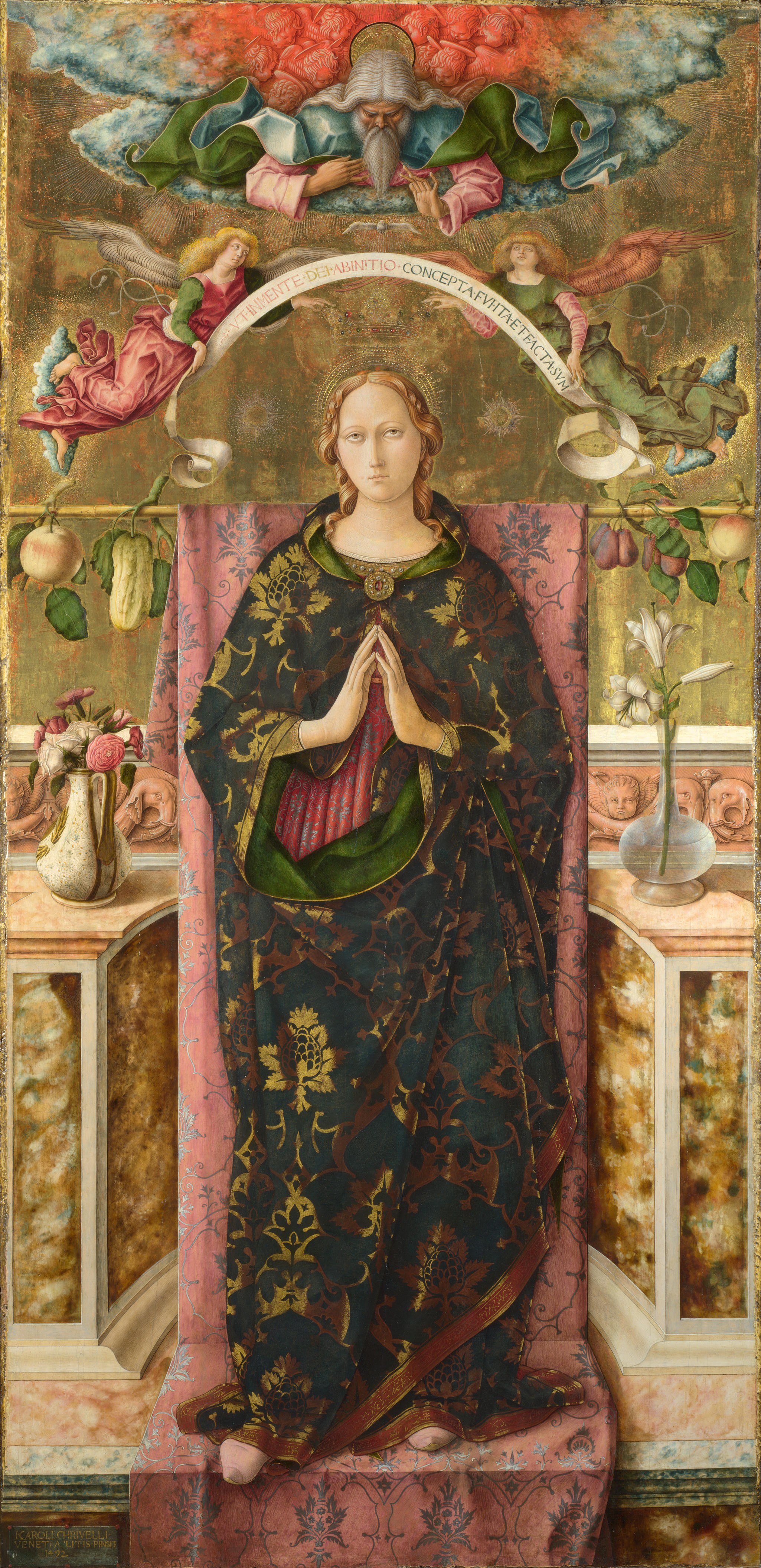
Carlo Crivelli, 1490.
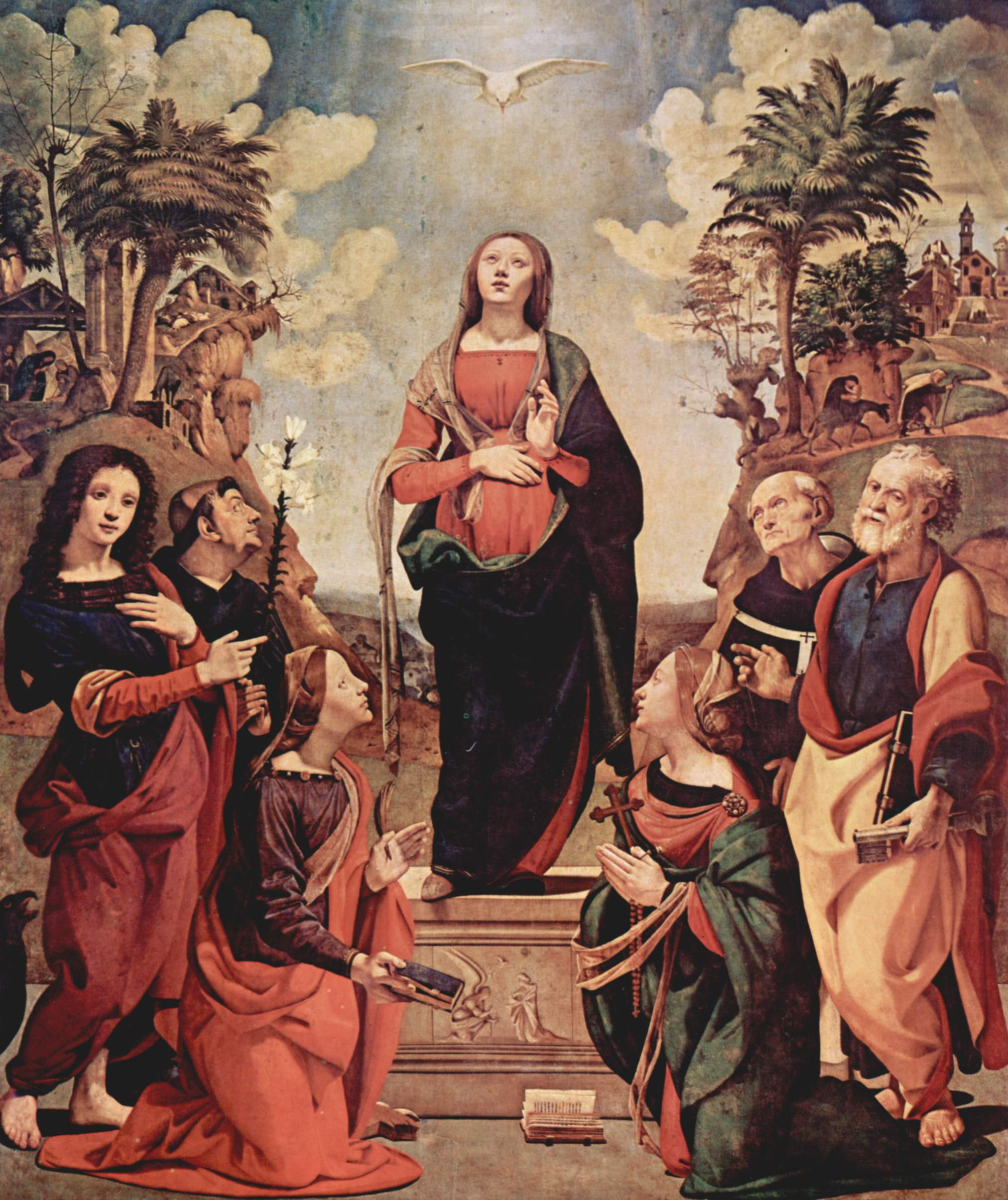
Piero di Cosimo, 1505.
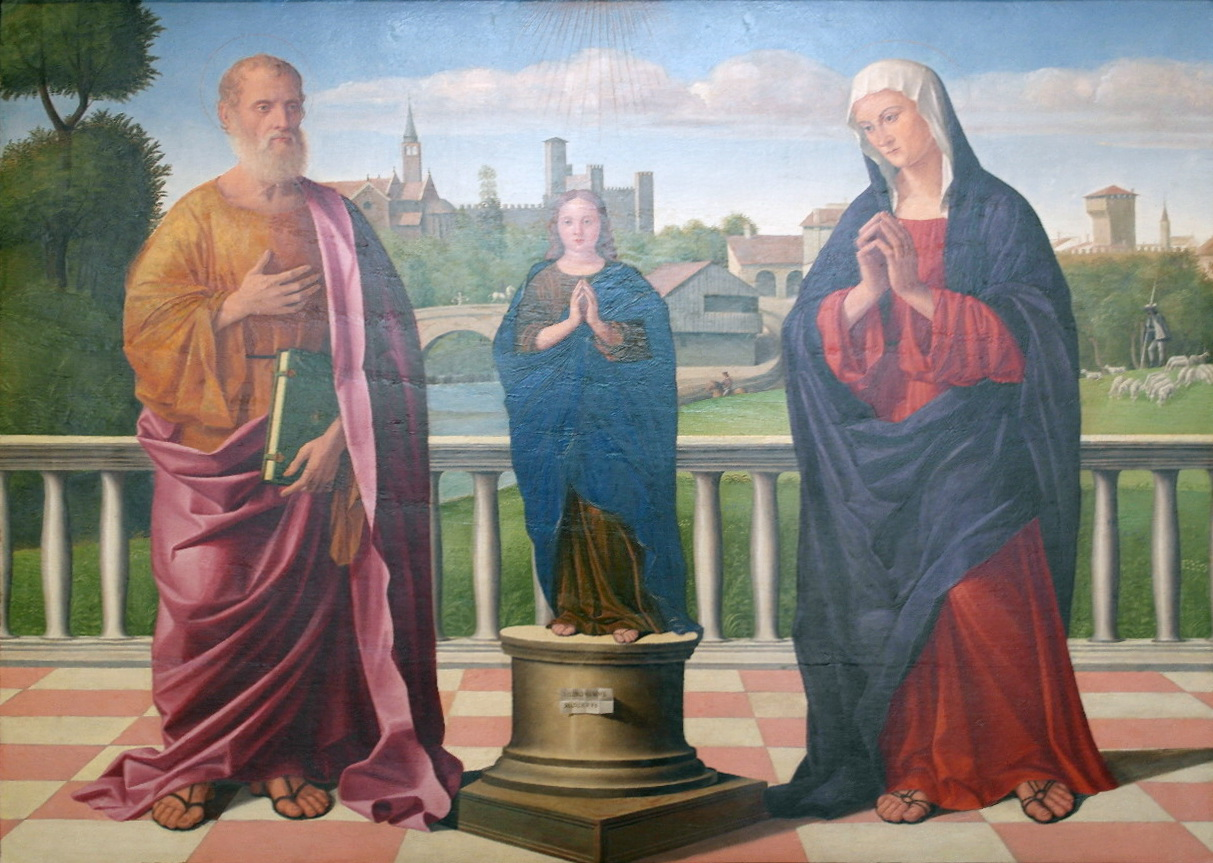
Girolamo Mocetto, 1520.
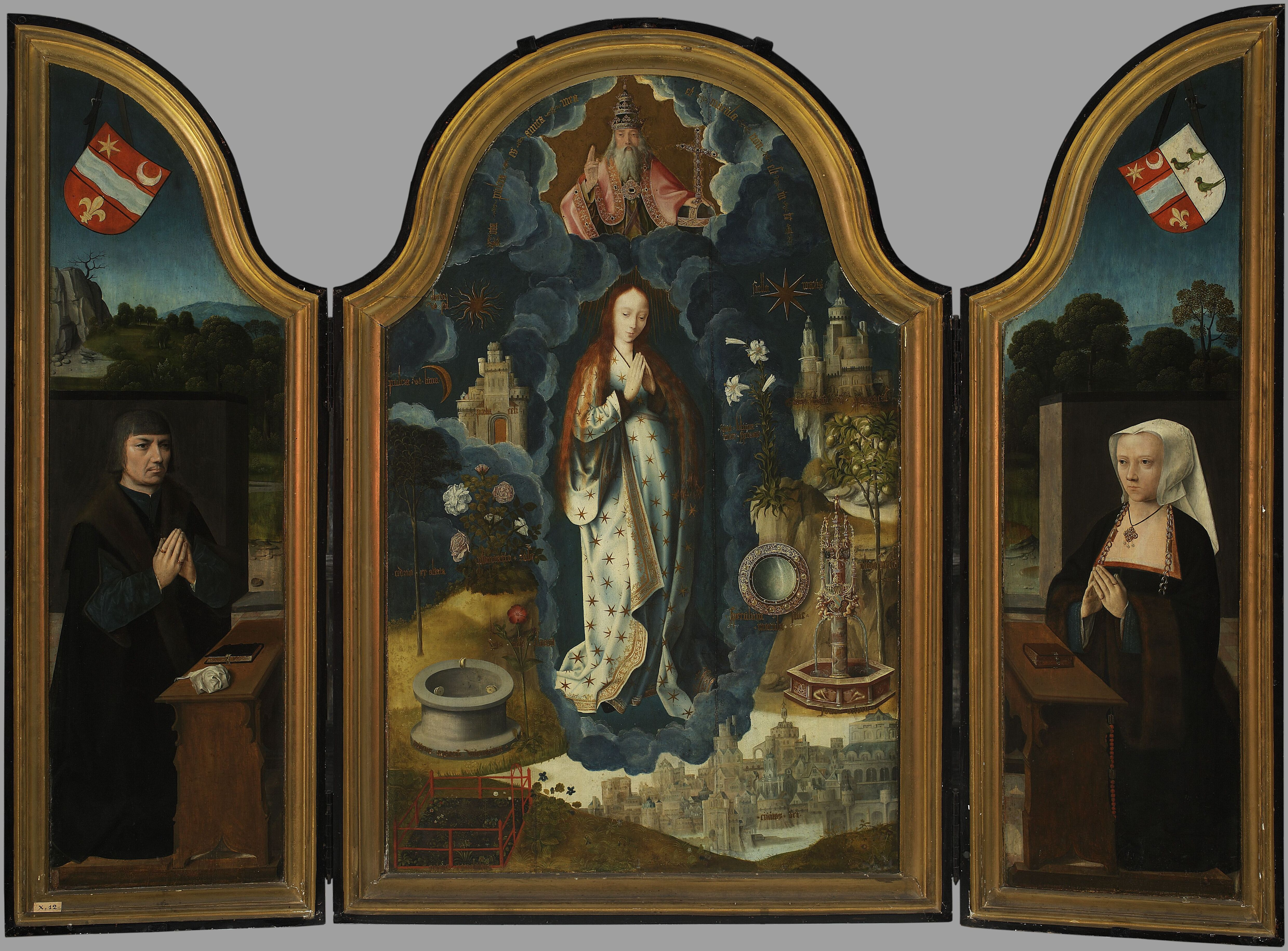
Adrián Isenbrandt, 1535.
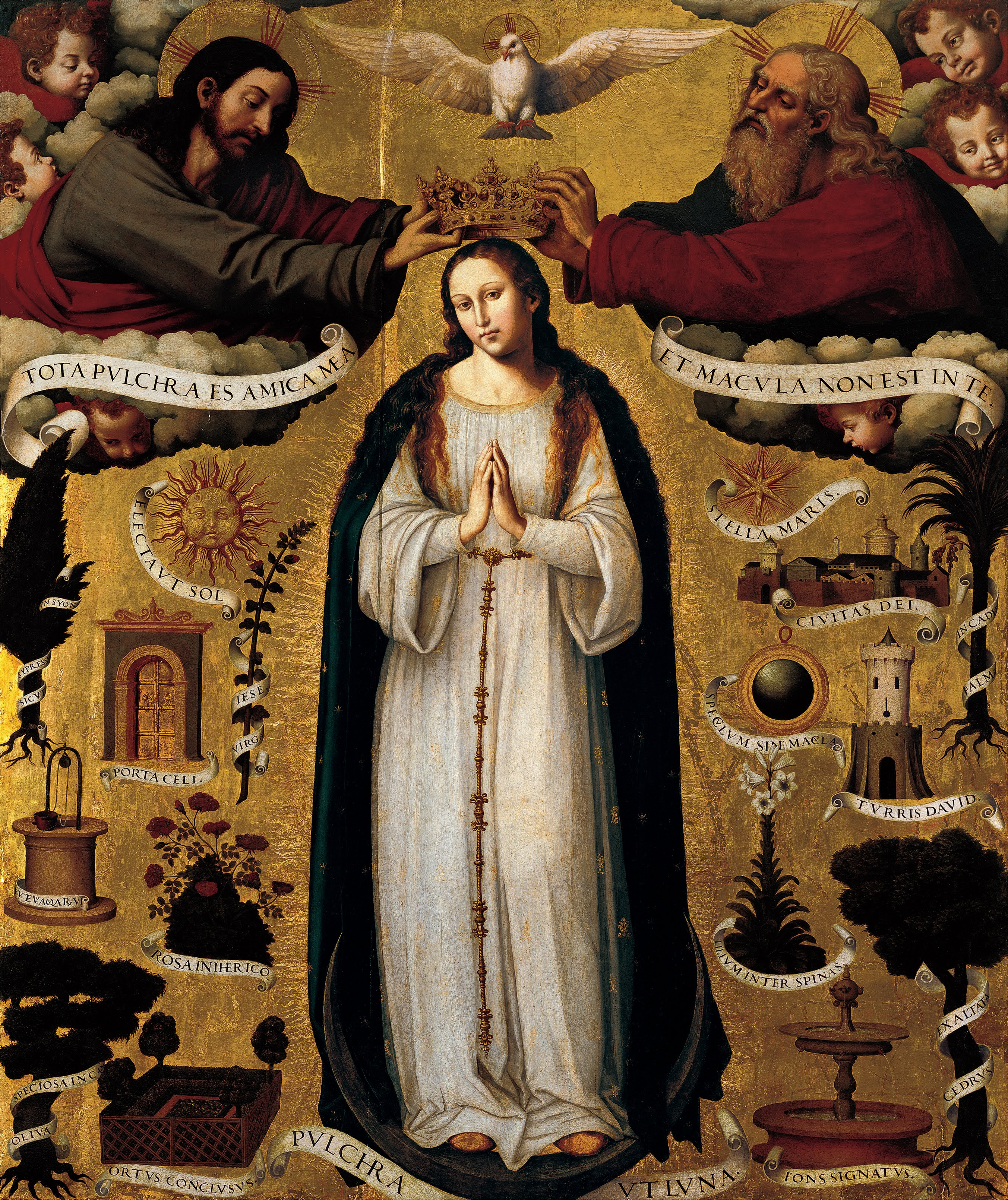
Juan de Juanes, 1535.
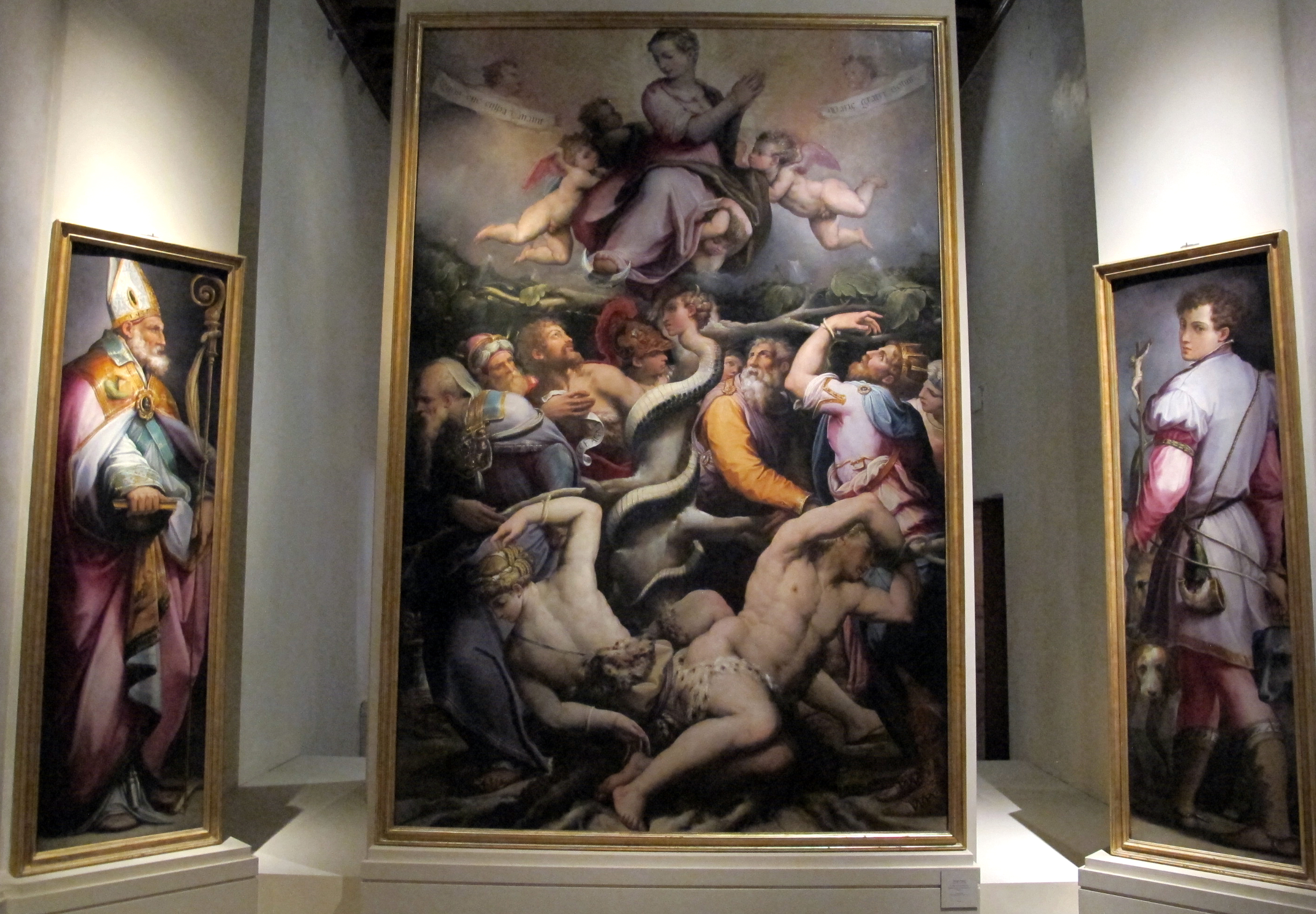
Pala de ll'Imacolata Concezione, de Vasari, 1543 (Museo Nazionale di Villa Guinigi -hay al menos otras dos versiones-).
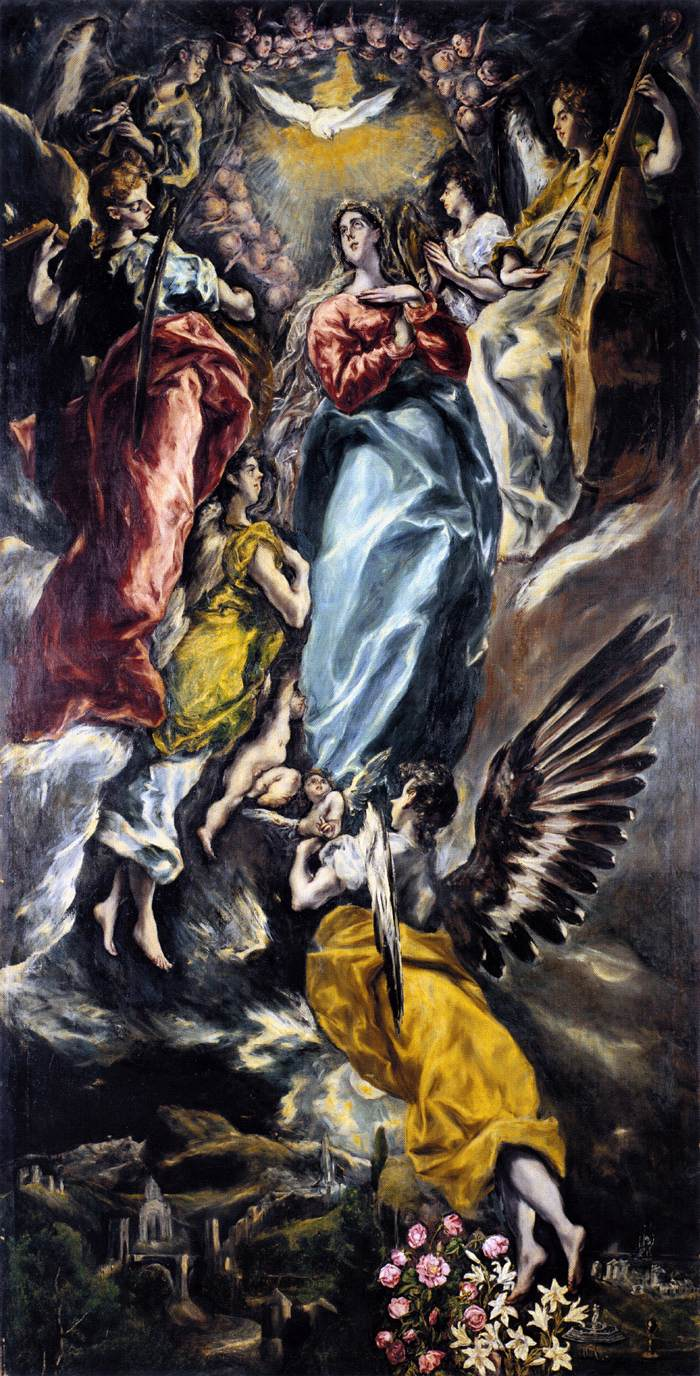
El Greco, 1613.
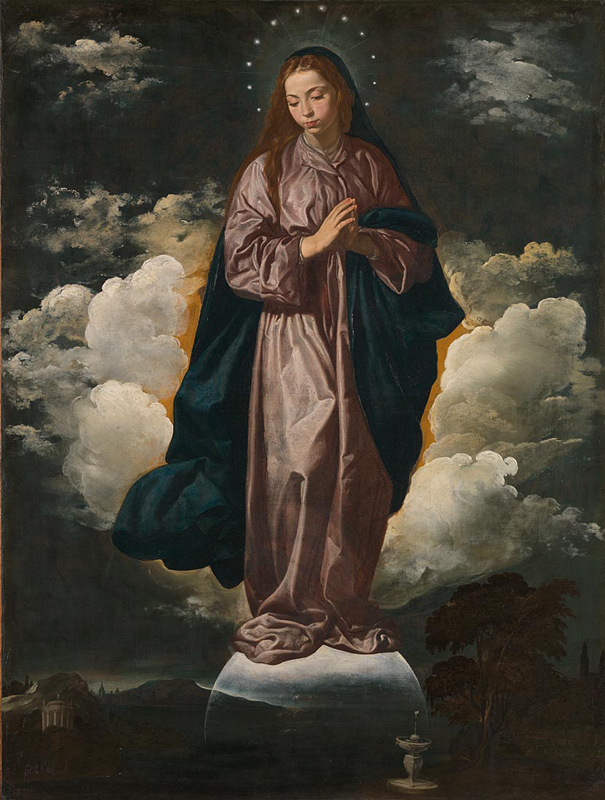
Diego Velázquez, 1618.
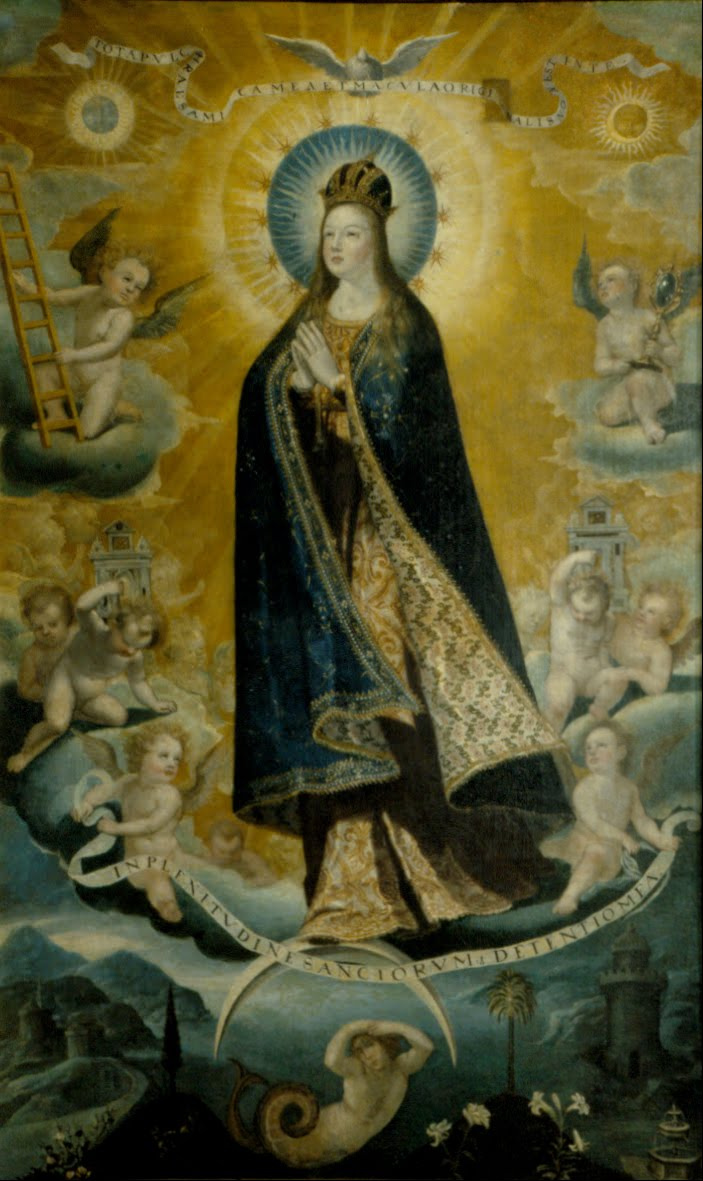
Baltasar de Echave Ibía, 1620.
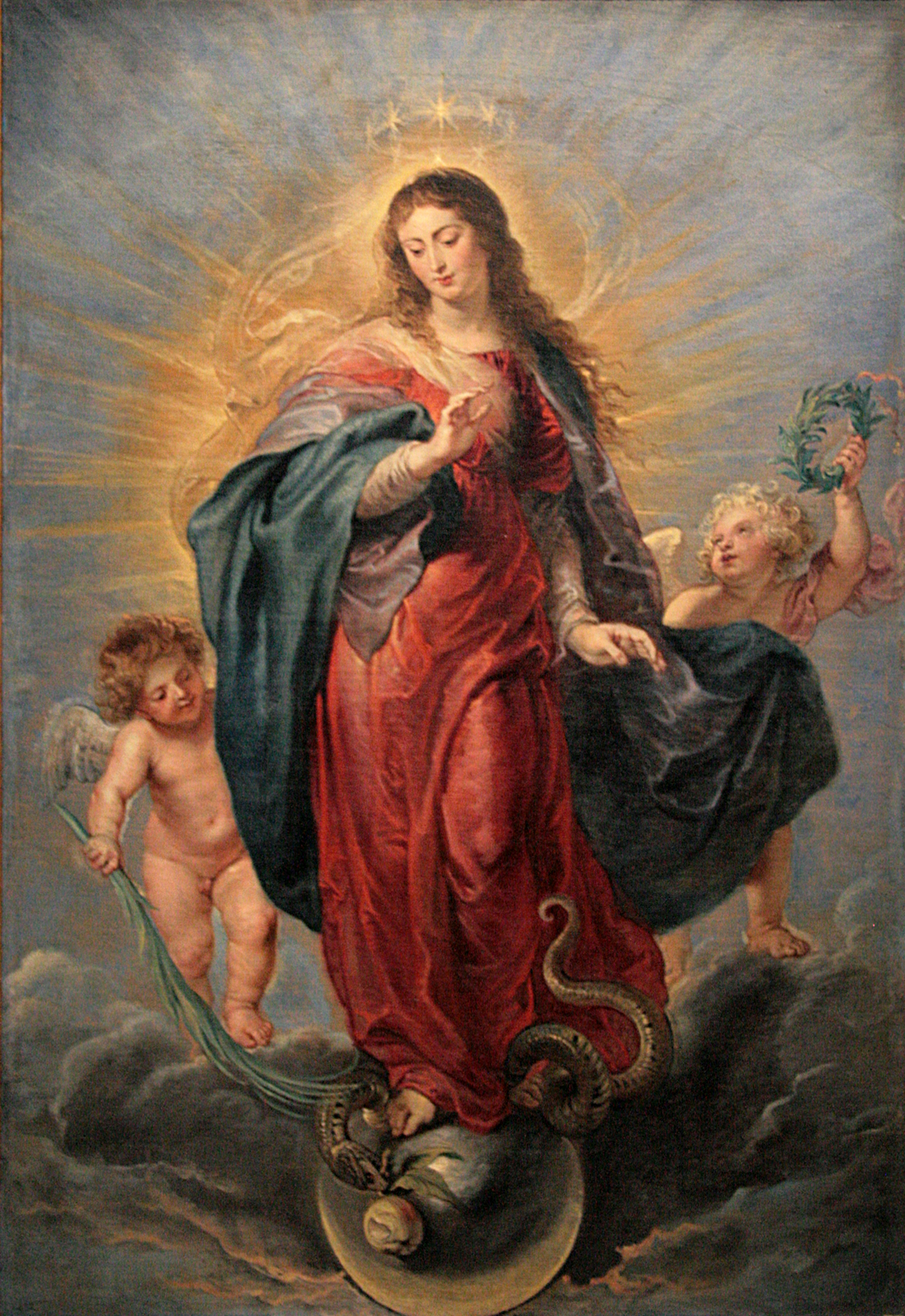
Rubens, 1628-1629
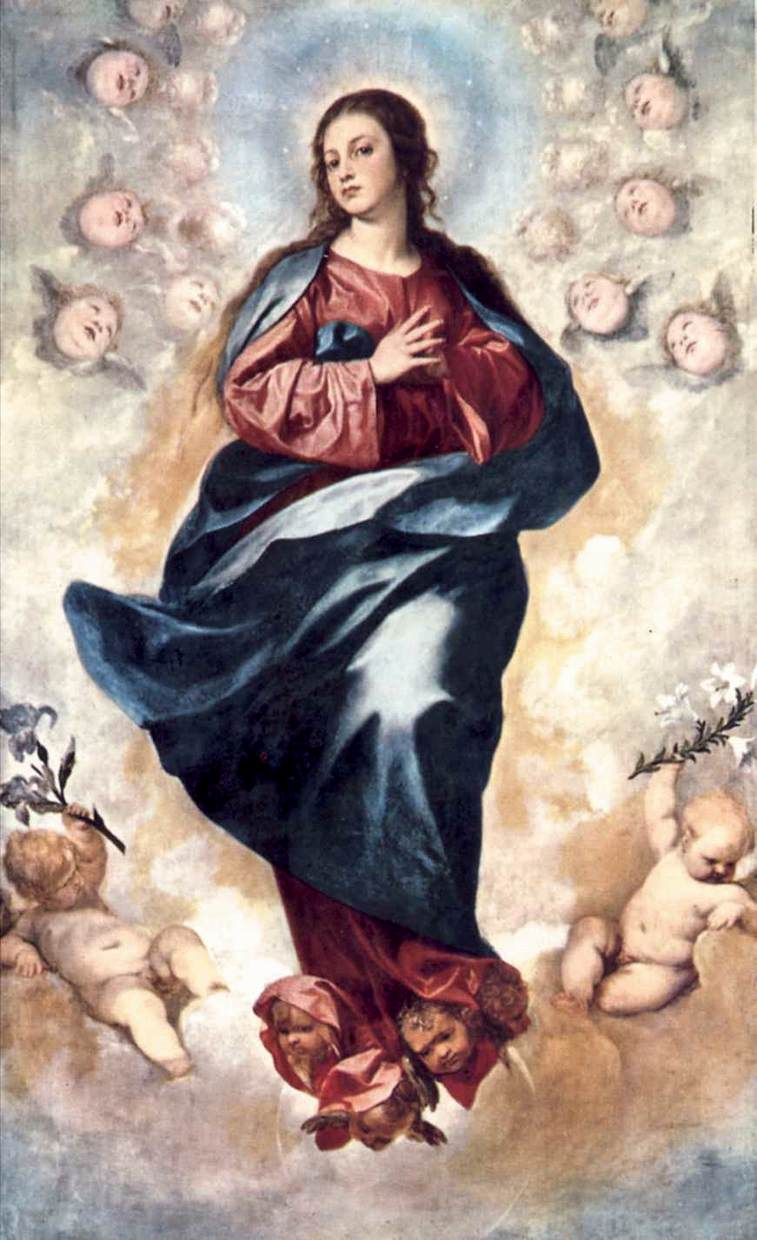
Alonso Cano, 1648.
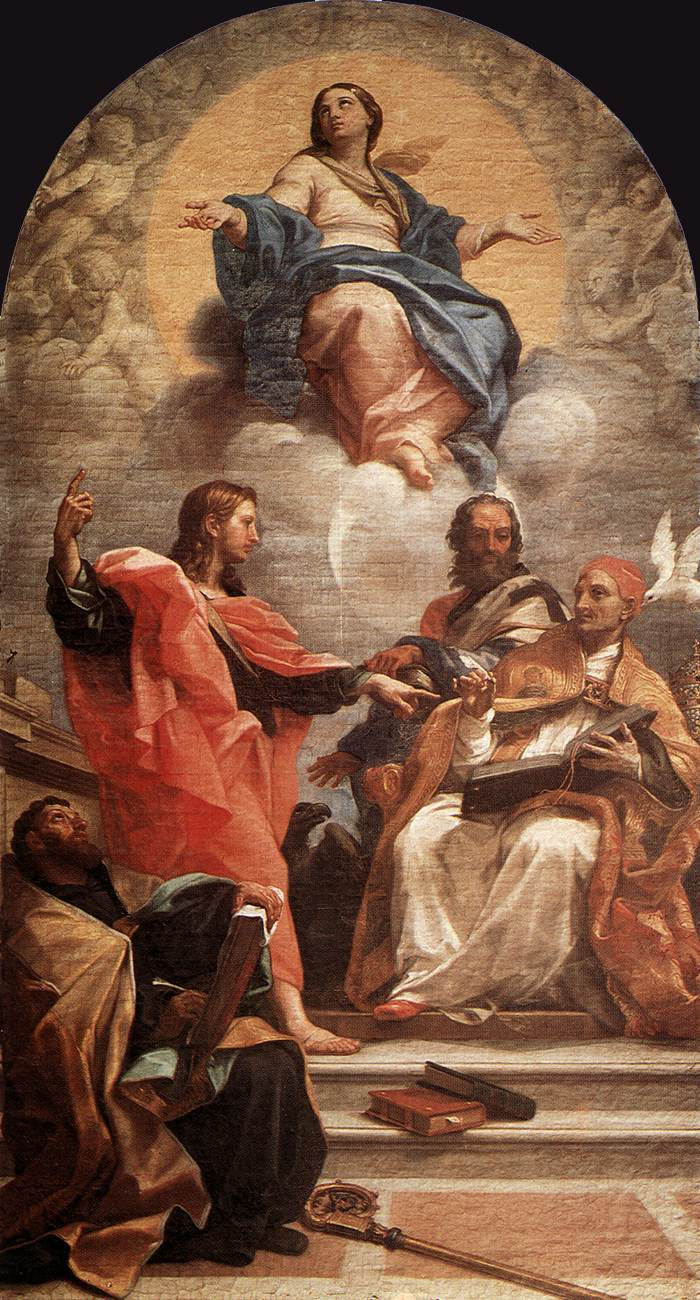
Carlo Maratta, 1689
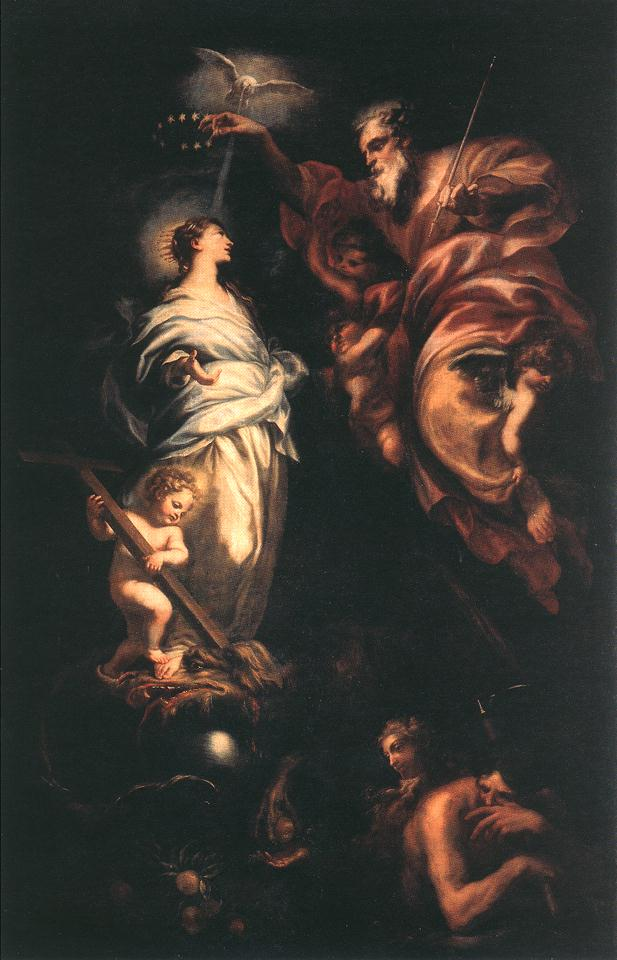
Domenico Piola, 1683.
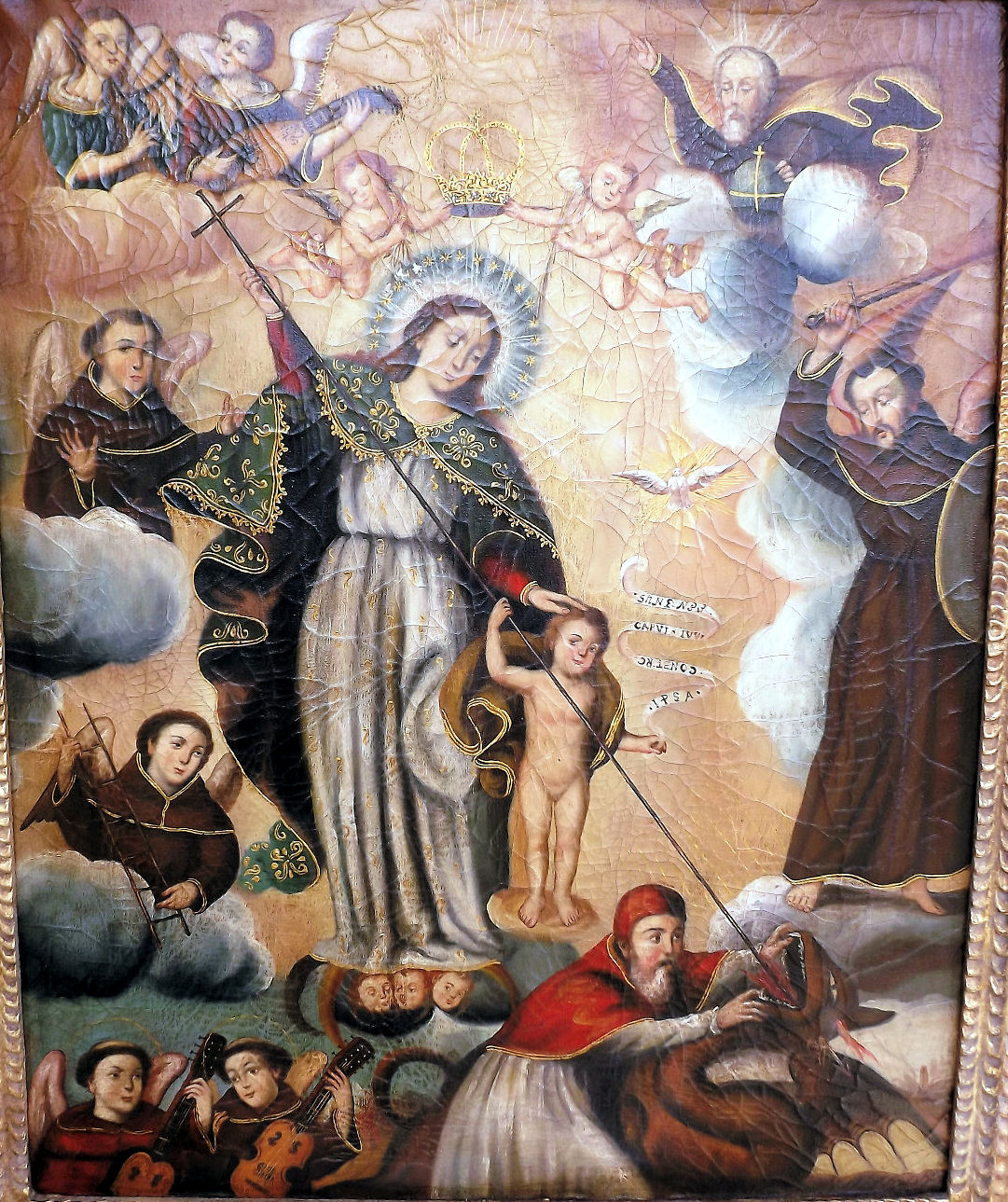
Maestro anónimo novohispano, siglo XVIII.
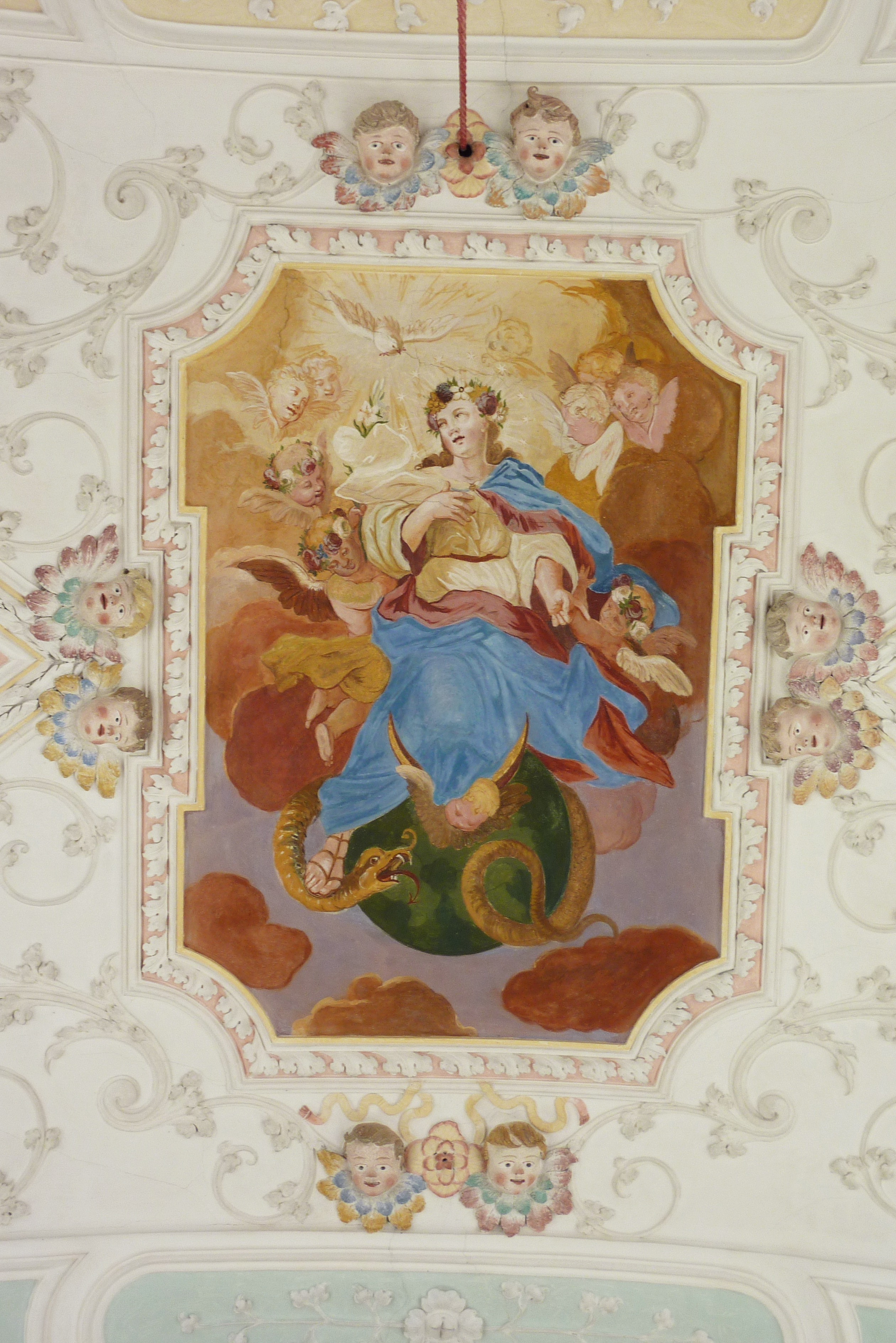
Frescos rococó de la Marienkapelle de Neuhäder (Baviera).
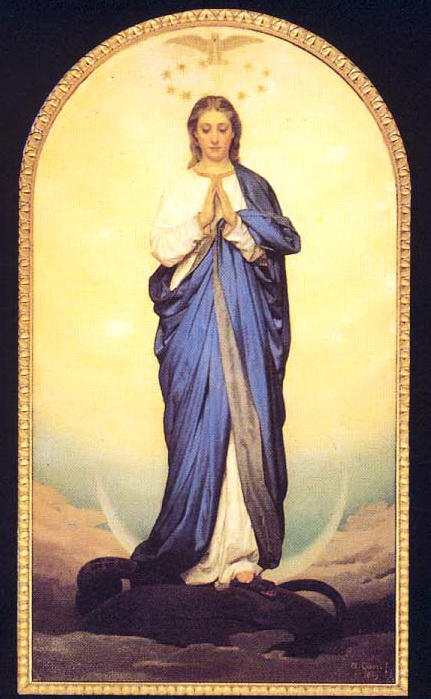
Antonio Ciseri, siglo XIX.

## El lirio

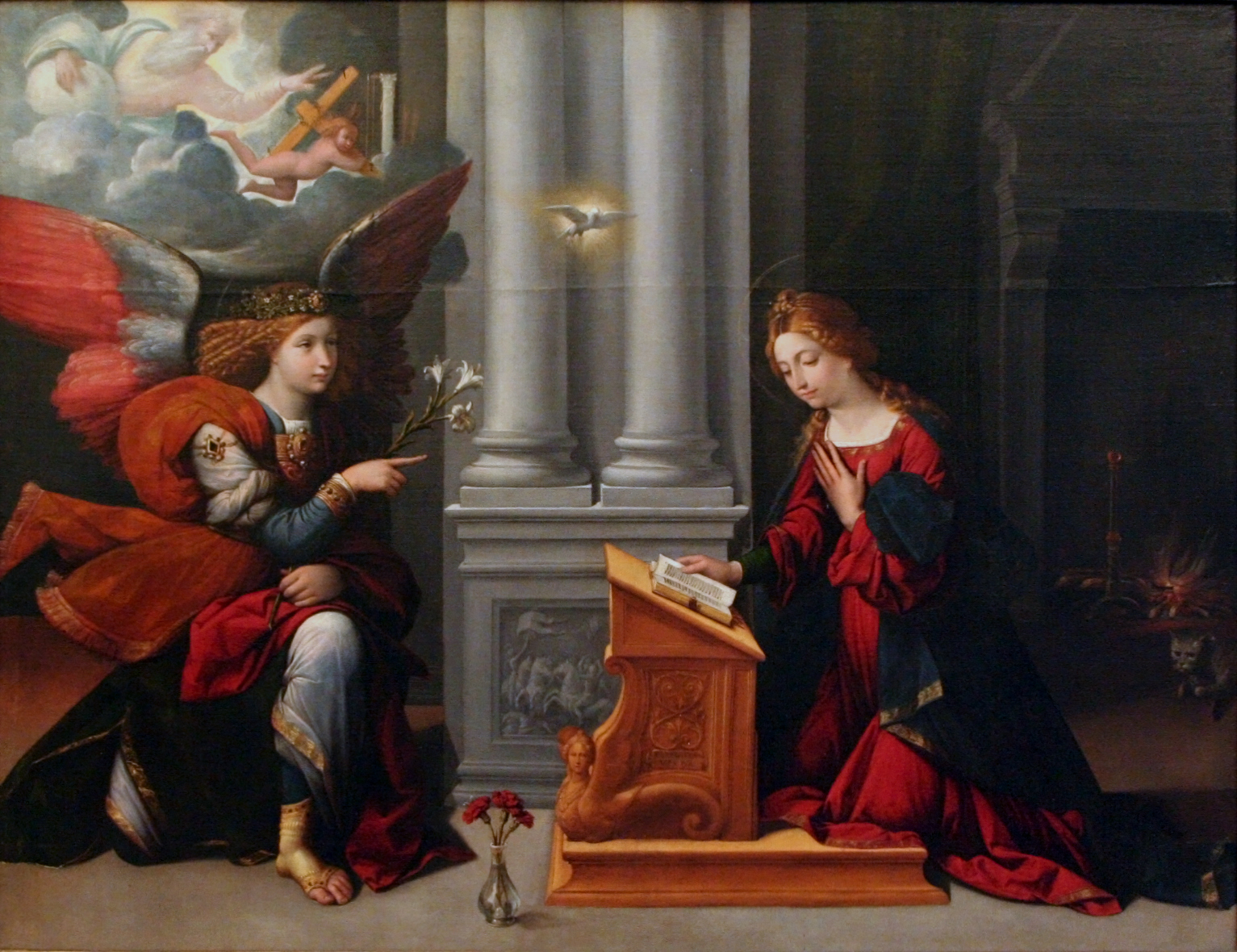
Anunciación, de Benvenuto Tisi da Garofalo, 1528. El arcángel Gabriel presenta a María tres lirios, mientras que en un jarrón hay tres flores rojas (claveles o rosas).

El lirio como símbolo de pureza, castidad o virginidad es la referencia iconográfica más utilizada en todo tipo de representaciones de la Virgen (particularmente en la escena de la Anunciación). Viene haciéndose así desde el siglo VIII, aunque la asociación de la flor con ámbitos sagrados tiene un origen precristiano (en el mito griego de la Vía Láctea, el lirio nació de la leche derramada por Juno cuando amamantaba a Hércules), y entre los primeros cristianos (Tertuliano) simbolizaba a los santos no martirizados ("confesor de la fe") por contraposición a los santos martirizados (que se asociaban a la rosa roja); ambas flores pasaron a atribuirse a la Virgen en la Leyenda Áurea de Jacopo da Vorágine. Desde Bernardo de Claraval el lirio se utiliza como símbolo de la Inmaculada Concepción (como el lirio entre espinas, identificando a la Virgen como la única libre del pecado original entre toda la humanidad). La triple virginidad de María ("antes, durante y después del parto") se suele indicar con la presencia de tres lirios.
La utilización heráldica del lirio como "lis" es propia de la monarquía francesa.

## Hortus conclusus
La imagen de la Virgen con el Niño como hortus conclusus ("jardín" o "huerto cerrado") permite a los artistas recrearse en la representación de abundante vegetación, particularmente todo tipo de flores (Virgen del rosal o de la rosaleda).

Klosterbehang ("tapiz monástico") con el tema del hortus conclusum, Basilea, 1554.

## El manto y la túnica de la Virgen

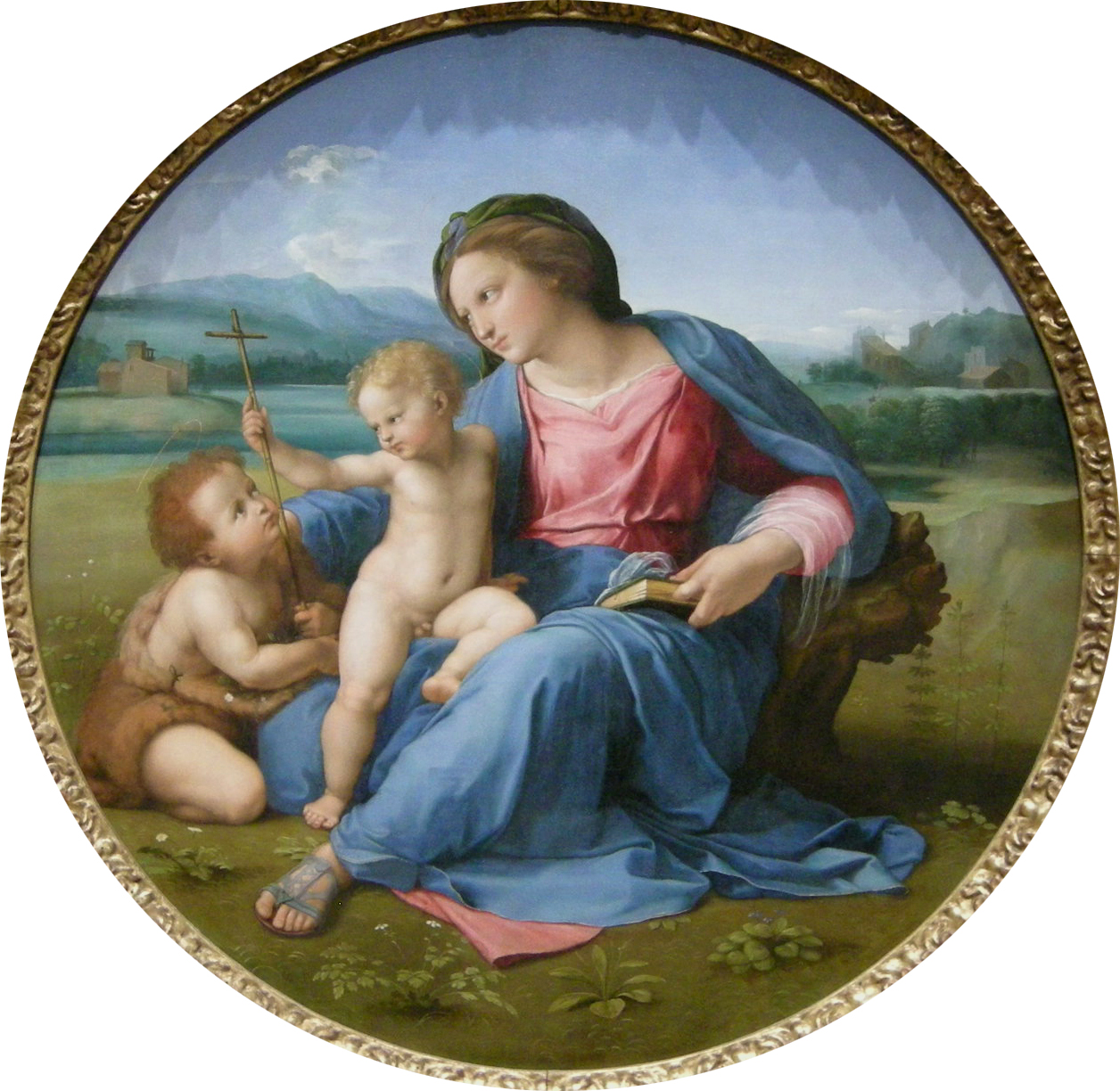
Madonna de Alba, de Rafael, 1511 ("evita los contrastes fuertes: el azul ultramarino del manto de la Virgen de Alba está suavizado con blanco de plomo, y el rojo brillante contra el azul aguamarina en la Virgen del gran duque armoniza con las tupidas sombras y el resplandor dorado de los tonos carne").

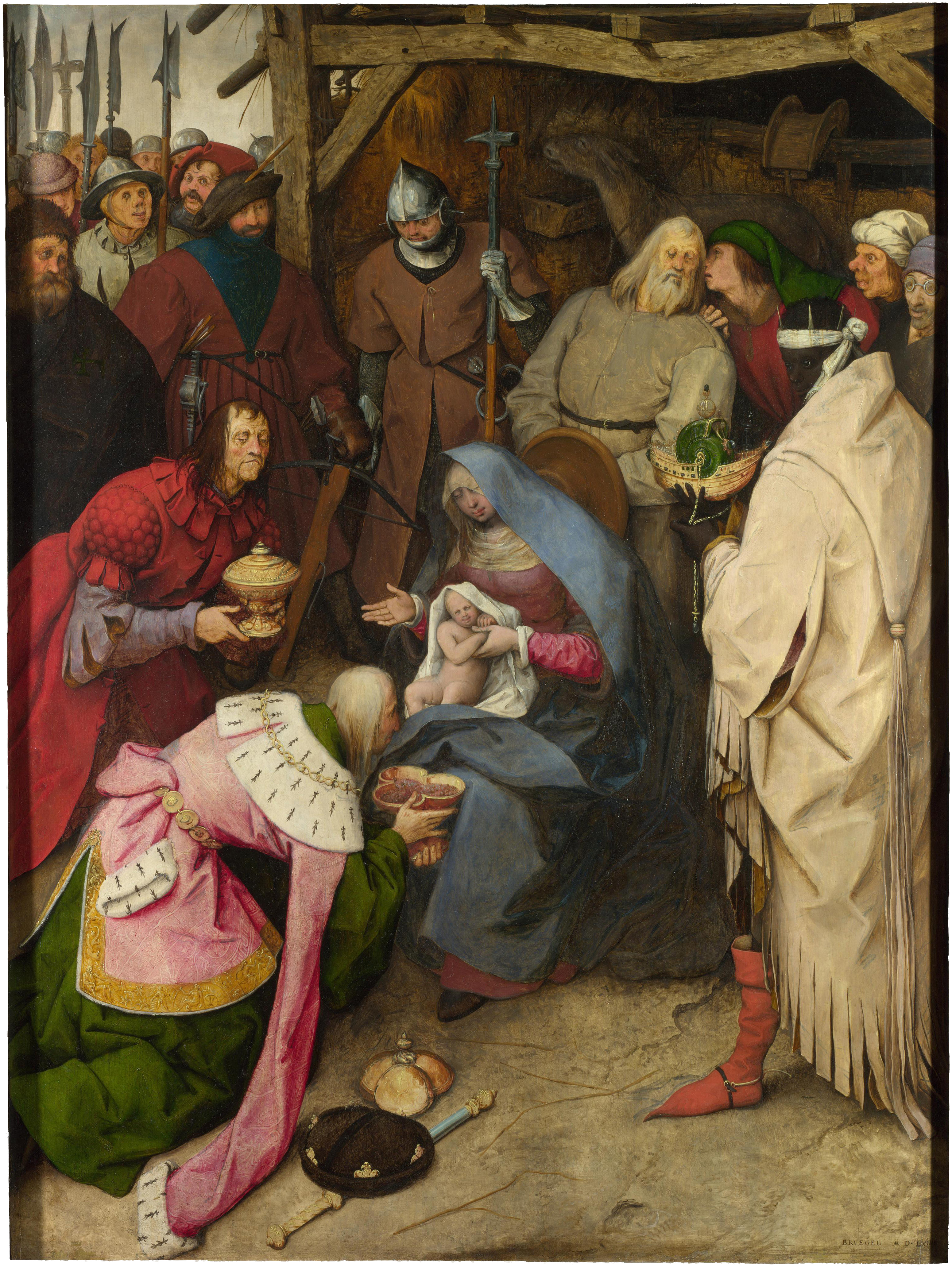
Adoración de los Reyes, de Pieter Brueghel el Viejo, 1564 ("a finales del siglo XVI escasearon durante algún tiempo los suministradores de azurita, y esto incrementó la demanda de ultramar, lo que significó que los italianos, a cuyos puertos llegaba, se apropiaron de la mayor parte. No está claro si ésta fue la razón de que Pieter Brueghel el Viejo no utilizara azurita ni ultramar sino esmaltín barato para la túnica de la virgen en La adoración de los Reyes (1564); pero casi un siglo después, el español Francisco Pacheco escribió que en España ni siquiera los pintores ricos podían conseguir ultramar").

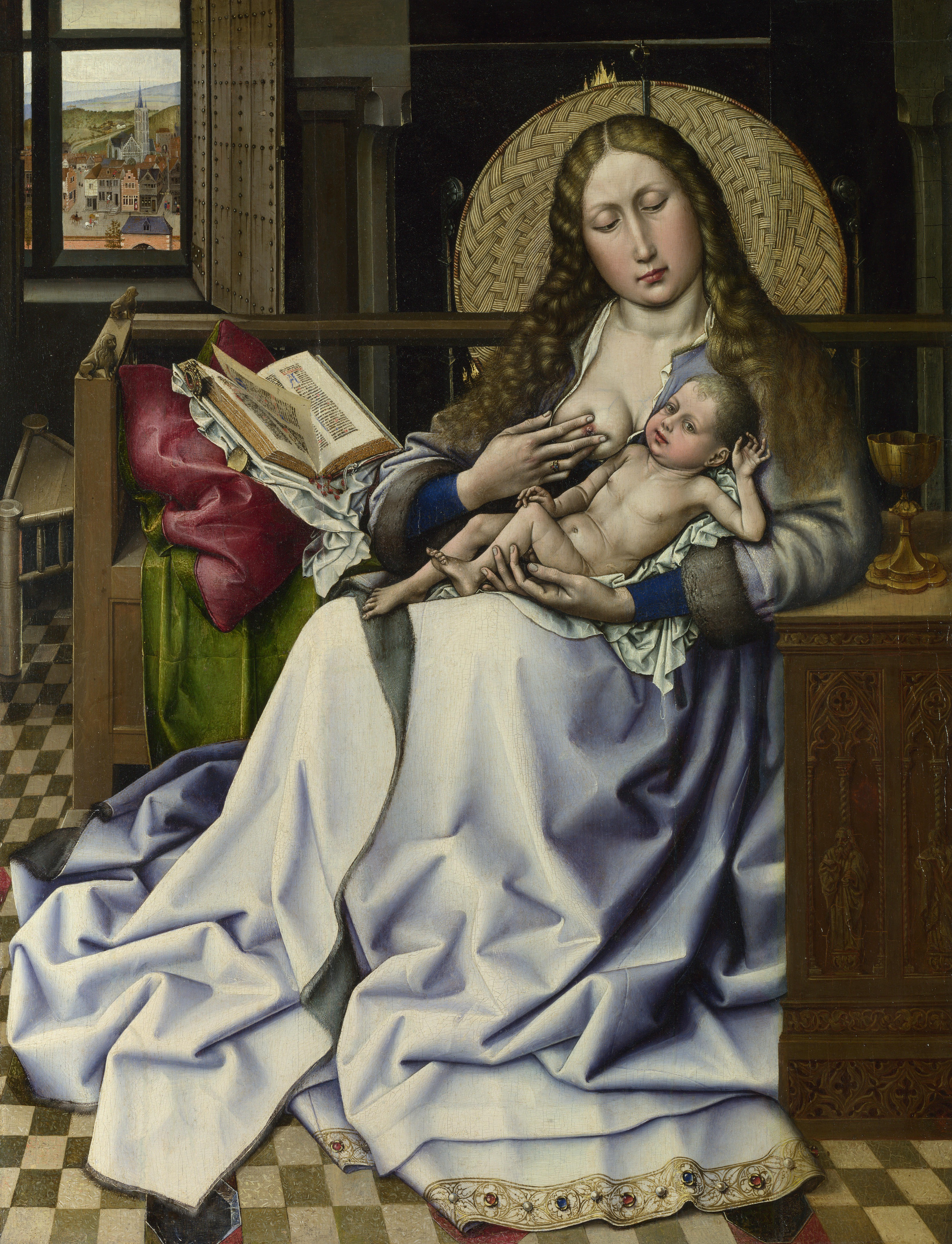
Virgen de la pantalla, del taller de Robert Campin, ca. 1440.

Convencionalmente, el manto de la Virgen se pinta de azul y la túnica de rojo, aunque estos colores del ropaje pueden variar (destacadamente, en las Madonnas de Jan van Eyck -Virgen del canciller Rolin, Virgen del canónigo Van der Paele-, con mantos rojos, o en las Inmaculadas de la escuela sevillana, con túnicas blancas). Se han atribuido distintos valores alegóricos a la elección de esos colores (los asociados a los emperadores y las emperatrices bizantinos o la dualidad de naturalezas de Cristo), pero la minuciosidad de los contratos de encargo de las pinturas suele referirse a los pigmentos, de elevadísimos precios, que se usaban para conseguir ambos, en sutiles gamas (lapislázuli, ultramar, azurita, bermellón, púrpura, escarlata, carmesí, quermesita, carmín, etc.) y que dependiendo de su estabilidad, permanecen inalterados o se van deteriorando con el tiempo (o a causa de los barnices y restauraciones inadecuadas).

... su durabilidad dependía también del método de preparación, las partículas inorgánicas que fijan el tinte, y el medio con el que se mezcla el pigmento. De manera general, las lacas, cuyos agentes colorantes suelen ser delicadas moléculas orgánicas, son más susceptibles de desvanecerse al estar expuestas a la luz que los pigmentos de base mineral. Estas transformaciones pueden subvertir completamente las intenciones del artista. En los siglos XIV y XV las figuras importantes de una escena religiosa, en particular Jesús y la Virgen María, solían ser representados con suntuosos mantos de púrpura. Estos se coloreaban comúnmente con ultramar mezclado o velado con laca roja. Pero en varios cuadros de esta época la laca roja se ha desvanecido por completo, dejando a los mantos de un color rosa pálido en las luces y los medios tonos (que contienen mucho plomo blanco) y un púrpura azuloso oscuro en las sombras y los pliegues, donde alguna vez hubo un oscuro ultramar. Uno de los ejemplos más impresionantes es la Virgen de la pantalla, pintado por un discípulo del pintor francés Robert Campin de Flémalle alrededor de 1440. El manto voluminoso de la Virgen llena casi toda la mitad inferior del cuadro, pero es casi tan pálido como el papel en lugar del malva cálido que tuvo antes.
Philip Ball, La invención del color.

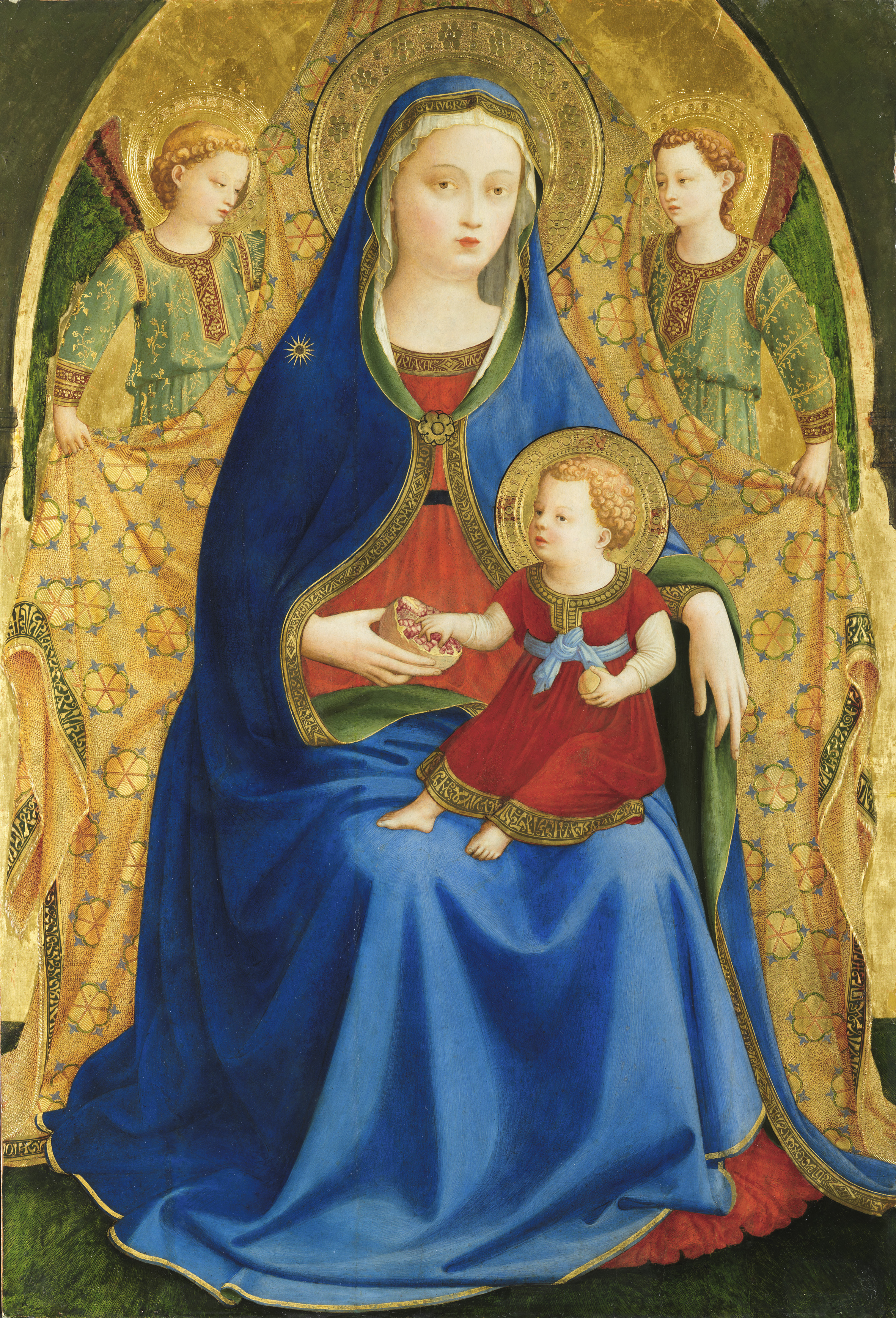
Virgen de la granada, de Fra Angelico.
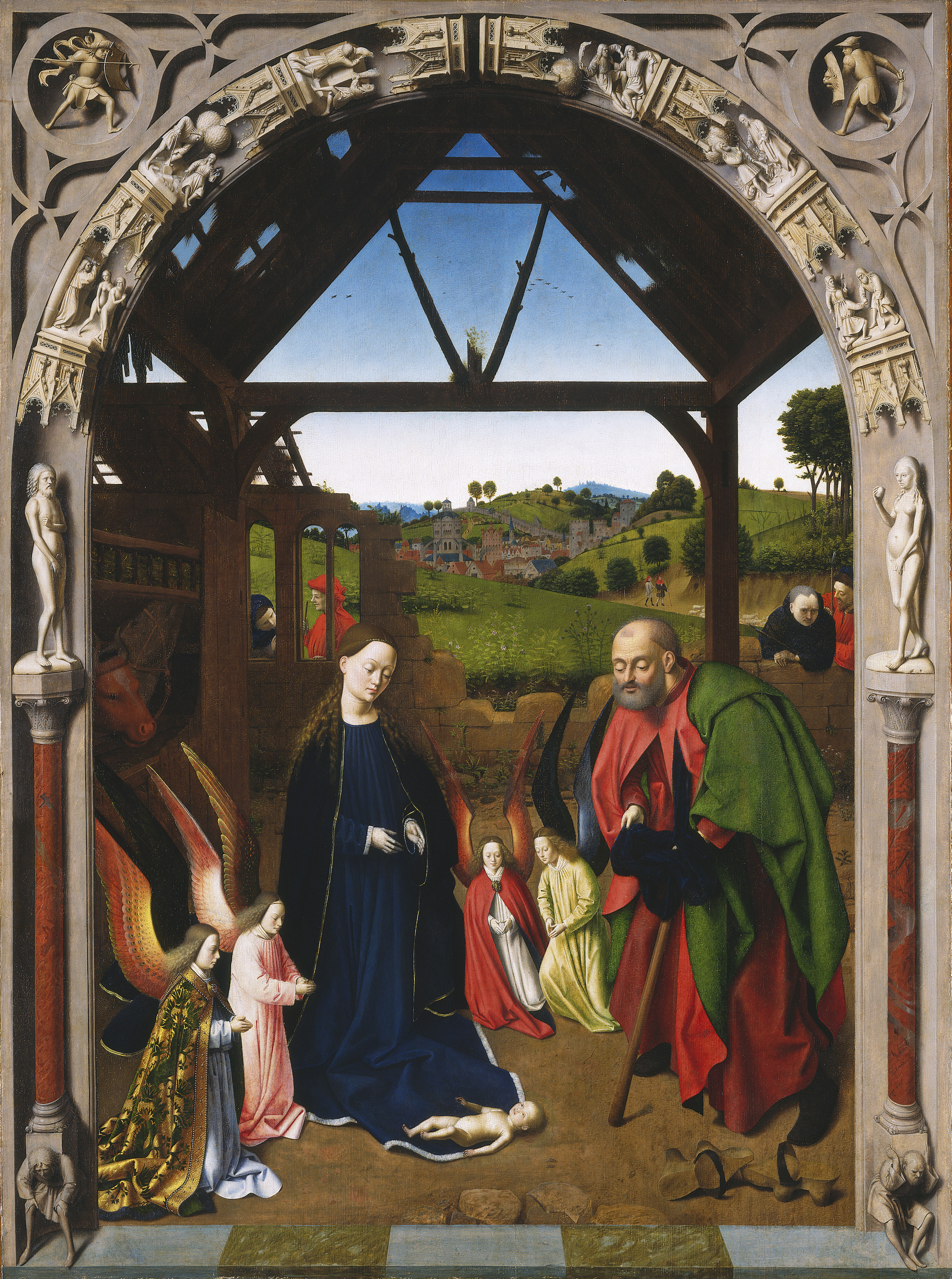
La Natividad, de Petrus Christus, 1450. El manto de la Virgen sirve de cama del Niño.
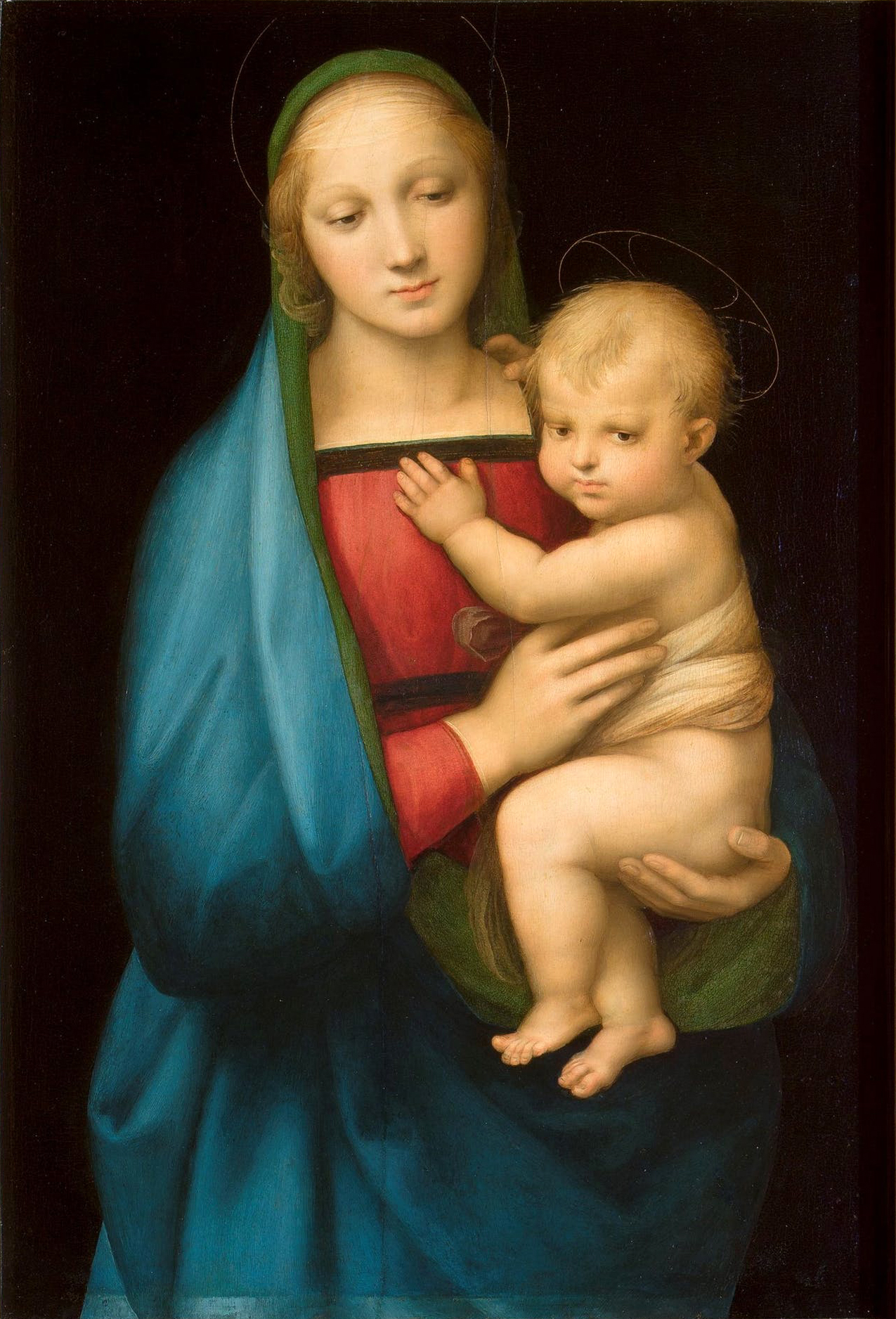
La citada Madonna del granduca de Rafael.

La religiosidad popular atribuye determinadas virtudes a la placenta o al saco amniótico (membranas que rodean al feto), a los que popularmente se da la denominación "manto de la Virgen", particularmente si el niño nace envuelto en alguna de ellas.

### Manto protector de la Virgen
Algunas advocaciones occidentales, como la Virgen de la Misericordia, la Virgen de la Merced, la Virgen del Amparo o la Virgen del Carmelo, se representan iconográficamente acogiendo bajo su manto a los donantes de la obra encargada. En alemán se da a esta tipología el significativo nombre de Schutzmantelmadonna ("protección del manto de la Madonna"). En Oriente se denominan Maphorion (nombre del manto o más bien del velo de la Virgen, que según la tradición oriental se custodiaba en la iglesia de Blanquernas de Constantinopla -Blachernitissia- y según la tradición occidental se halla en la catedral de Chartres). La condición protectora de la Virgen (festejada en Oriente como Protección de la Madre de Dios) se viene destacando litúrgicamente desde el troparion más antiguo: Sub tuum praesidium.

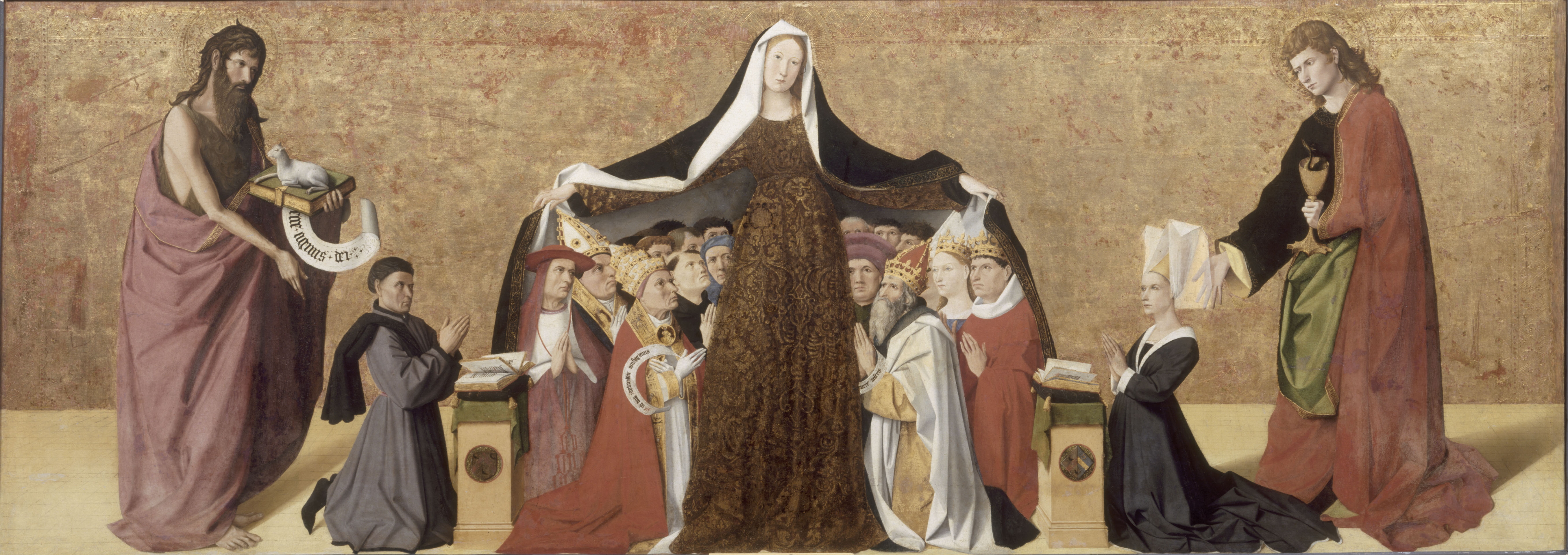
Virgen de la Misericordia de la familia Cadard, de Enguerrand Quarton, 1452.
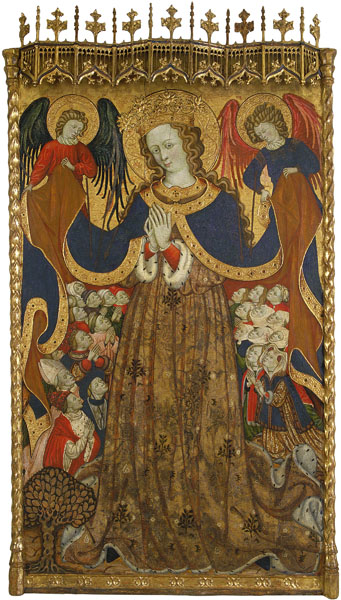
Virgen de la Carrasca (Blancas), ca. 1430-1440.
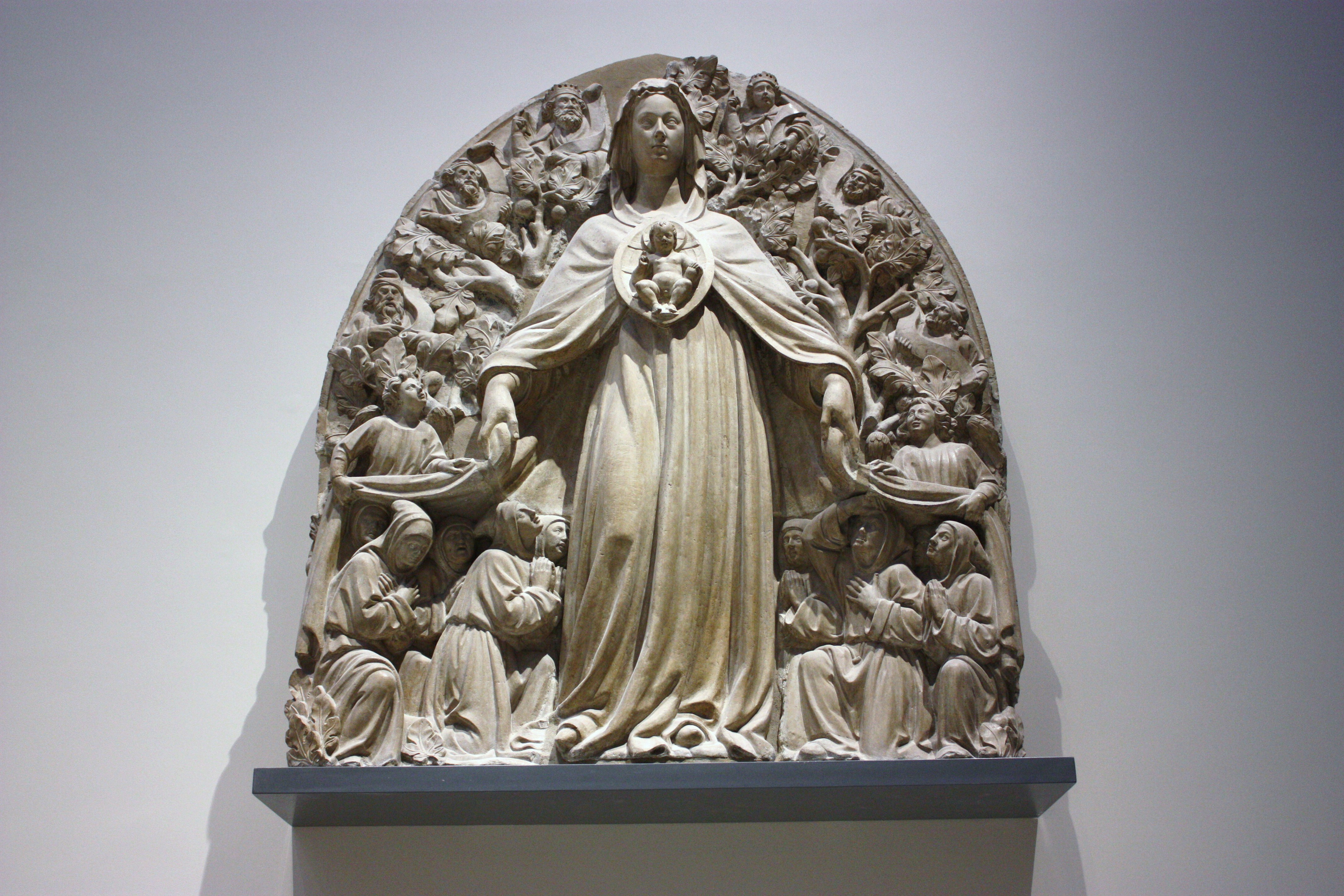
Virgen de la Misericordia, Bartolomeo Bon, ca. 1445-1450.
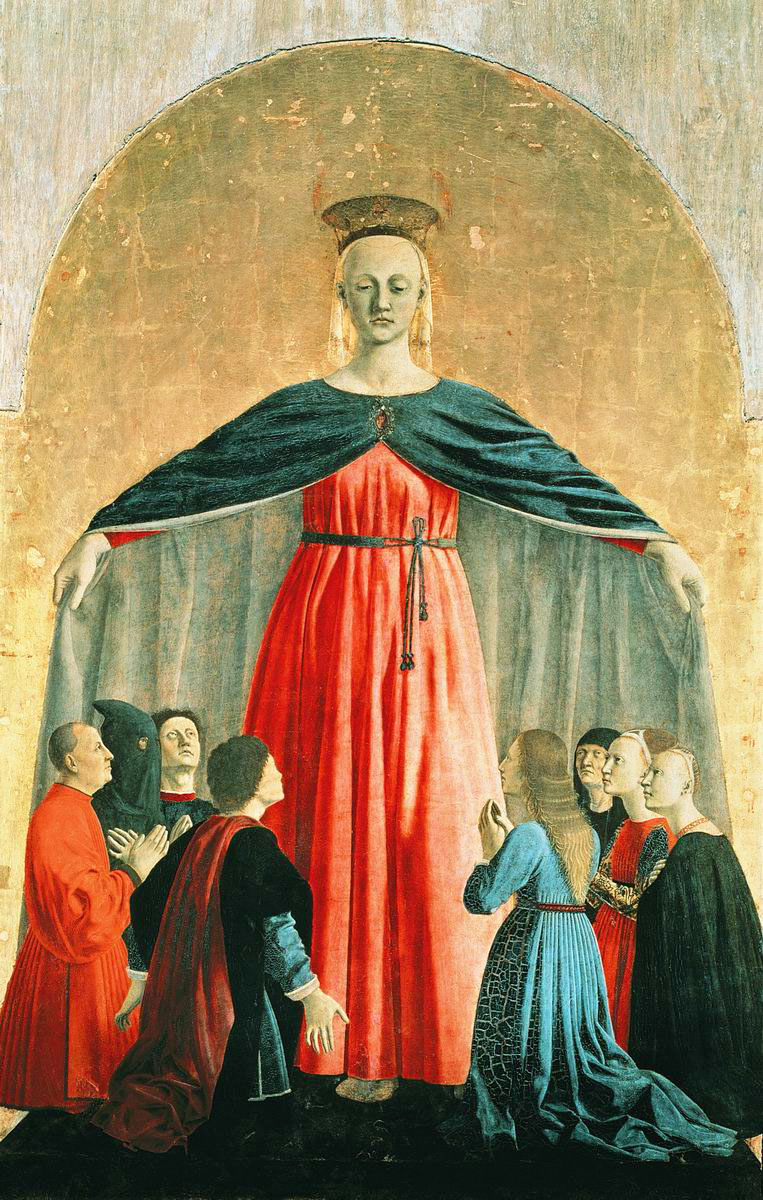
Tabla central del Políptico de la Misericordia, de Piero della Francesca, ca. 1445-1462.
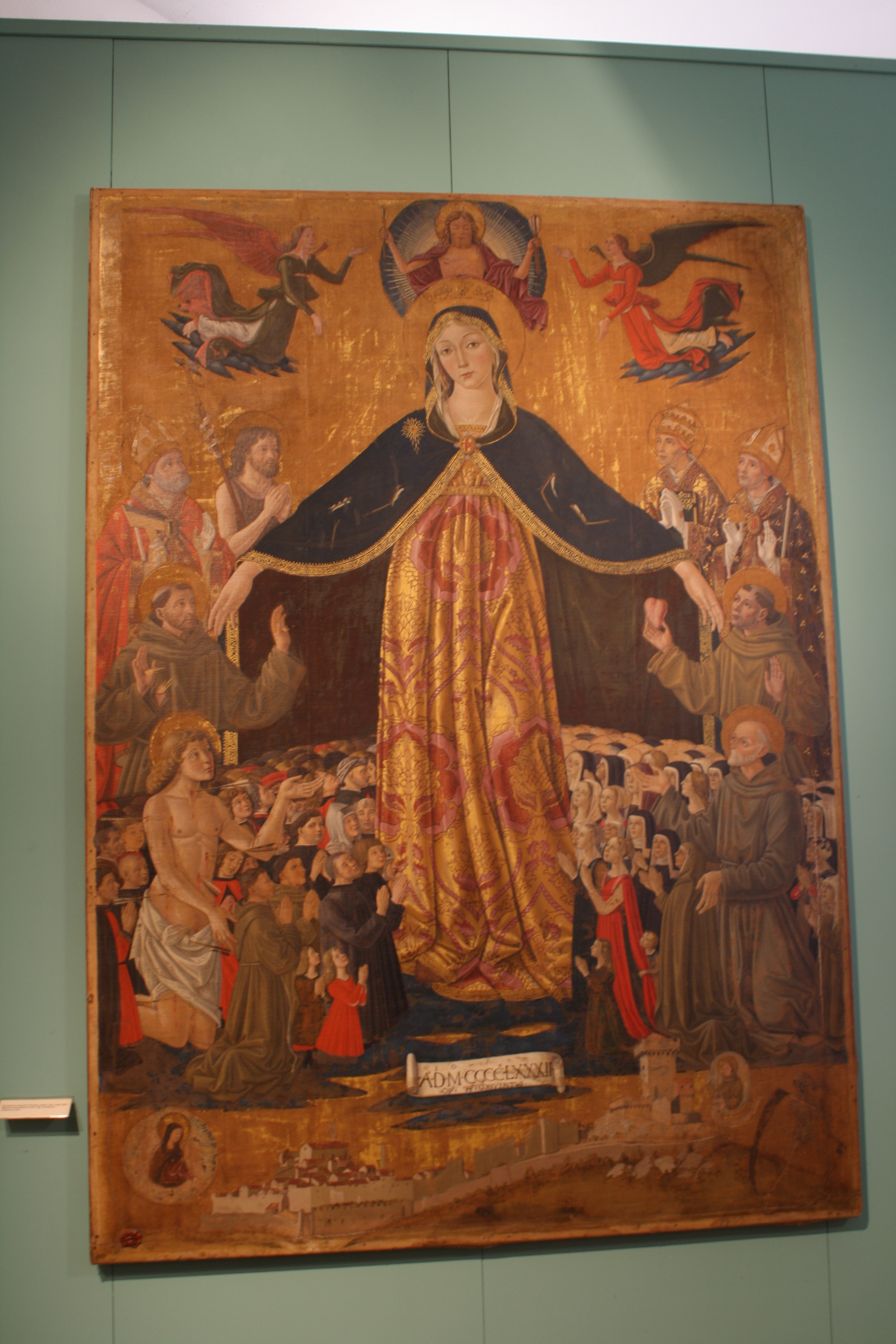
Bartolomeo Caporali, 1482.
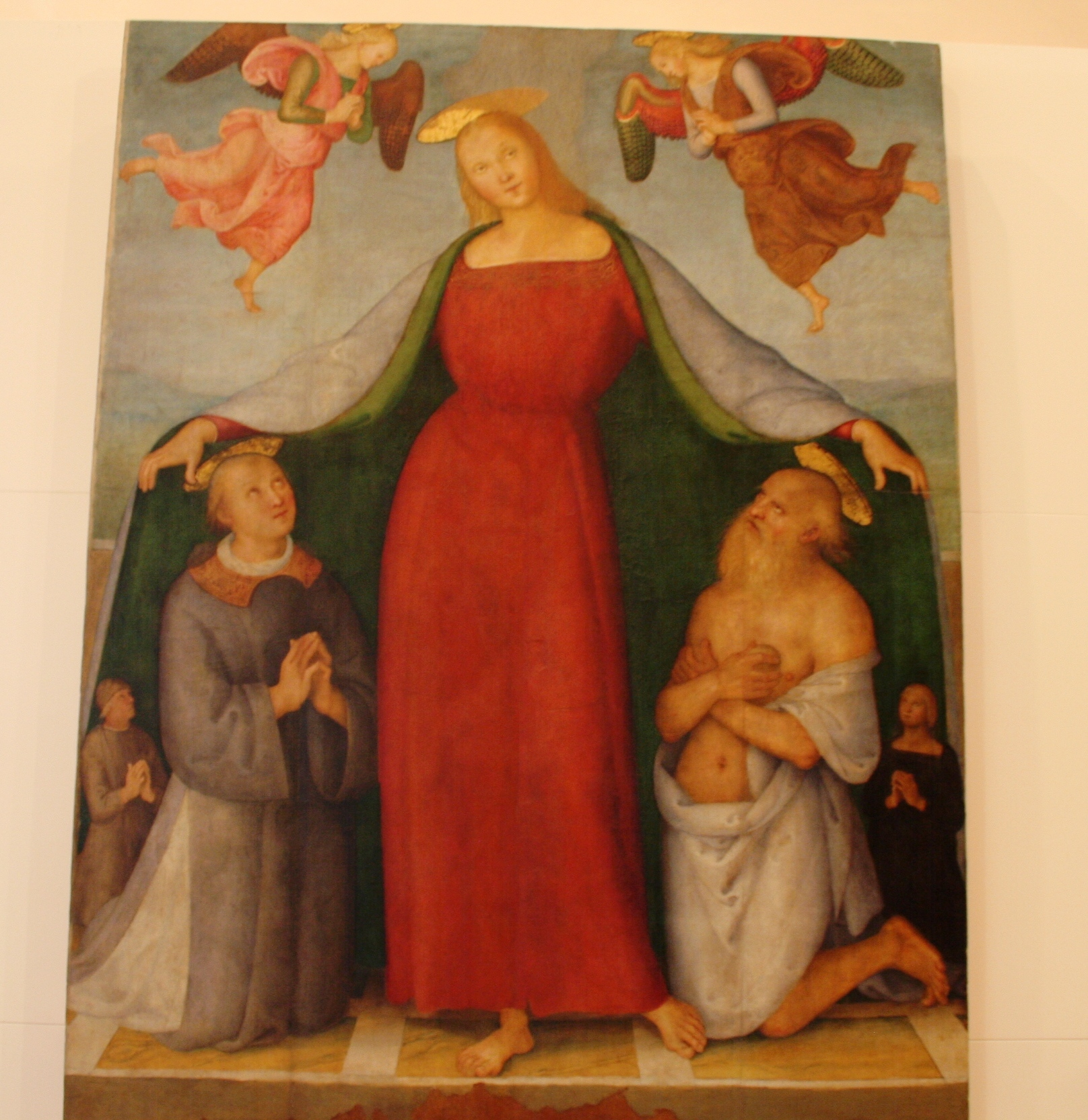
Perugino, ca. 1510-1520.
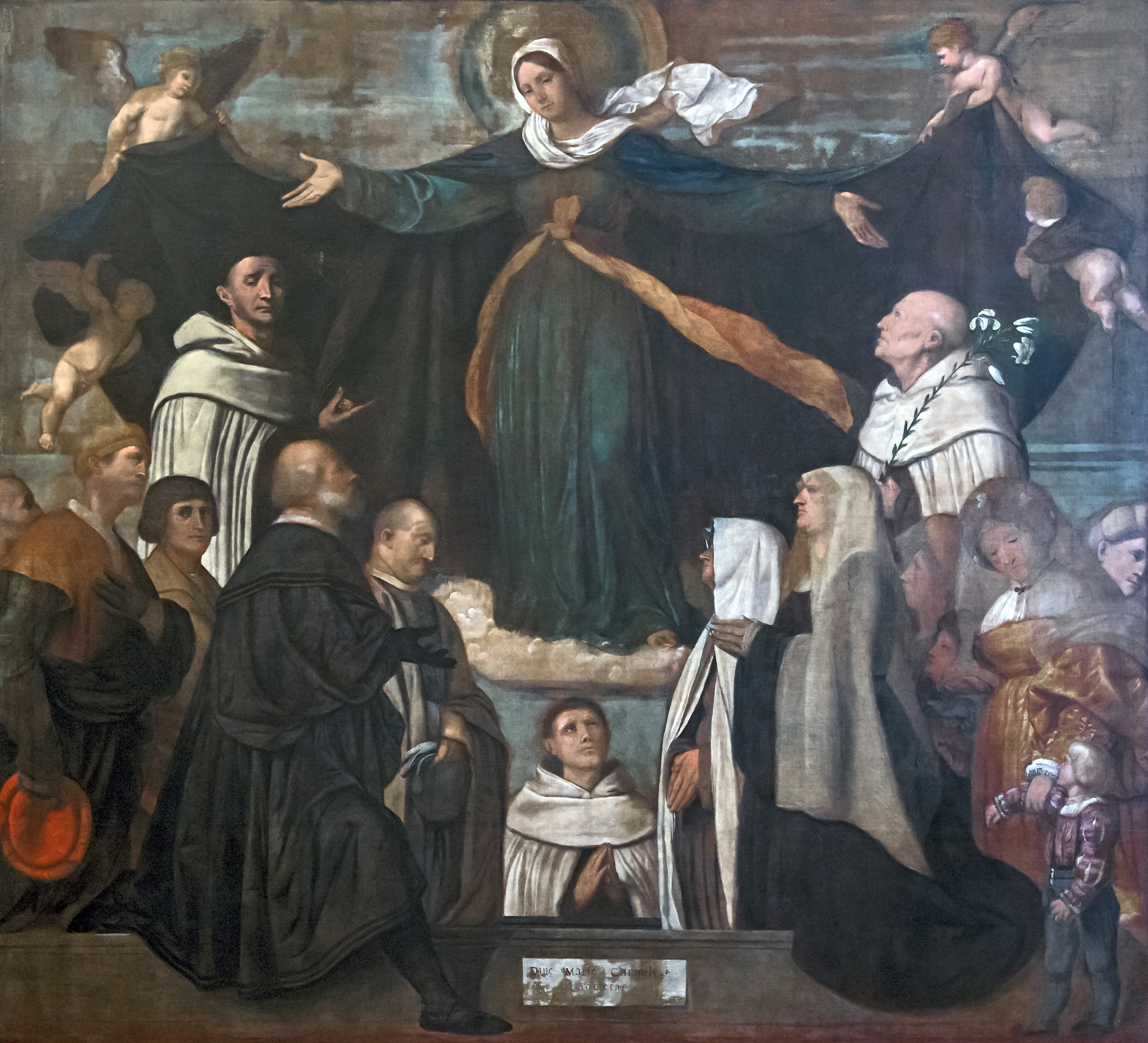
Virgen del Carmelo, de Moretto, ca. 1522.
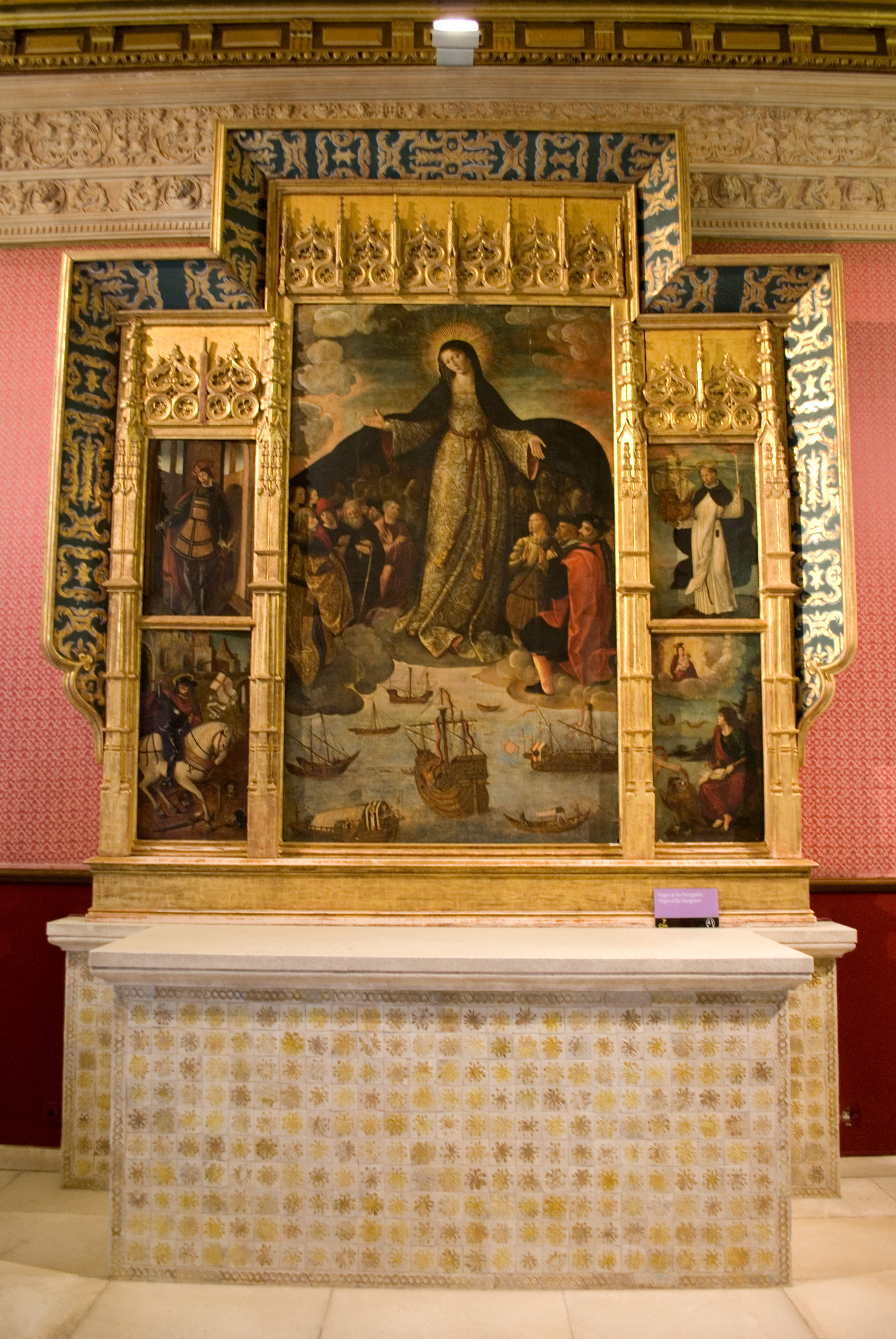
Retablo de la Virgen de los mareantes en la capilla del Cuarto del Almirante de los Reales Alcázares de Sevilla, de Alejo Fernández (1531-1536).
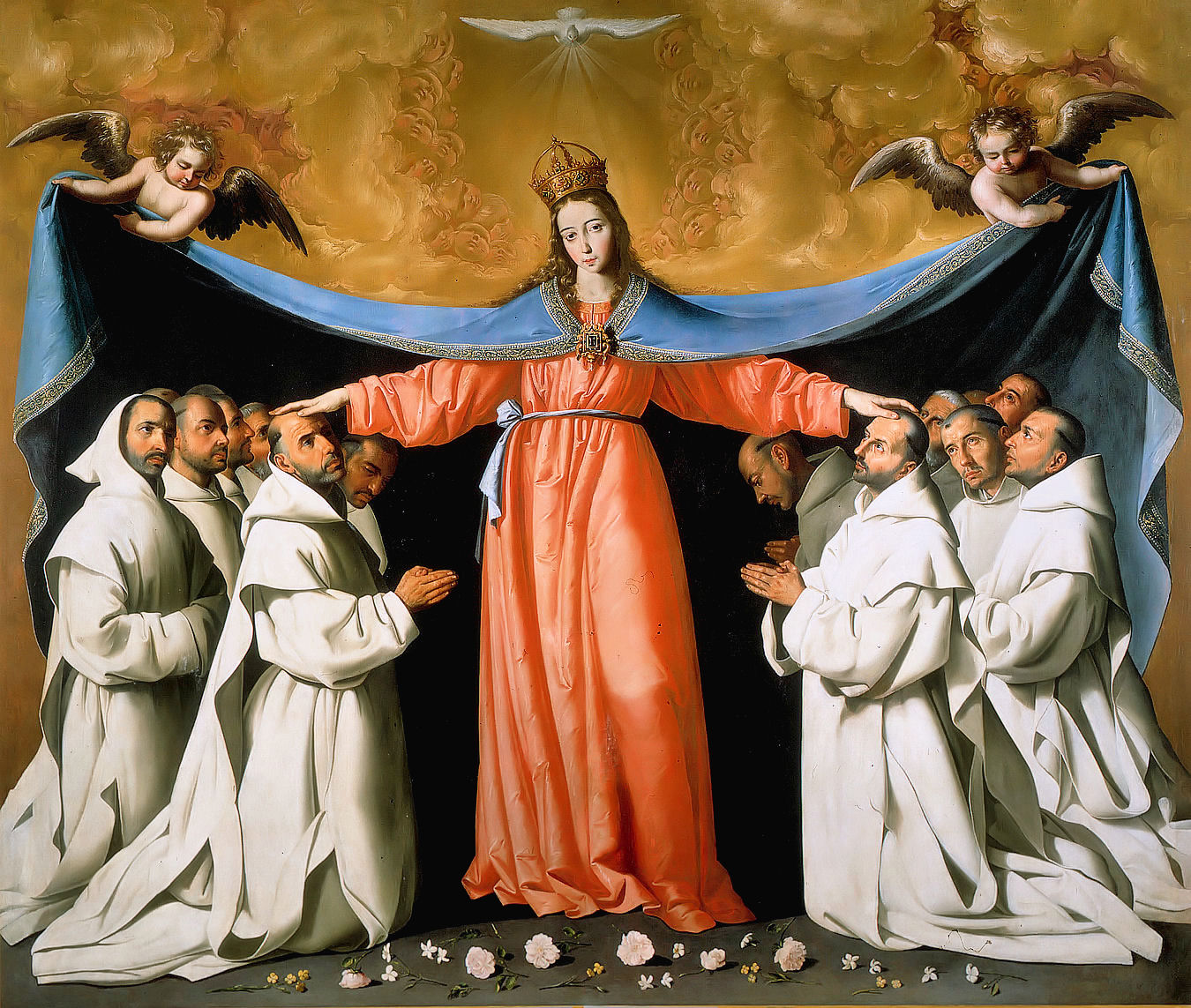
Virgen de las Cuevas, de Zurbarán, 1655.
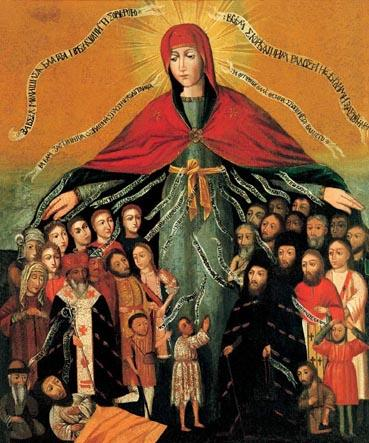
Icono ucraniano del siglo XVII.

## Véase también

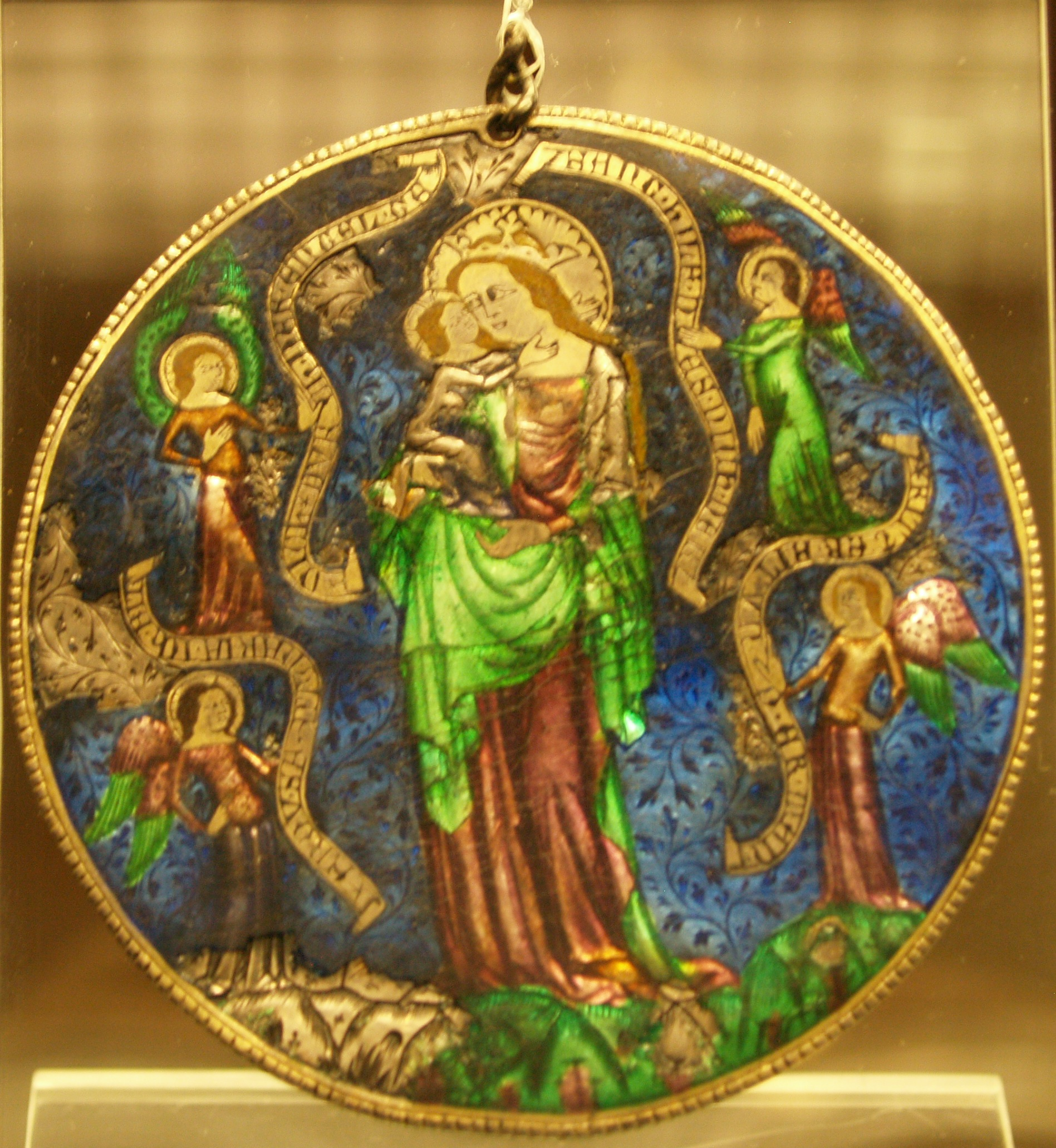
Medallón ca. 1340-1350.
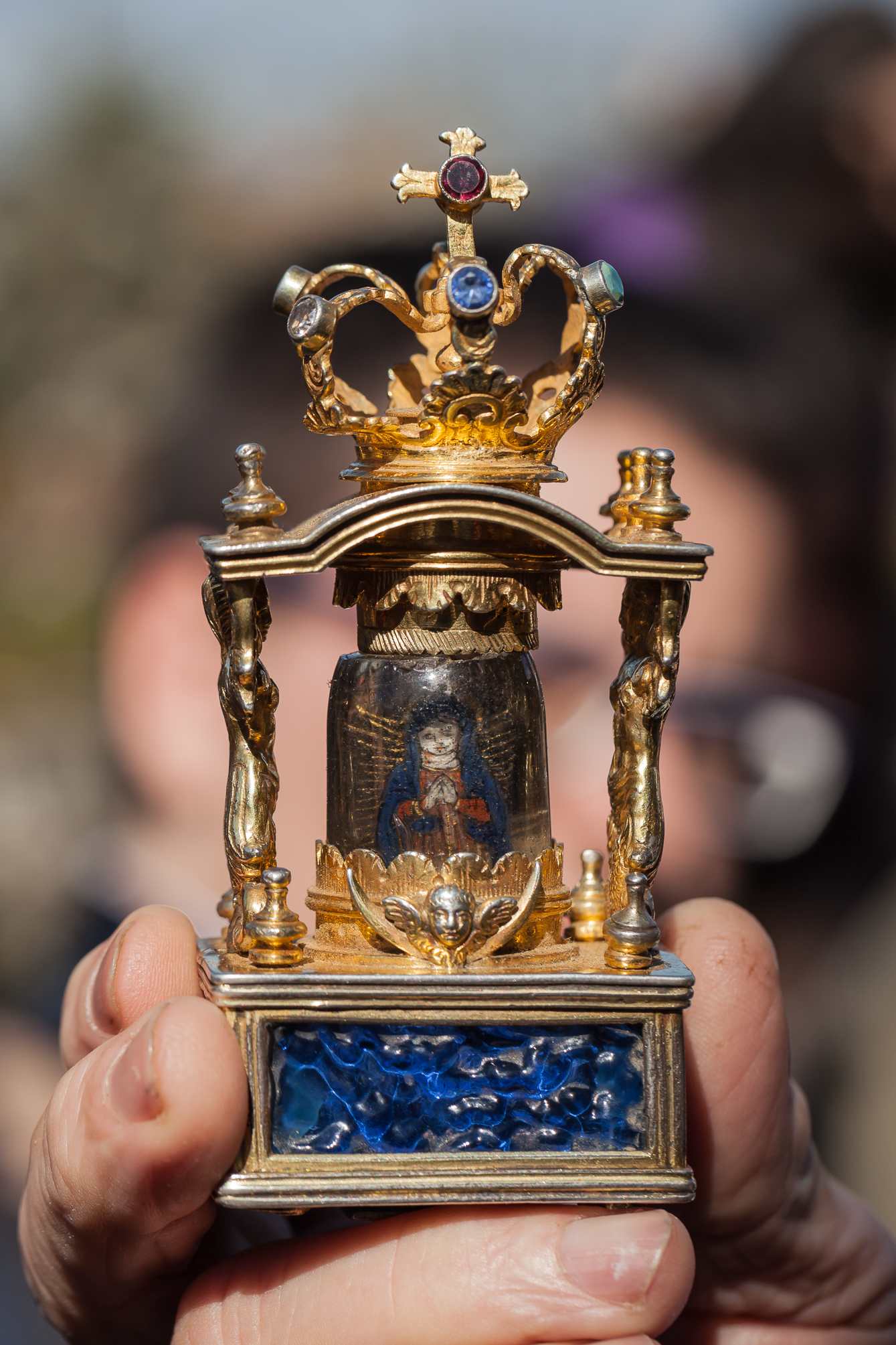
La Virgen del Cristal, siglo XVII.

## Bodas místicas

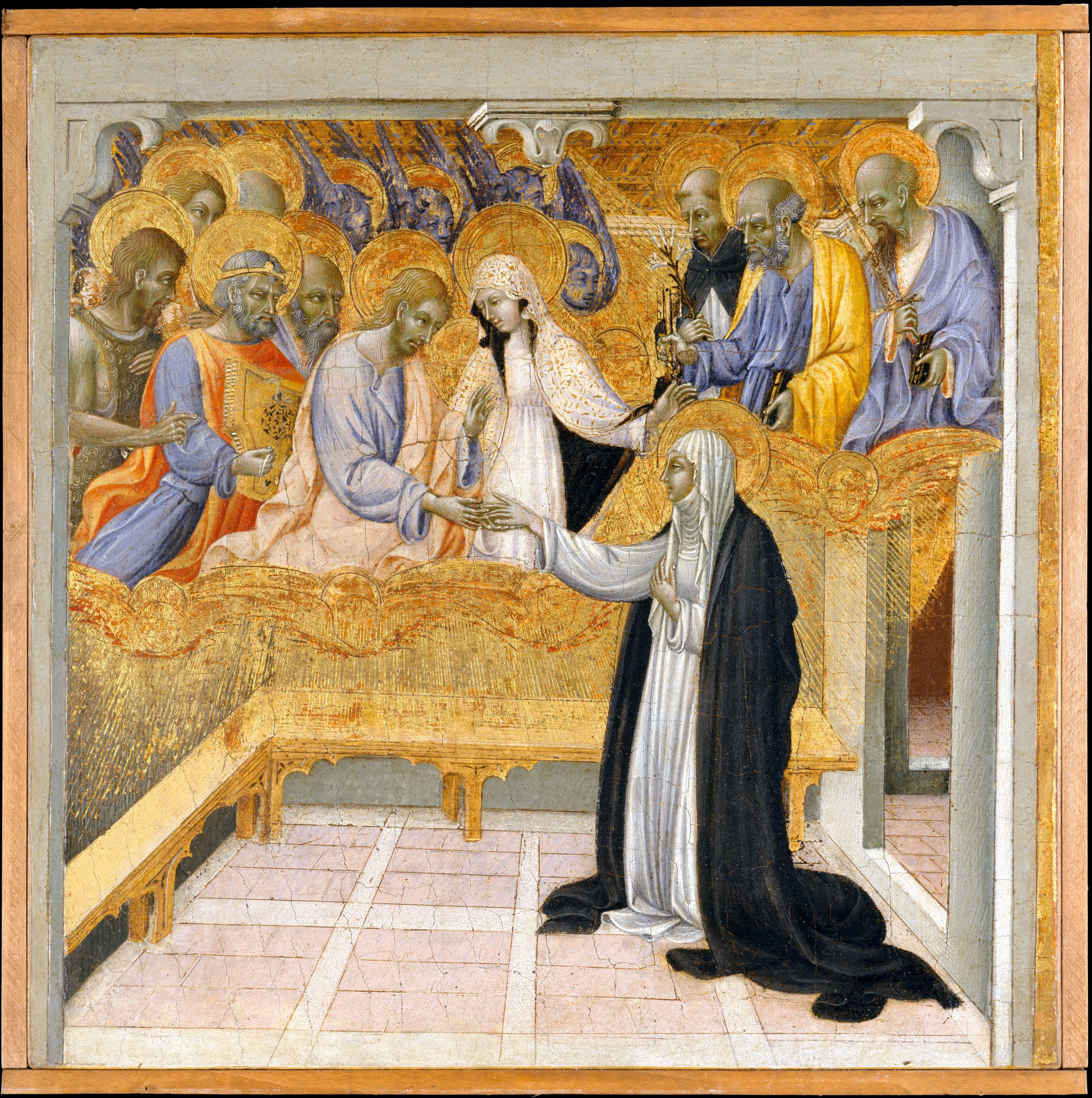
Bodas místicas de Santa Catalina de Siena con Cristo, de Giovanni di Paolo, 1460.

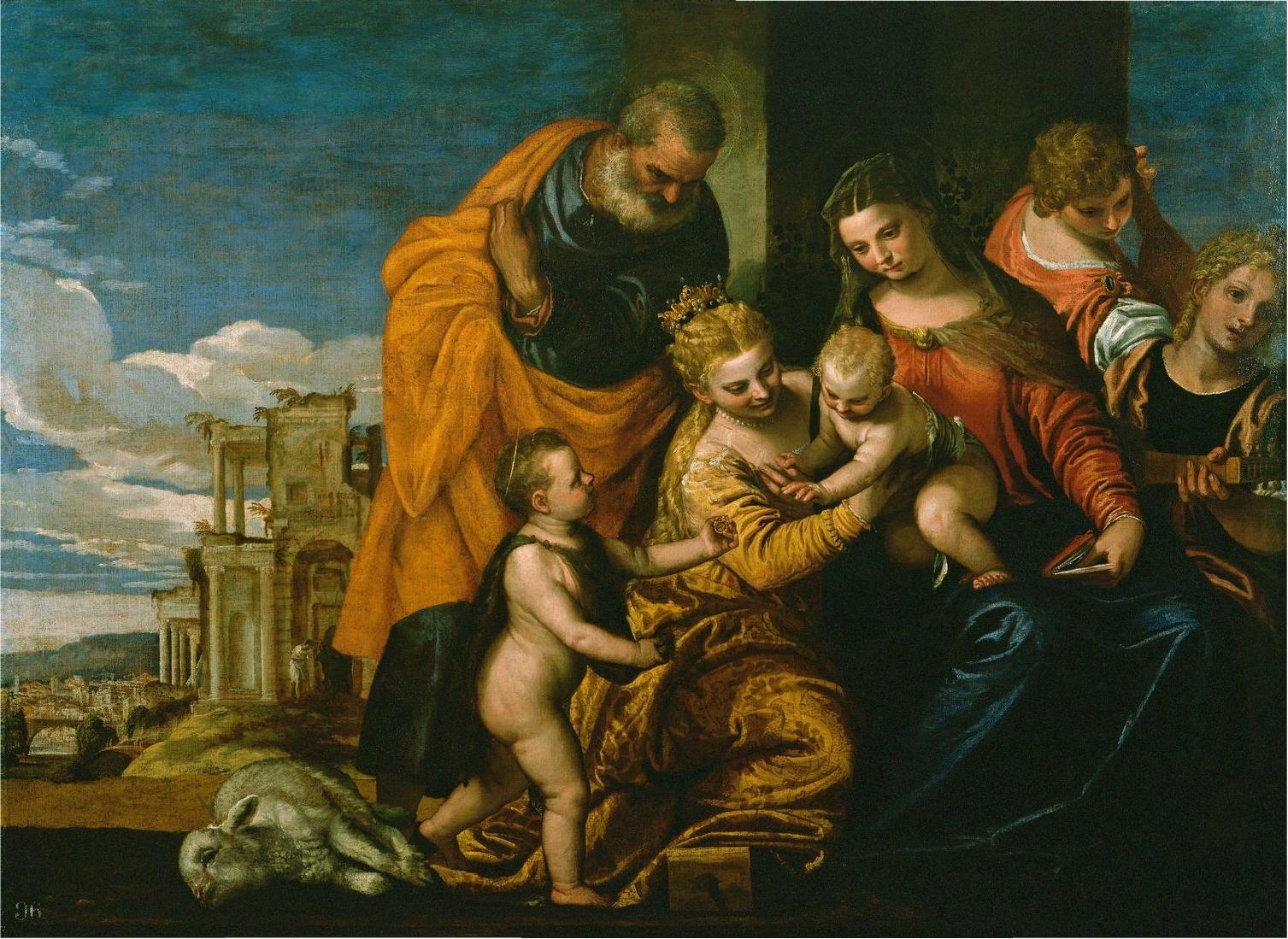
Bodas místicas de Santa Catalina de Alejandría, de Veronés, 1580 (tiene otras varias versiones del tema).

El tema denominado "Desponsorios espirituales" o "Bodas místicas", derivado de un concepto teológico del judaísmo relacionado con otros similares en religiones antiguas (hieros gamos -"hierogamia", "matrimonio místico" o "sagrado"-); en la iconografía cristiana representa artísticamente el matrimonio espiritual o místico entre un santo y Cristo, habitualmente ante la presencia o madrinazgo de la Virgen. Entre los santos relacionados con el tema están Catalina de Alejandría, Catalina de Siena, Teresa de Ávila, San Juan de la Cruz, Santa Rosa de Lima, Gregorio el Grande y Bernardo de Claraval. En otros casos las bodas son con otros conceptos teológicos (Francisco de Asís con las tres virtudes). o del propio Cristo con la Iglesia o con el alma.
El origen del tema se halla en el Matrimonio místico de Santa Catalina o Bodas místicas de Santa Catalina. Según su hagiografía, a Catalina de Alejandría se le apareció la Virgen con el Niño, con el que se desposó espiritualmente. También se utiliza el mismo concepto para otra mártir cristiana, Santa Inés.

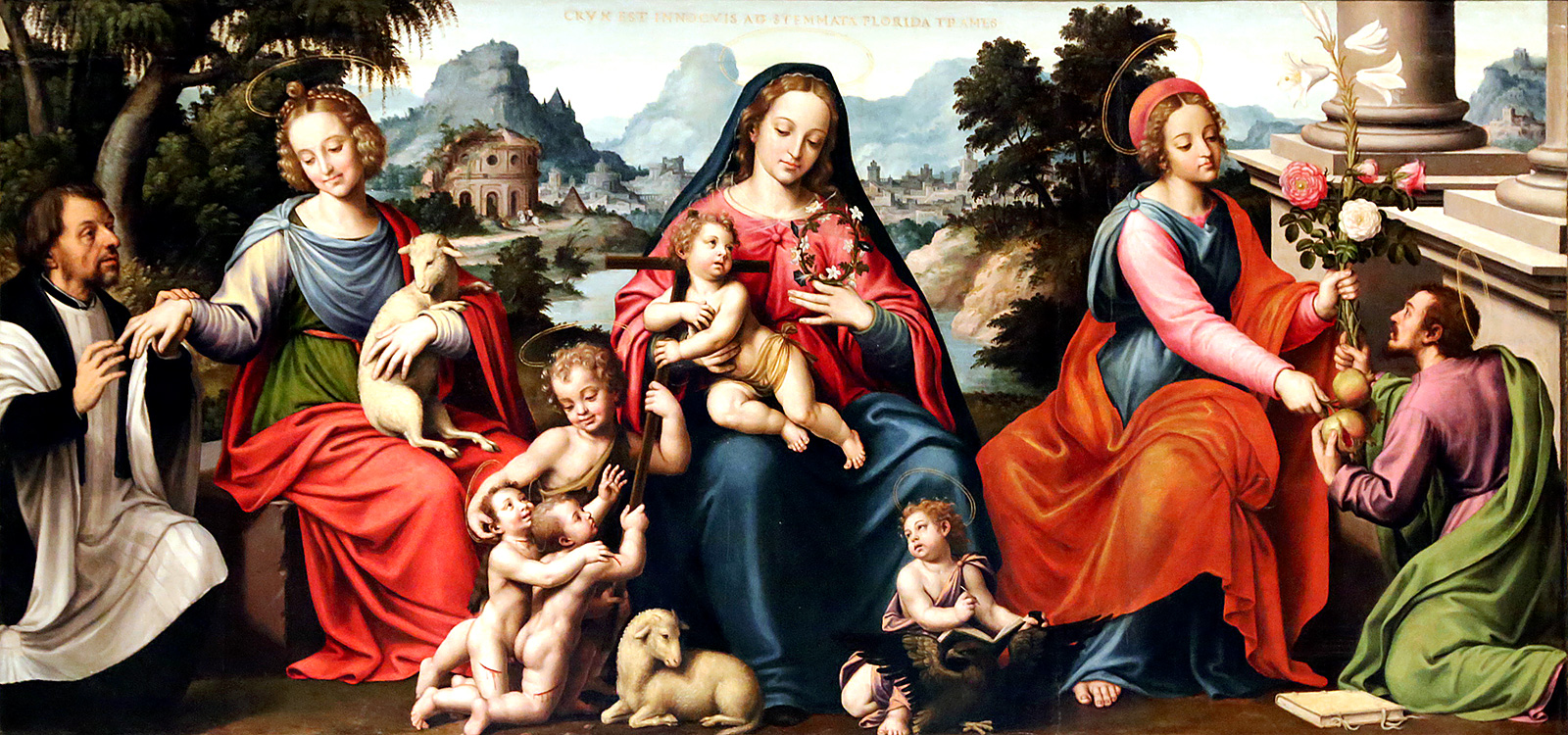
Bodas místicas del venerable Agnesio, de Juan de Juanes, ca. 1553-1558. El desposorio místico enlaza al clérigo (tutor de los condes de Oliva, comitentes de la obra) con Santa Inés (a la izquierda), mientras que a la derecha se representa a Santa Doreotea y San Teófilo. En el centro, la Virgen con el Niño y San Juanito se acompañan con los santos inocentes (que son invitados por San Juanito a trepar por la cruz) y con san Juan Evangelista niño (atento a la escena mientras toma notas).

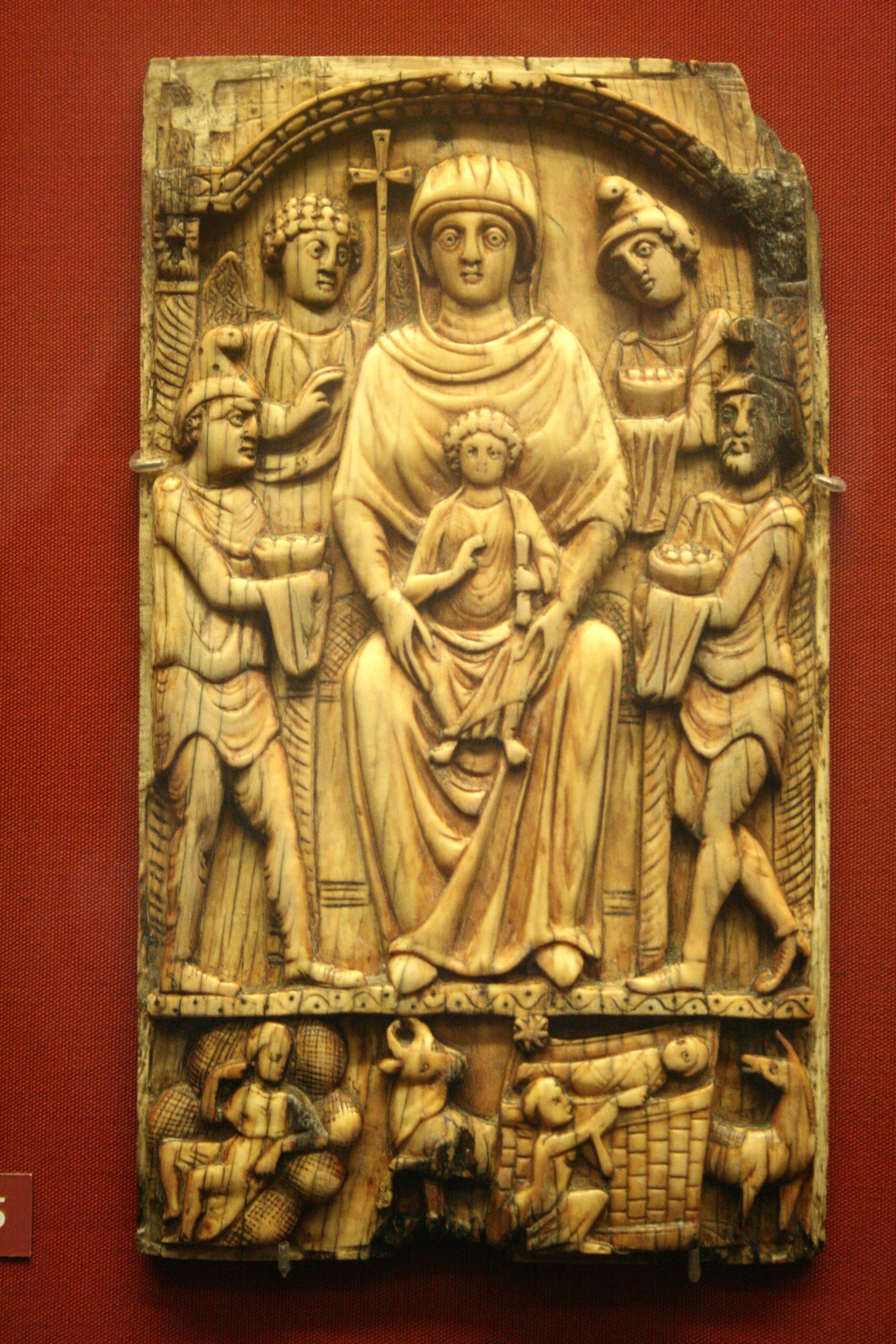
Relieve bizantino en marfil con el ciclo de la Natividad (la escena central es la Theotokos rodeada de los Tres Magos y un ángel. Siglo VI.
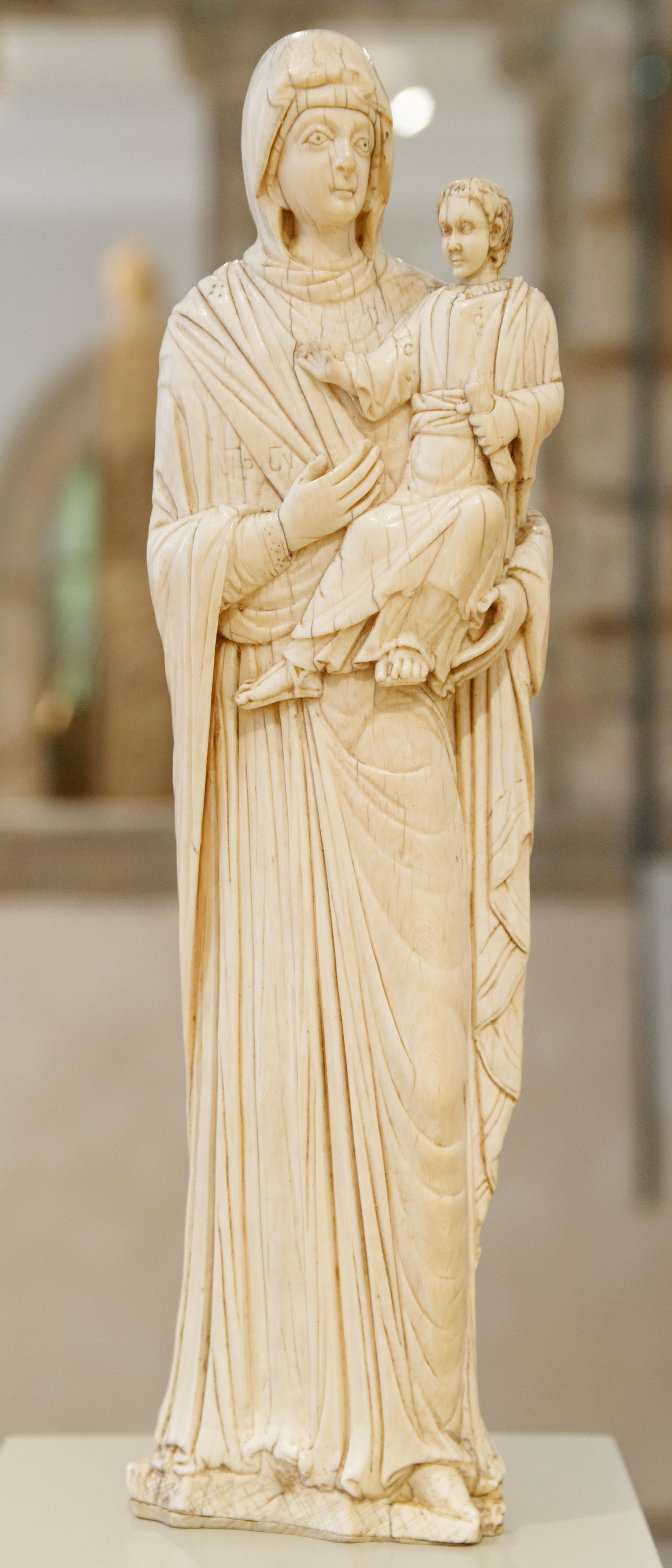
Talla bizantina de bulto redondo en marfil. Siglo X u XI.
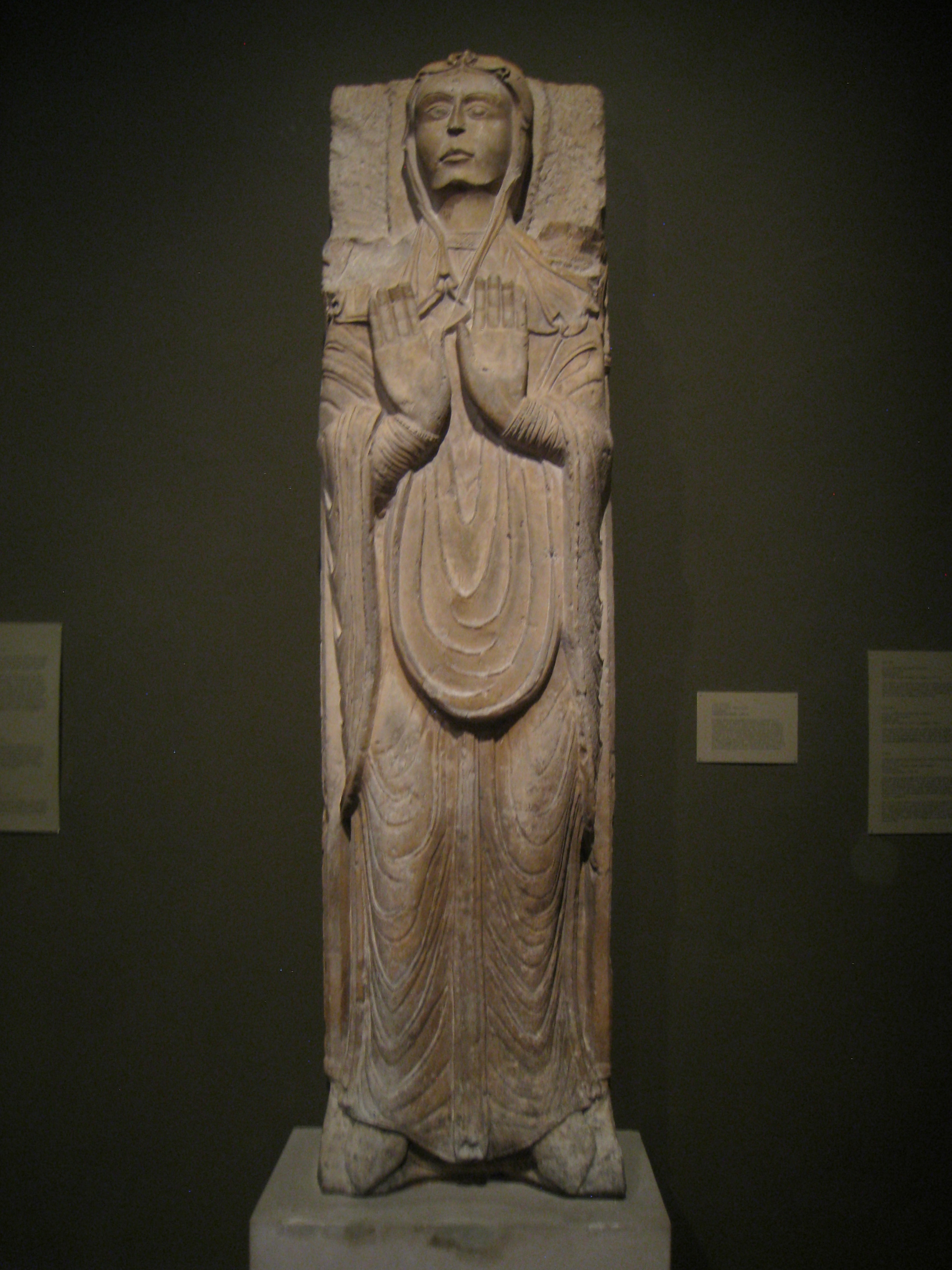
Talla románica en piedra.
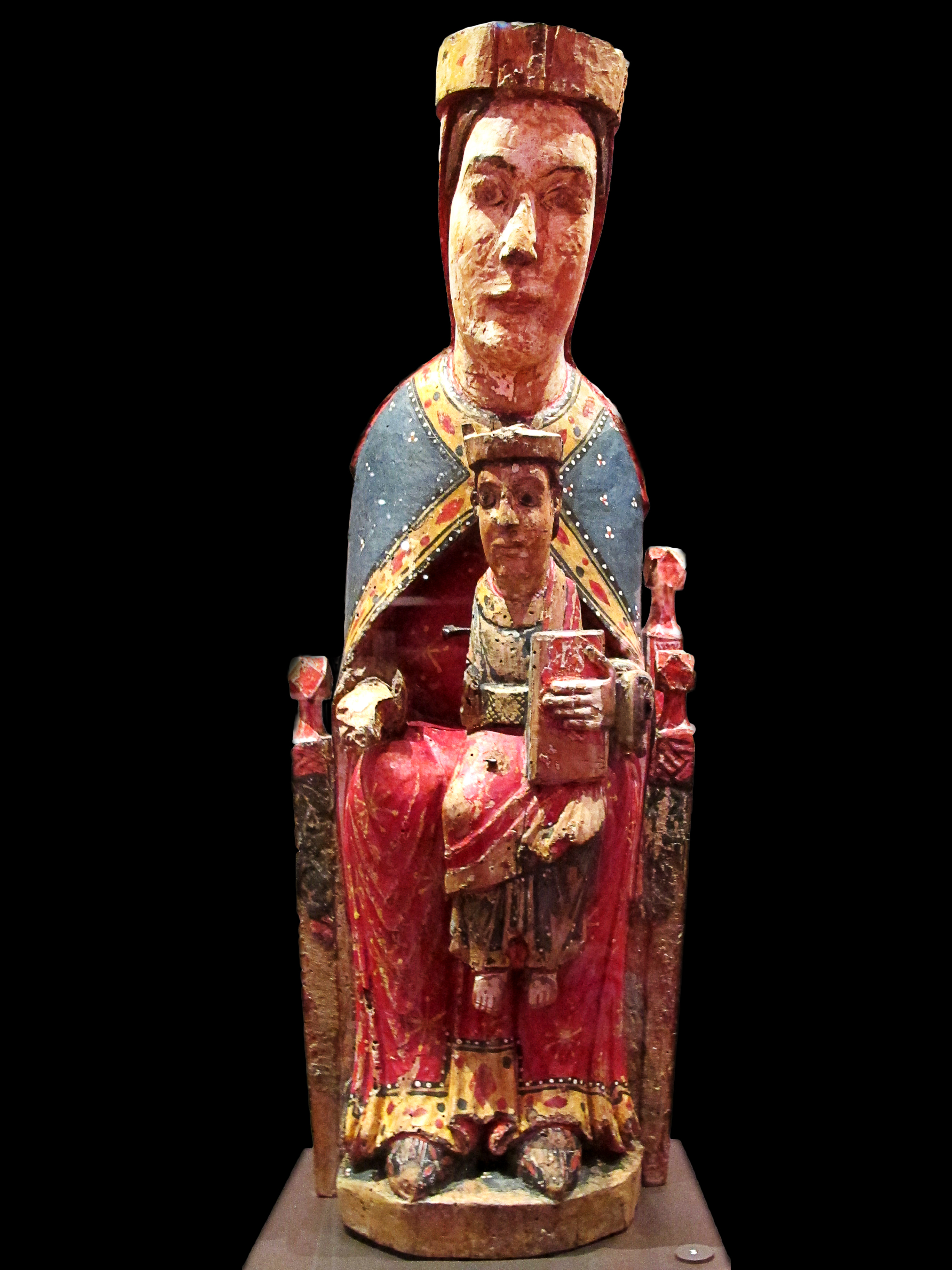
Virgen entronizada del Maestro del frontal de Tahull, talla románica en madera policromada. Siglo XII.
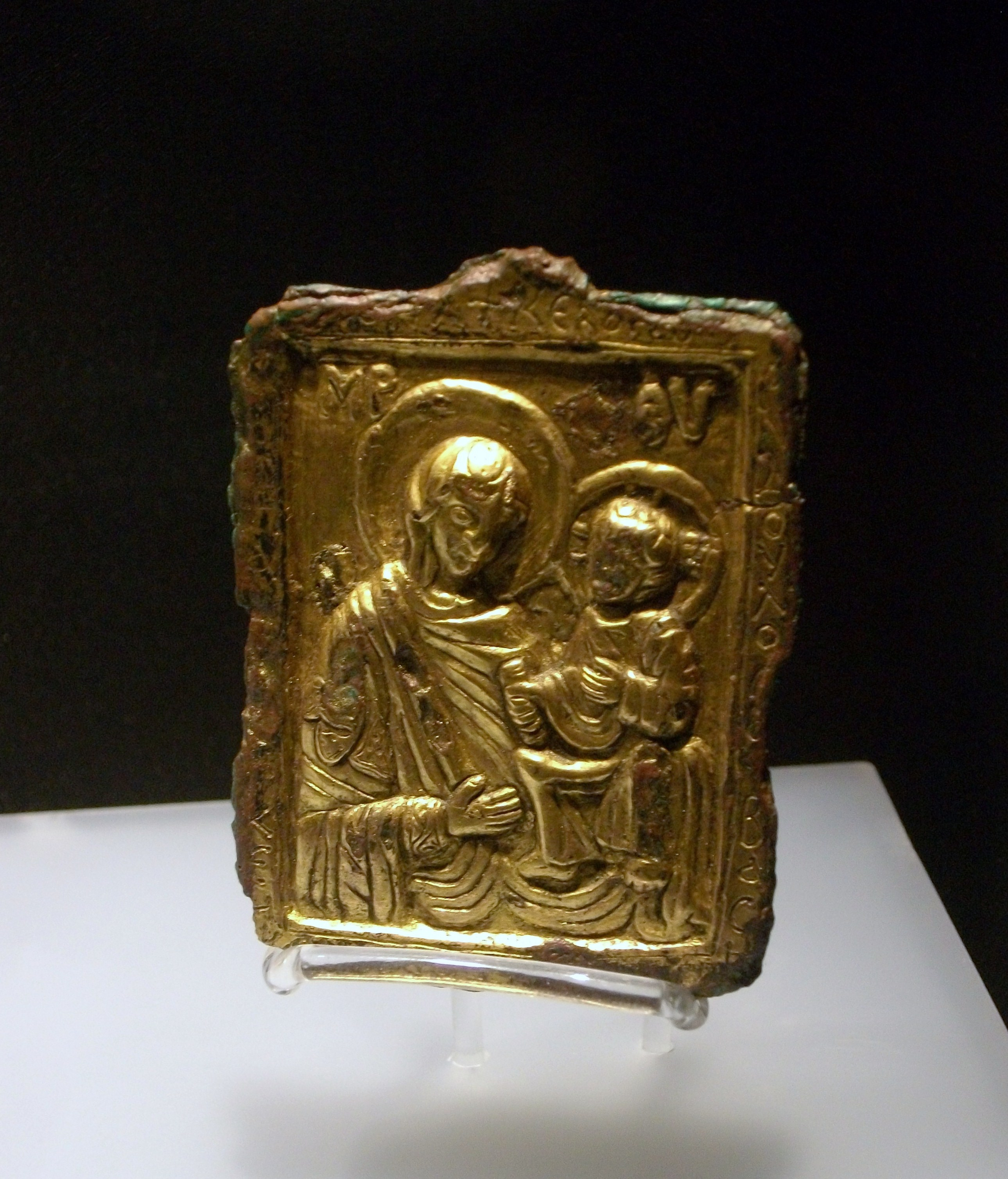
Odigitria bizantina. Siglo XII.
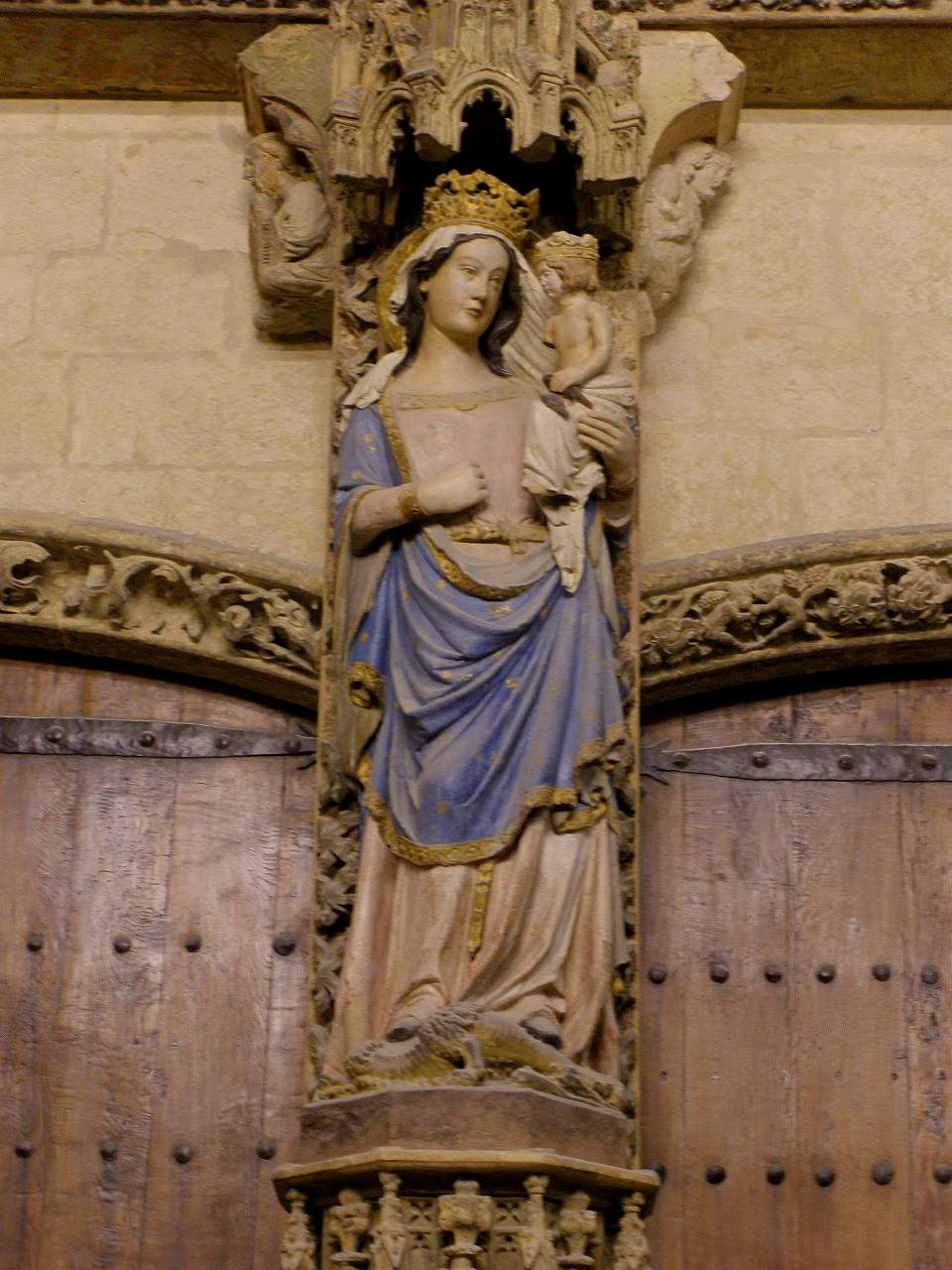
Parteluz del pórtico de la catedral de Vitoria, gótica.
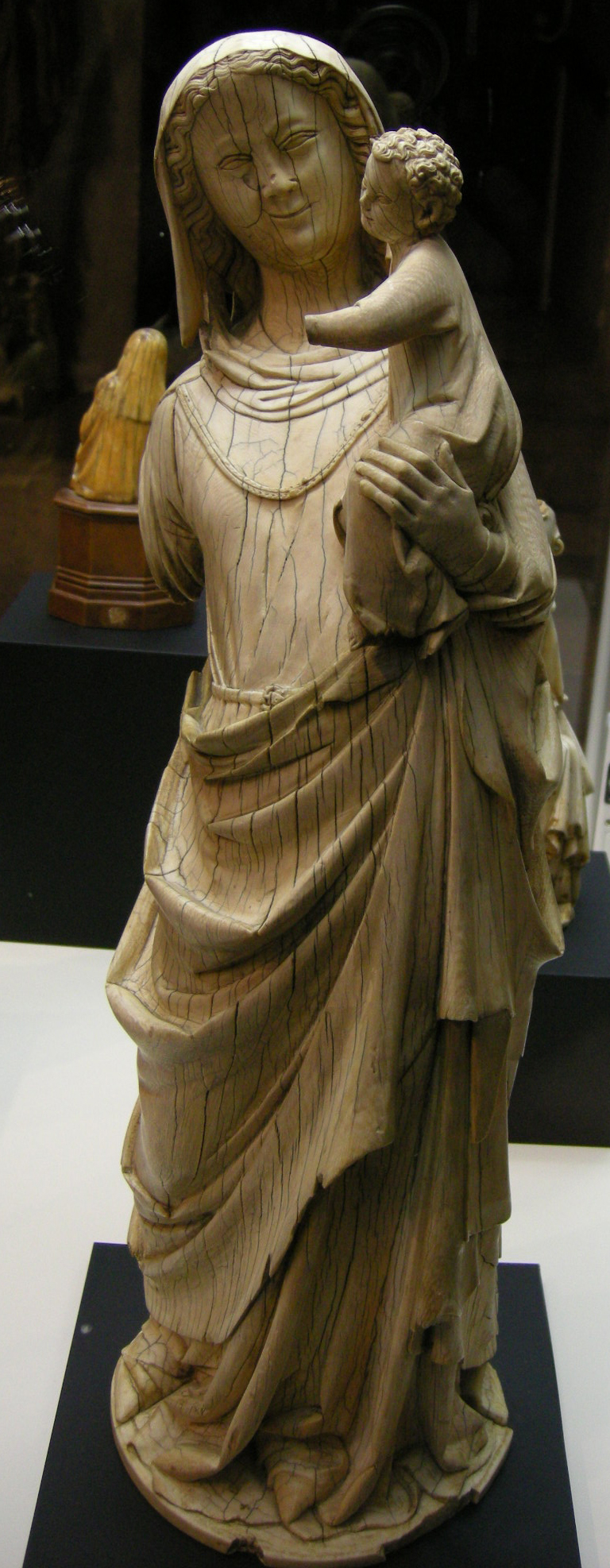
Talla gótica en marfil. Siglo XIII.
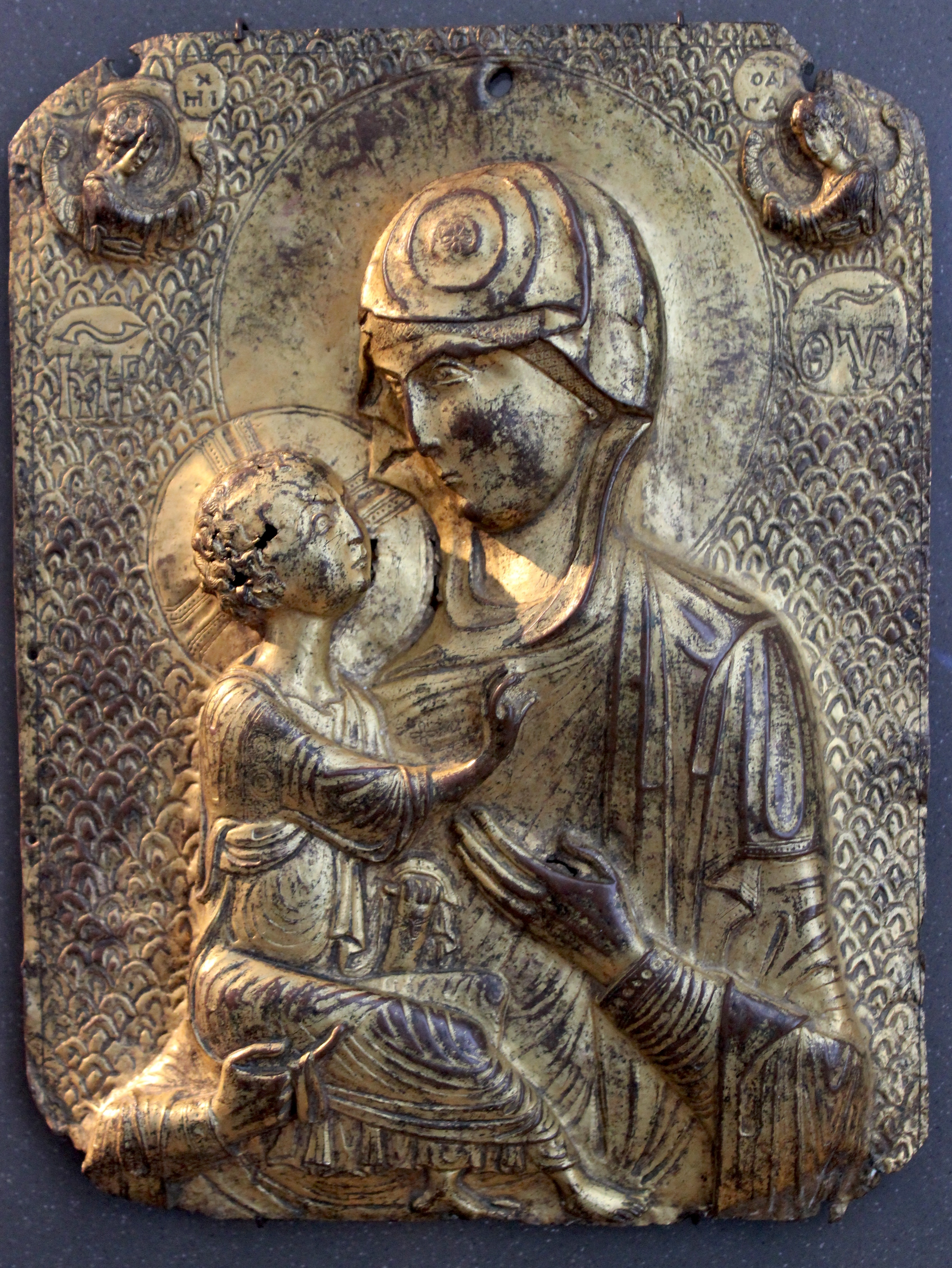
Dexiokratousa bizantina. Siglo XIII.
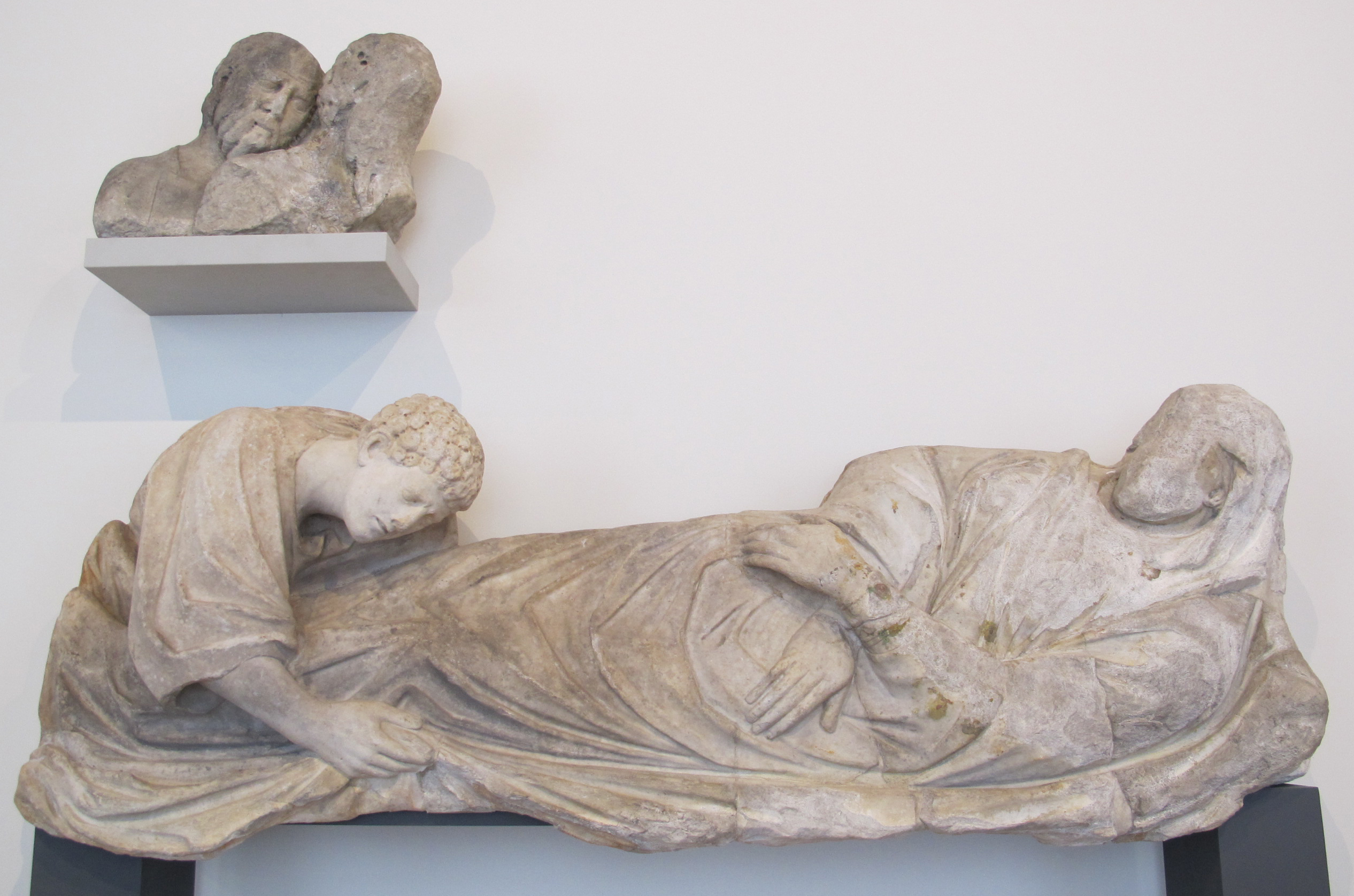
Dormitio Virginis, de Arnolfo di Cambio. Siglo XIV.
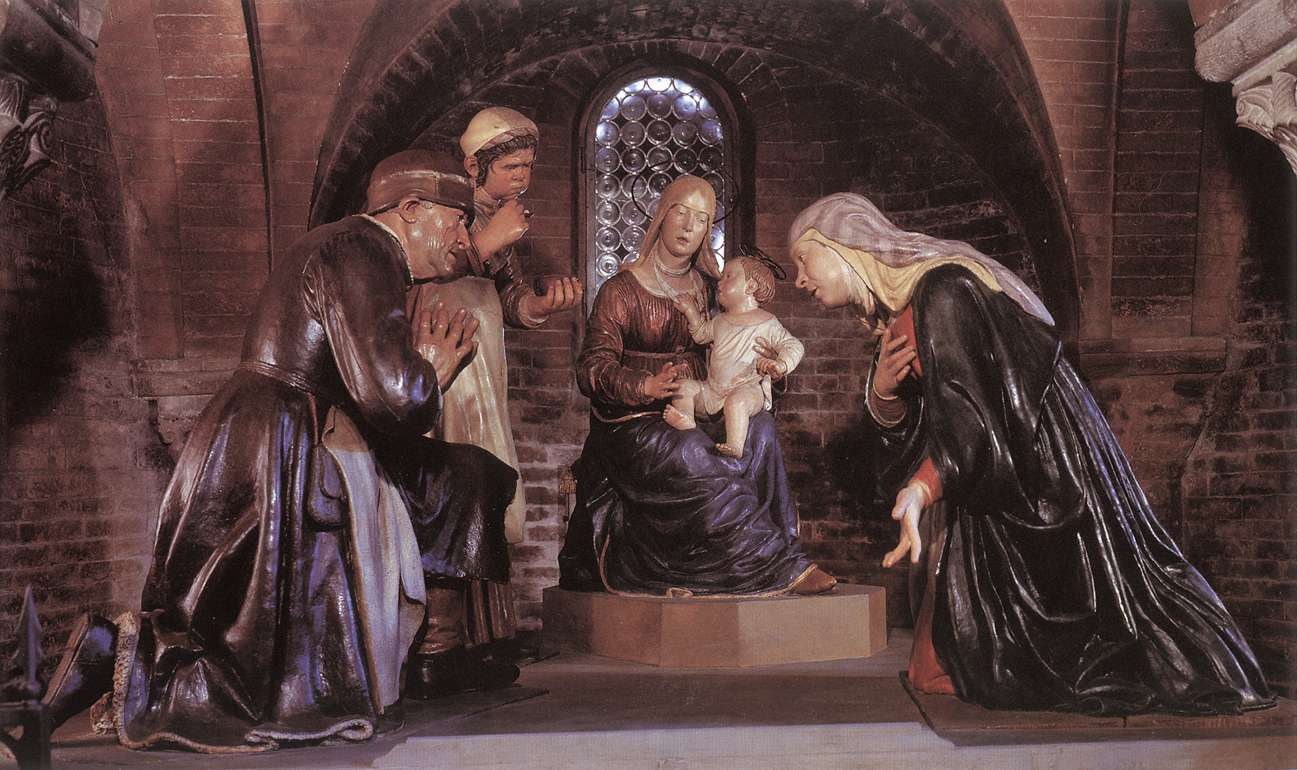
Adoración de la catedral de Módena, de Guido Mazzoni. Siglo XV.
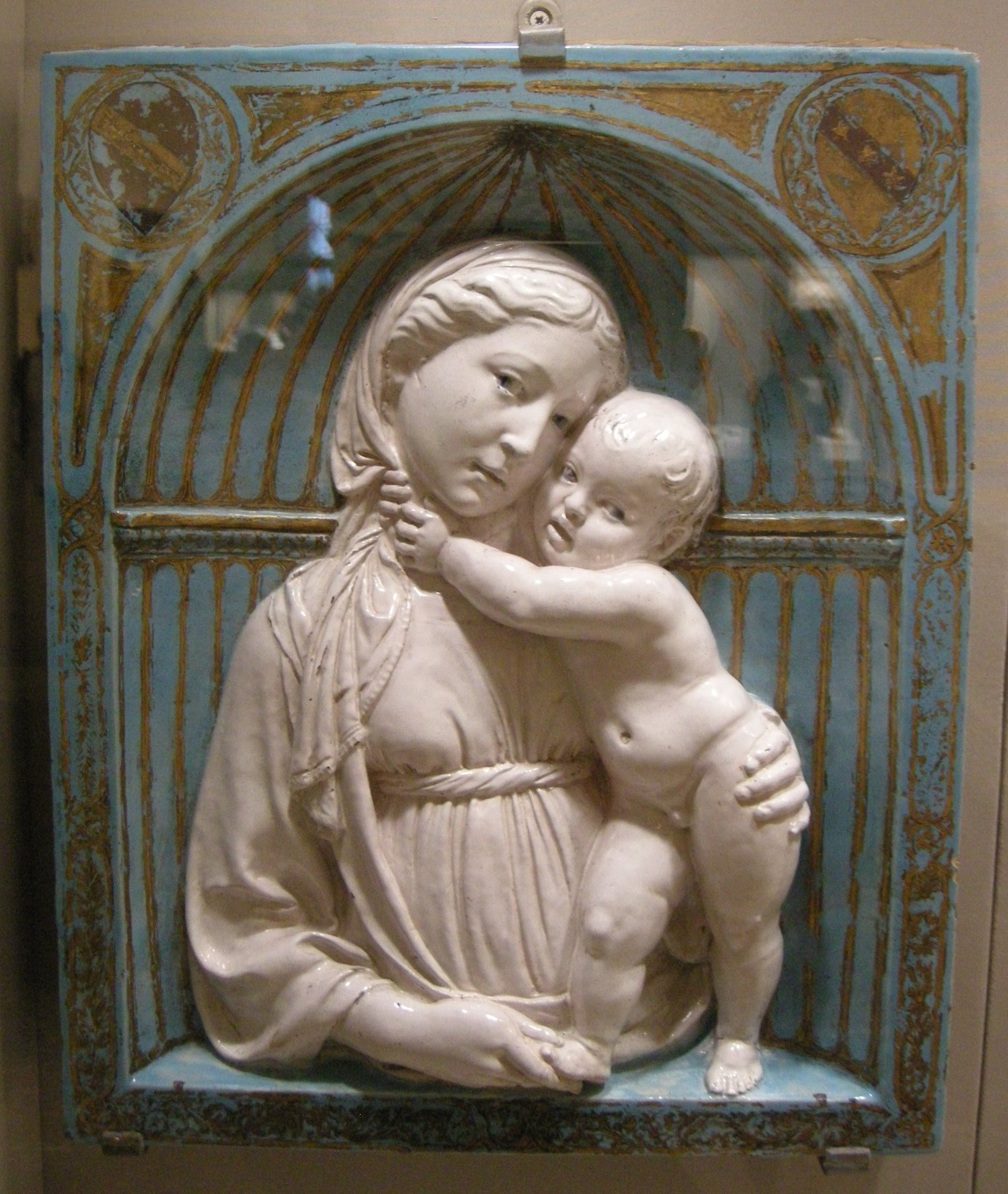
Terracota de Luca della Robbia. Siglo XV.

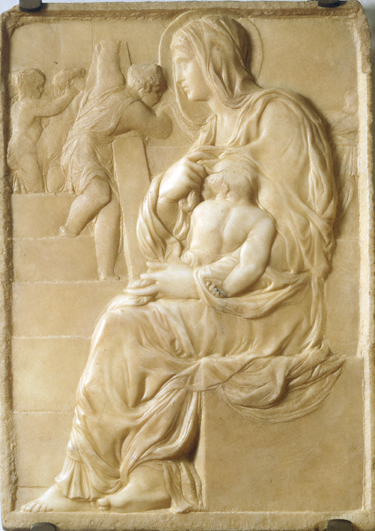
Virgen de la escalera
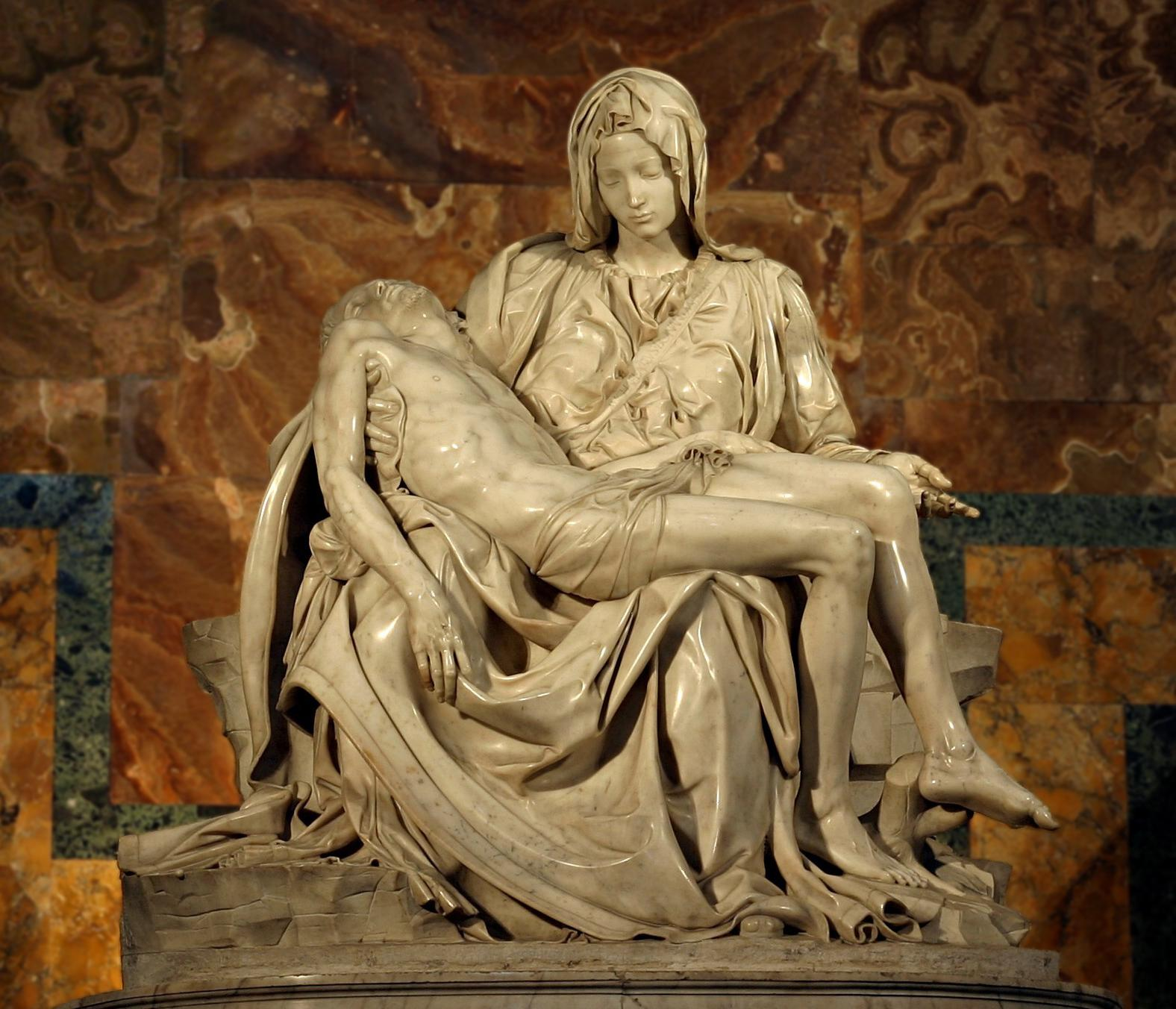
Piedad del Vaticano
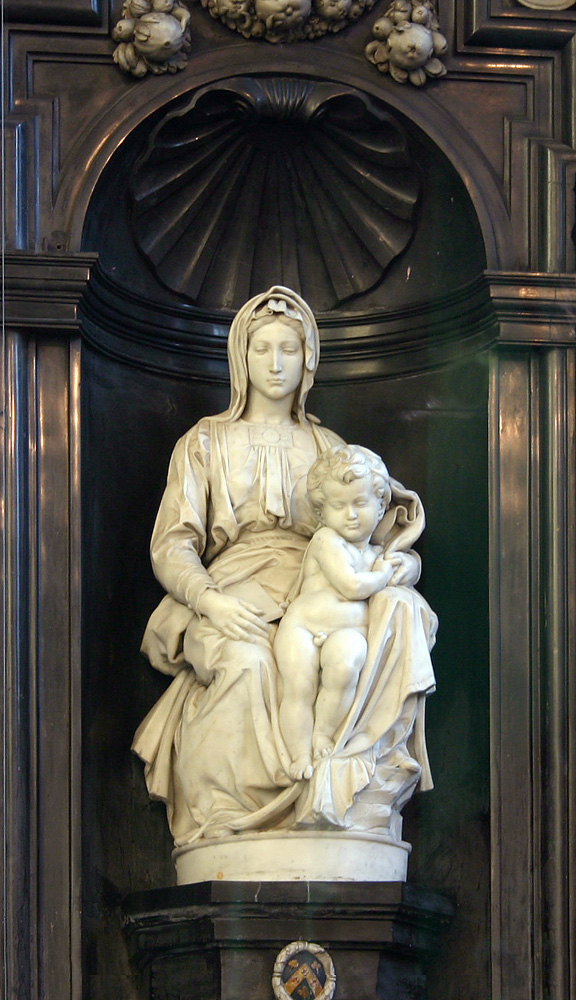
Madonna de Brujas
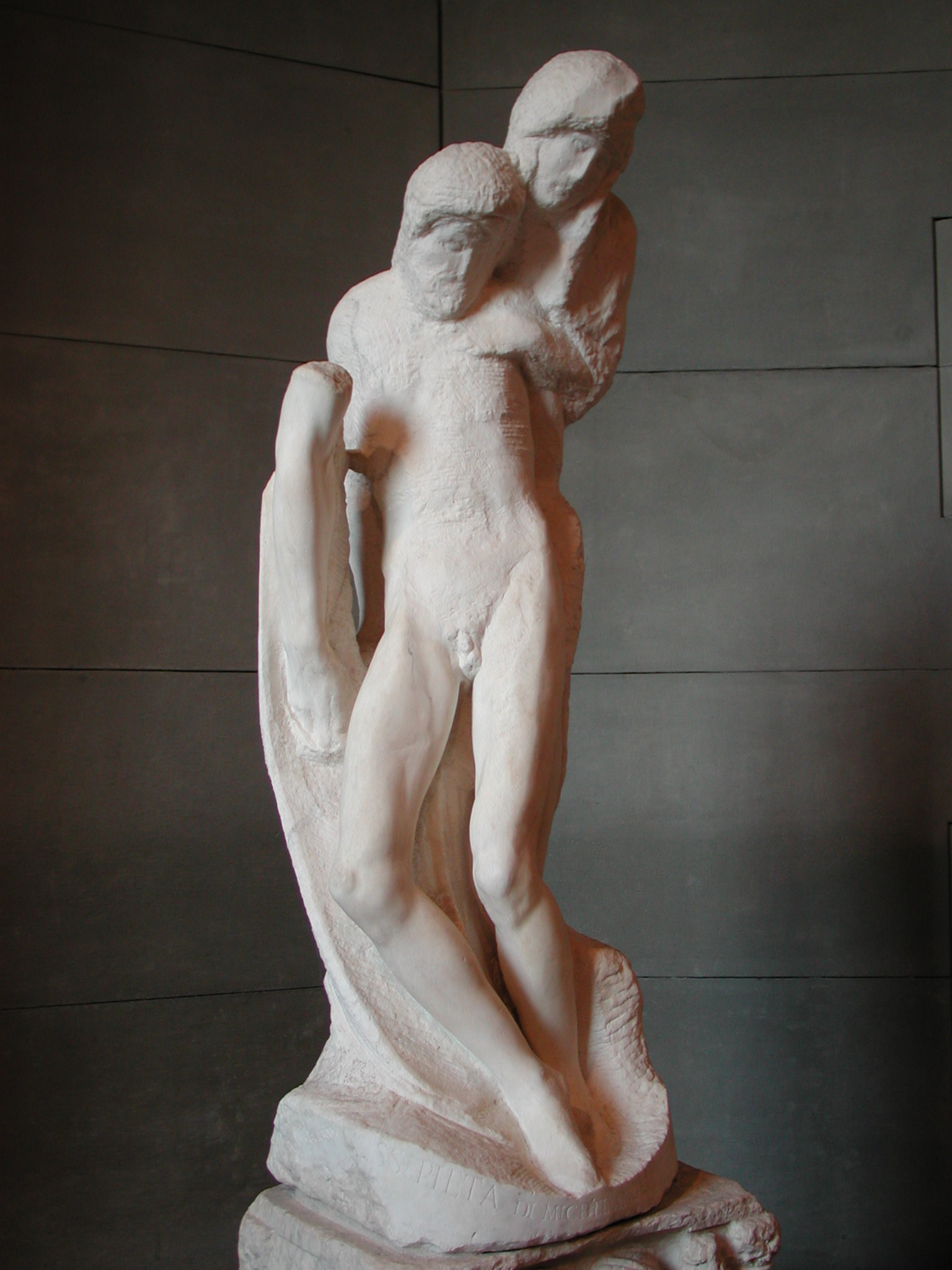
Piedad Rondanini
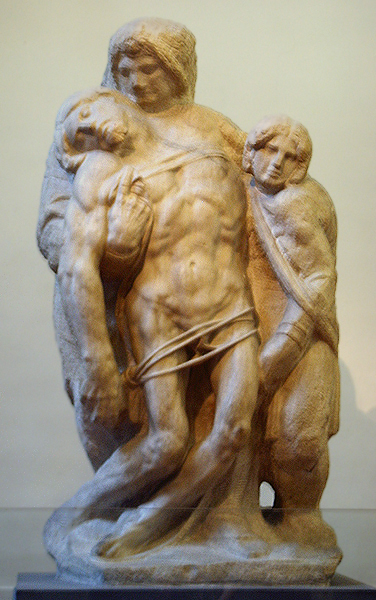
Piedad Palestrina

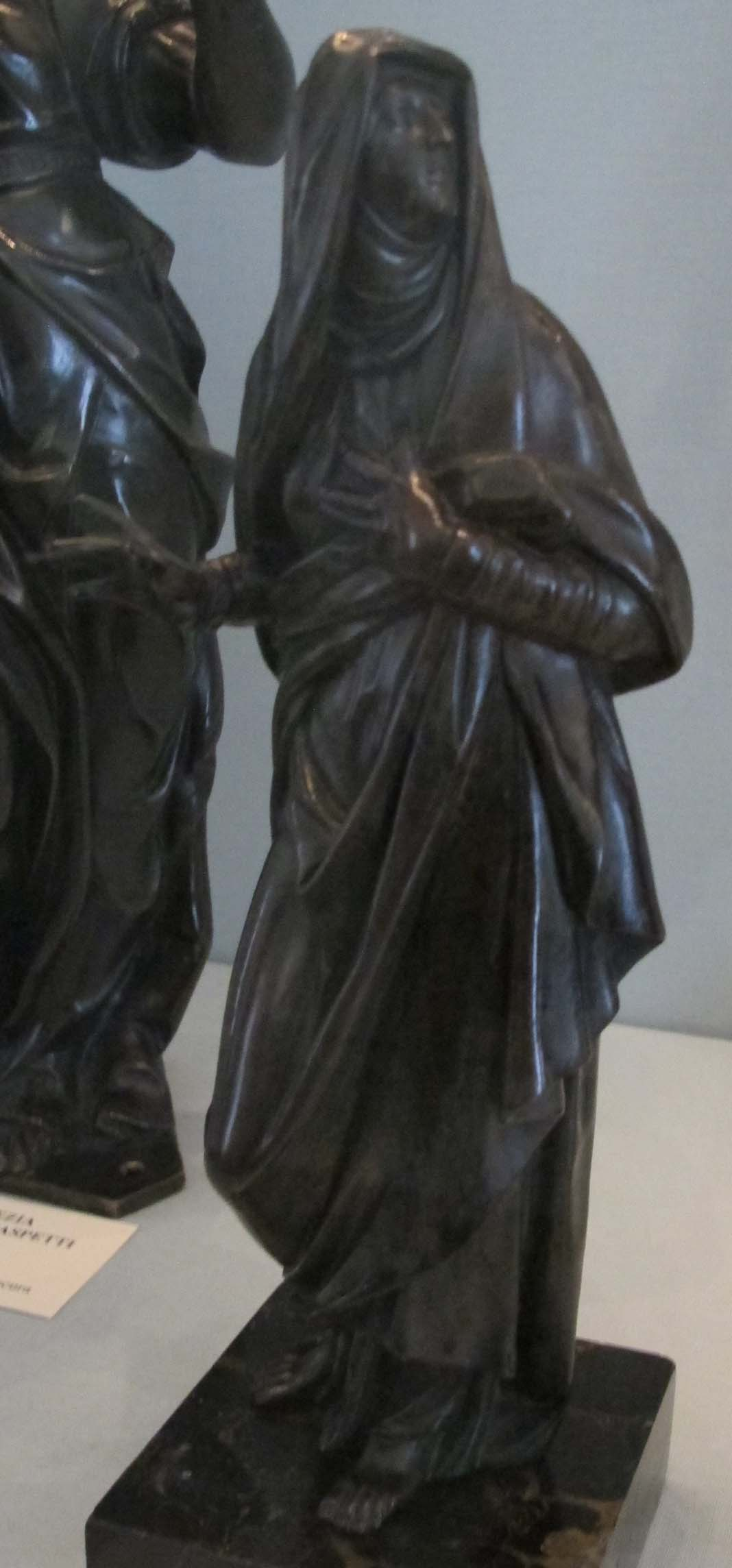
Bronce de Antonio Susini sobre un modelo de Giambologna, manierista. Siglo XVI.
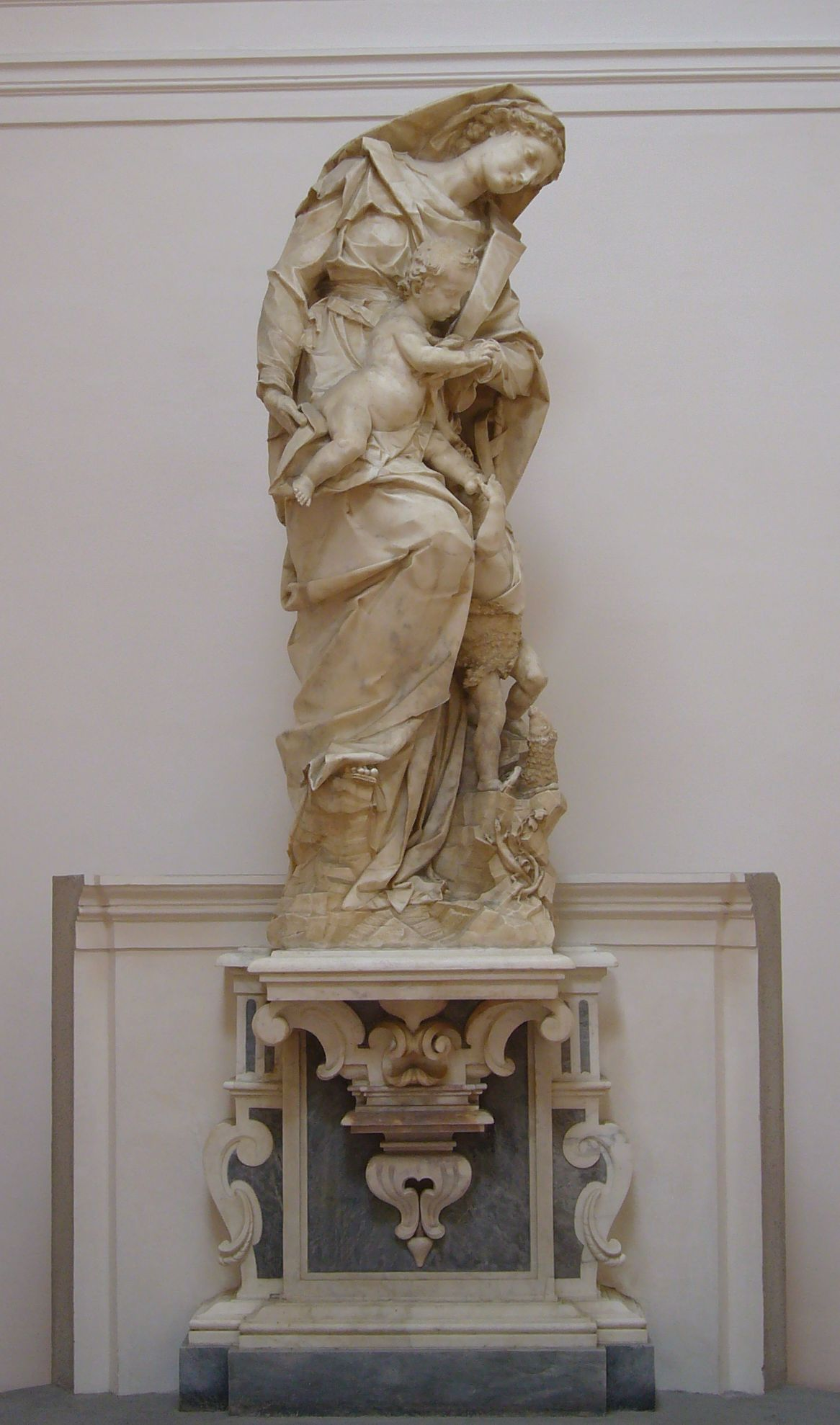
Virgen con Niño y San Juanito, de Pietro Bernini.
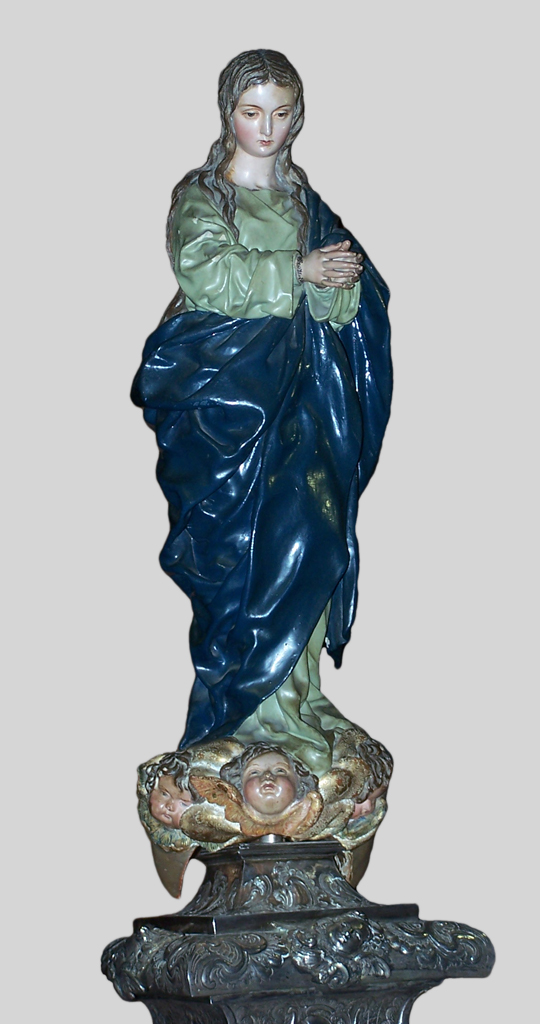
La llamada Inmaculada del facistol, de Alonso Cano. Siglo XVII.
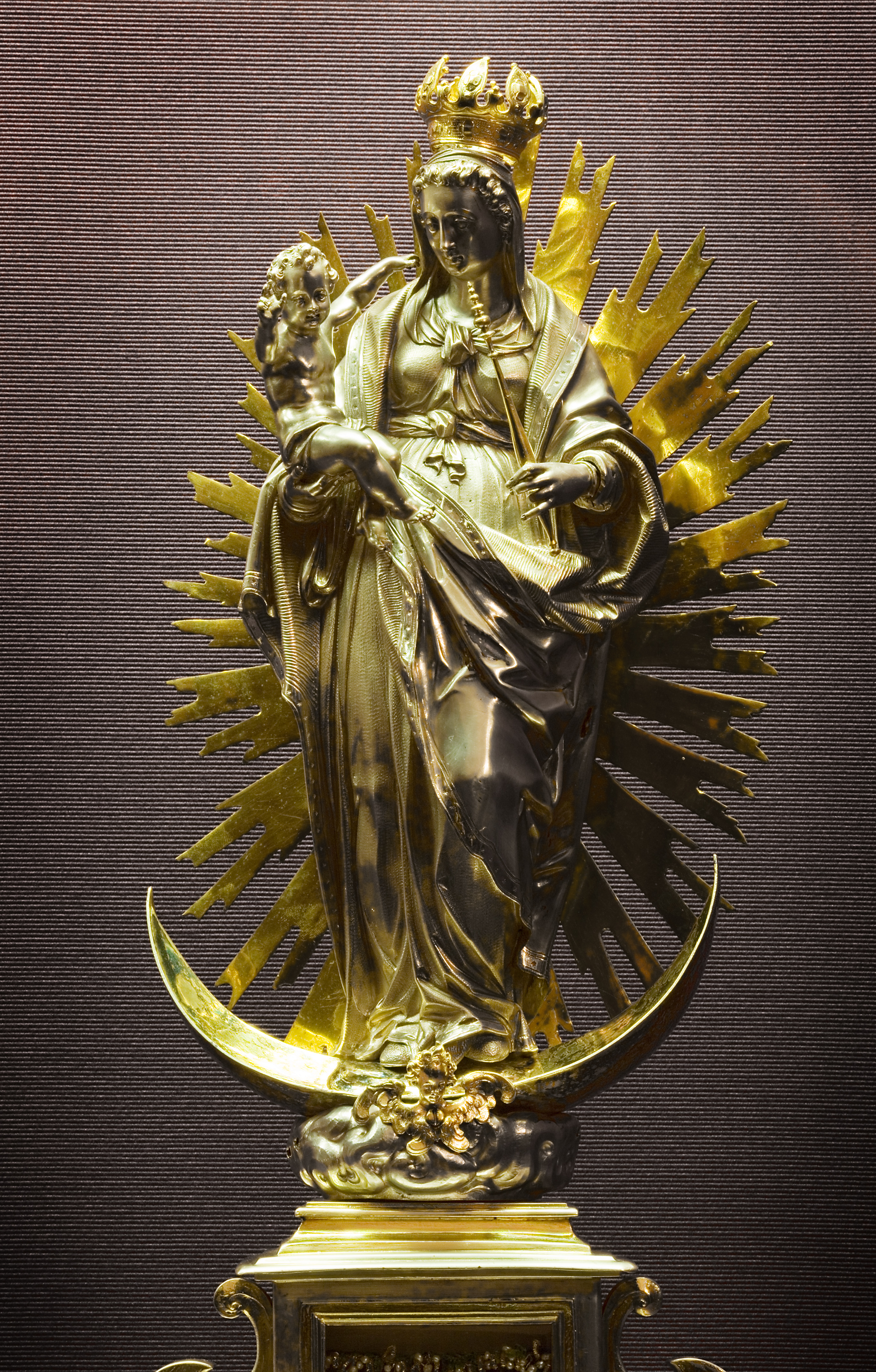
Estatuilla austriaca en oro barroca. Siglo XVII.
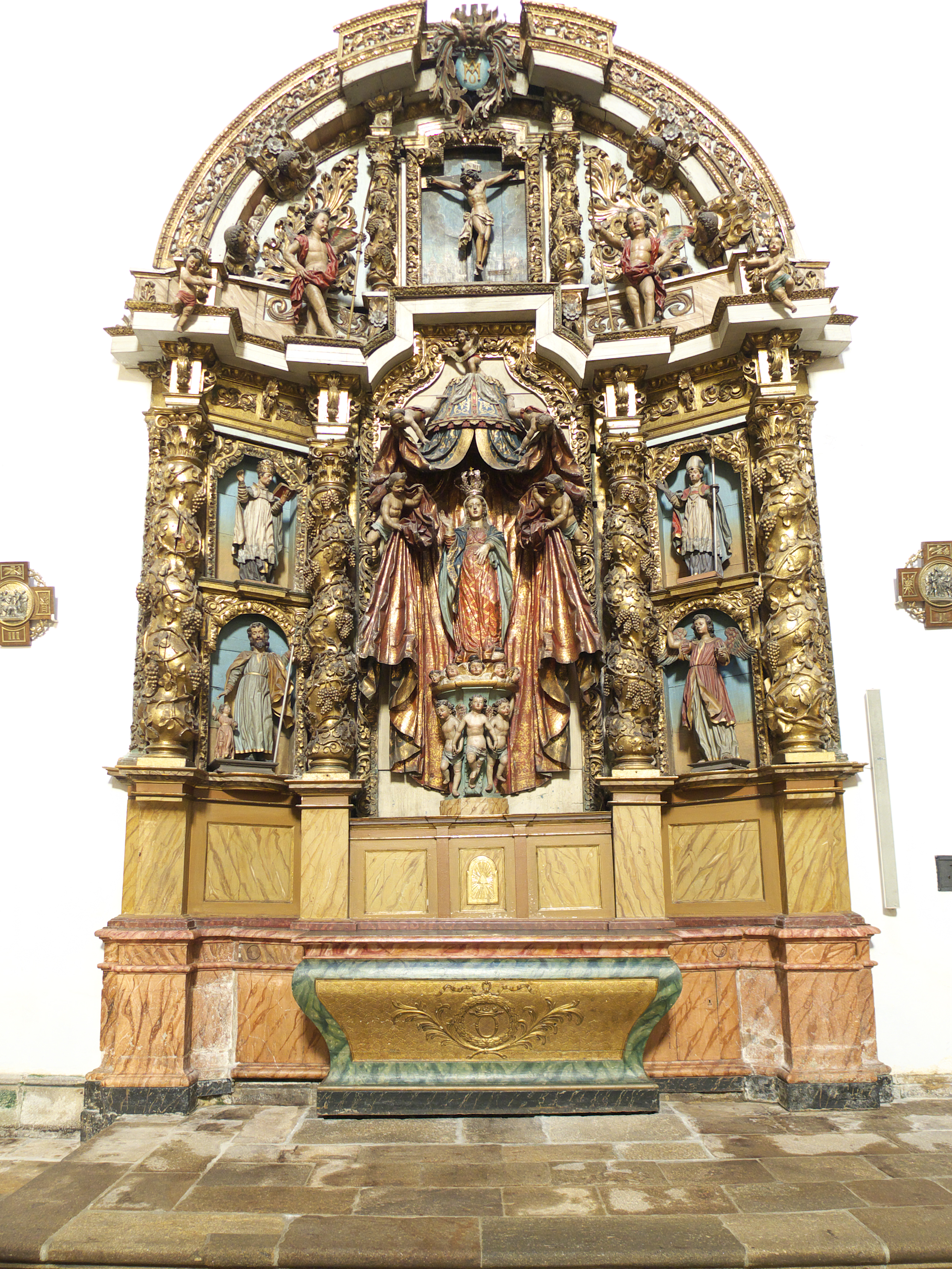
Retablo de la Virgen de la O en San Paio de Antealtares. Siglo XVII.
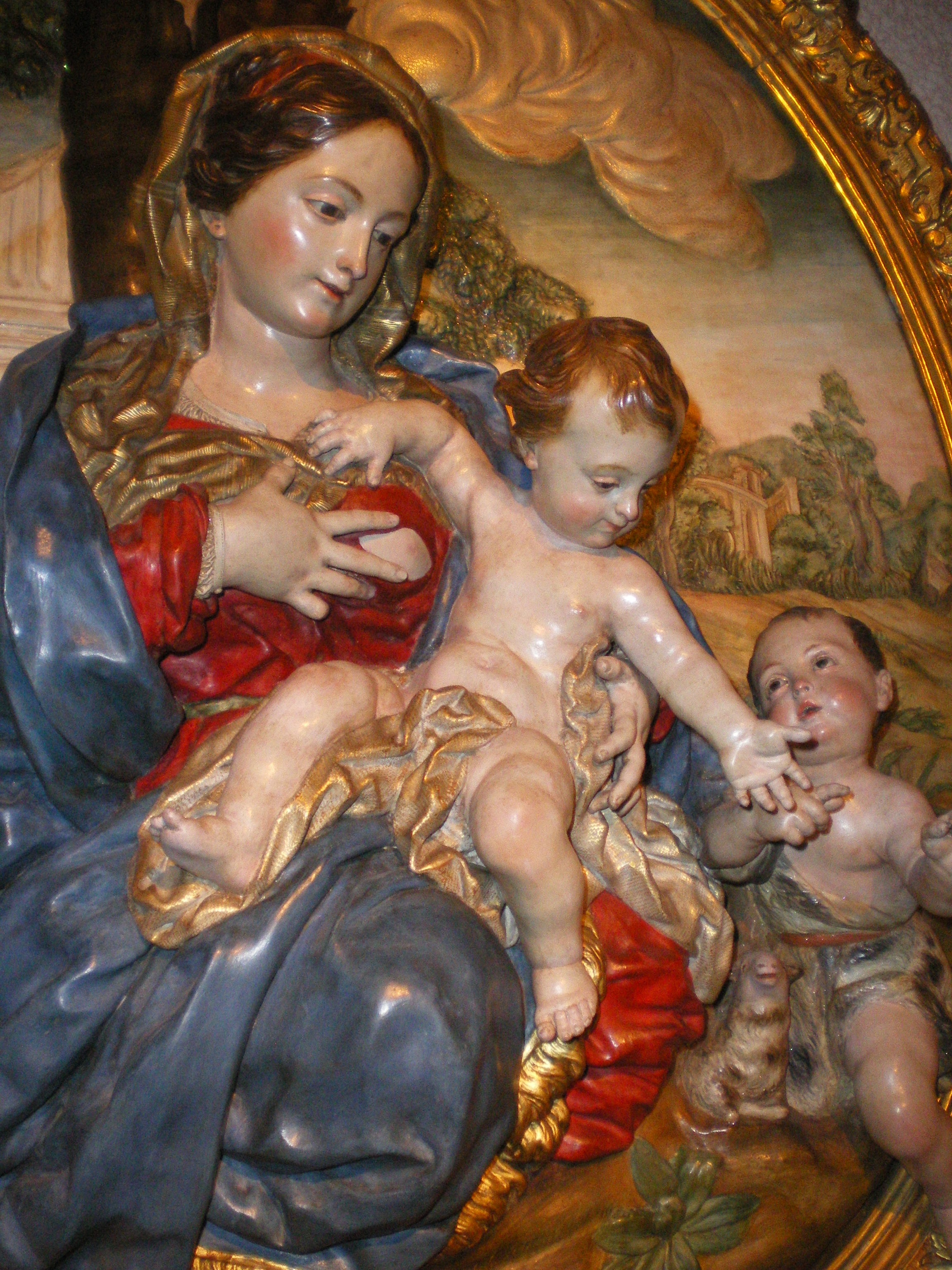
Virgen de la leche, de Salzillo, barroca. Siglo XVIII.
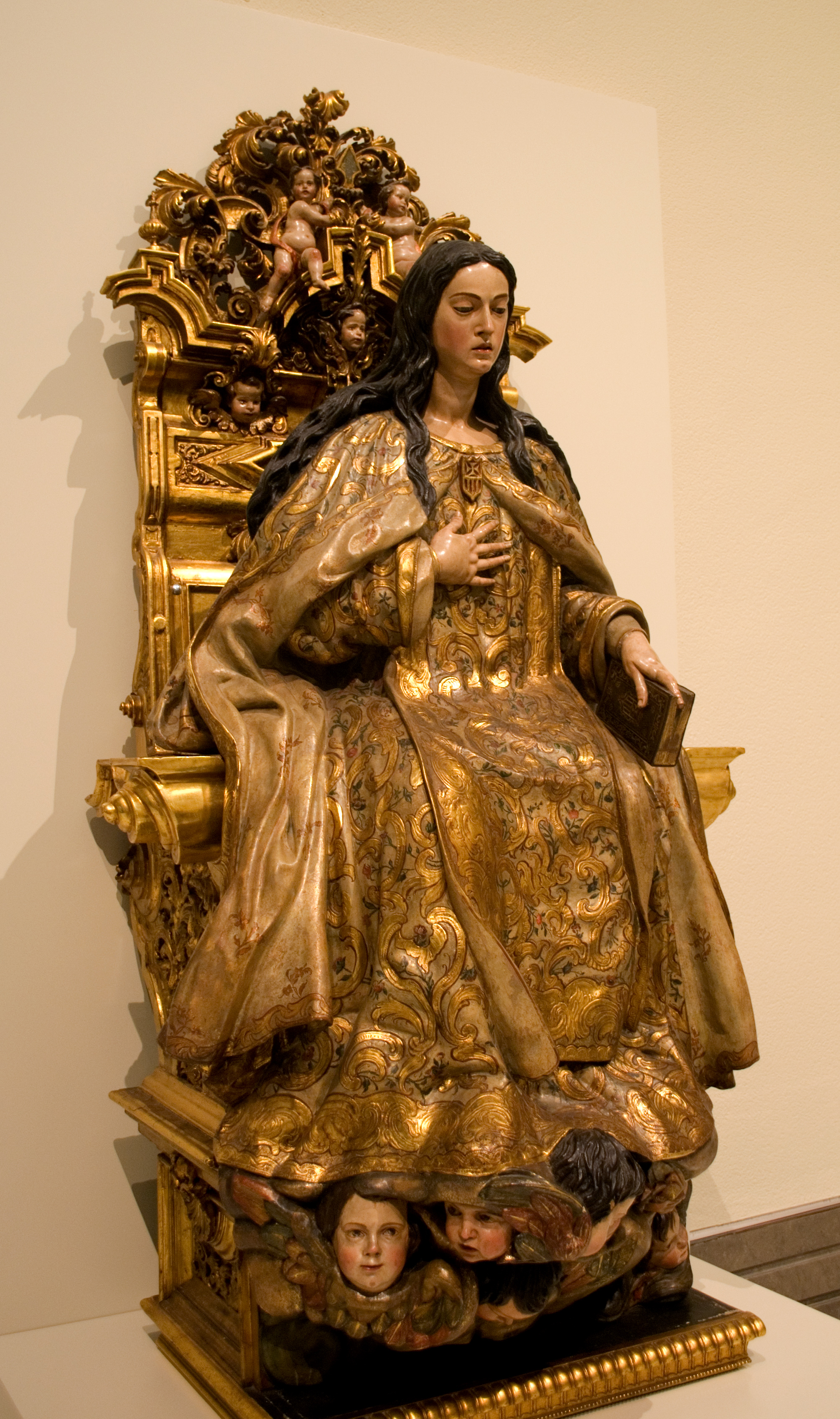
Virgen de la Merced Comendadora, José Montes de Oca de Sevilla. Siglo XVIII.
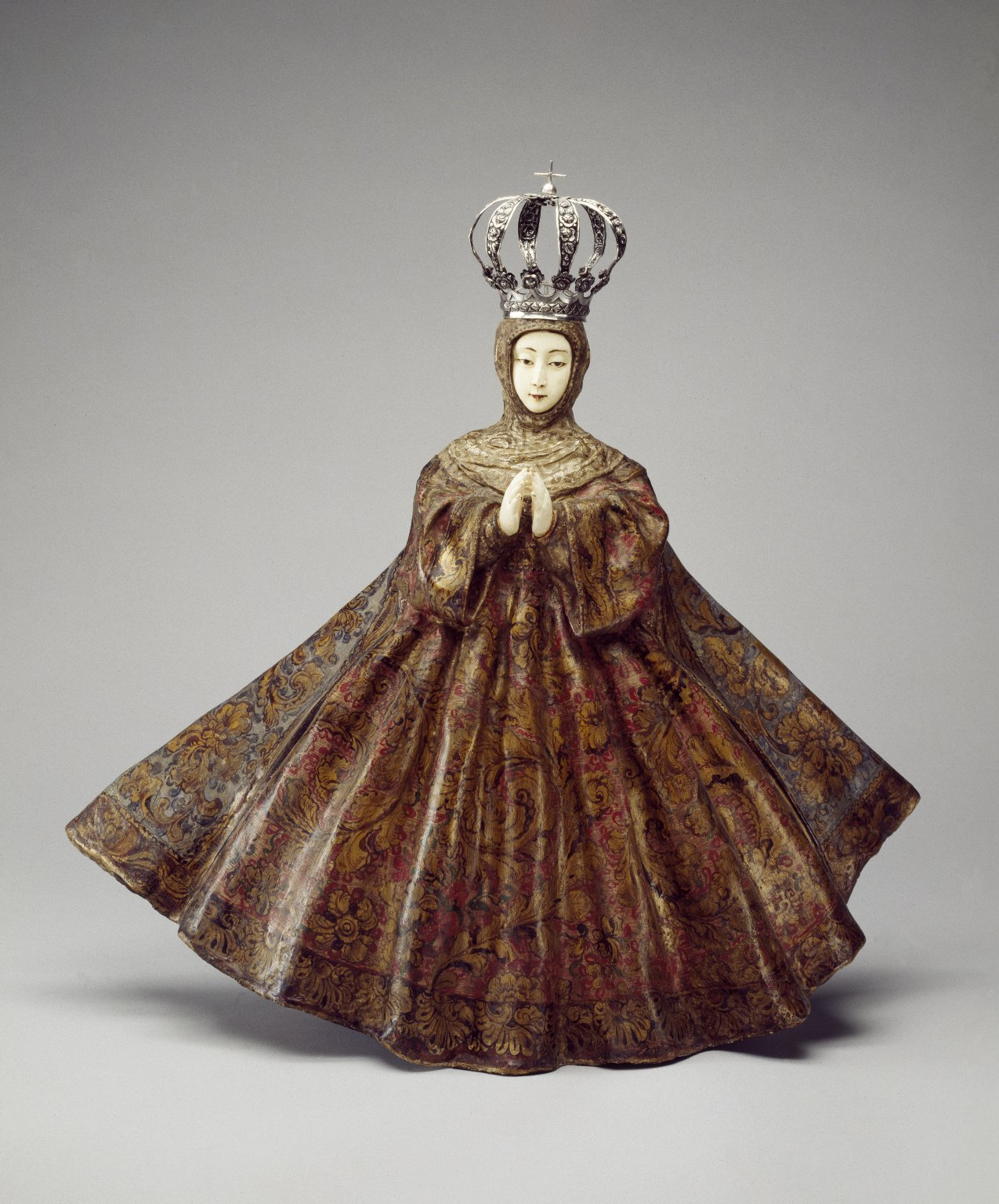
Talla en madera, marfil, tela y plata. Arte colonial hispano-filipino. Siglo XVIII.
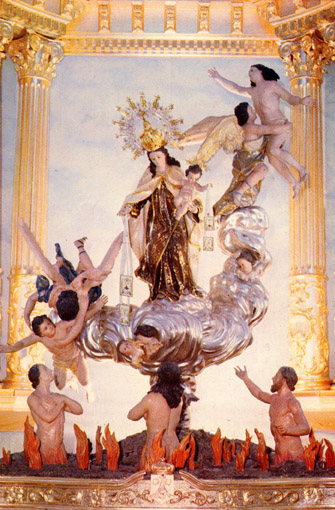
La Virgen del Carmen rescatando almas del purgatorio, de Antonio Dupar. Siglo XVIII.
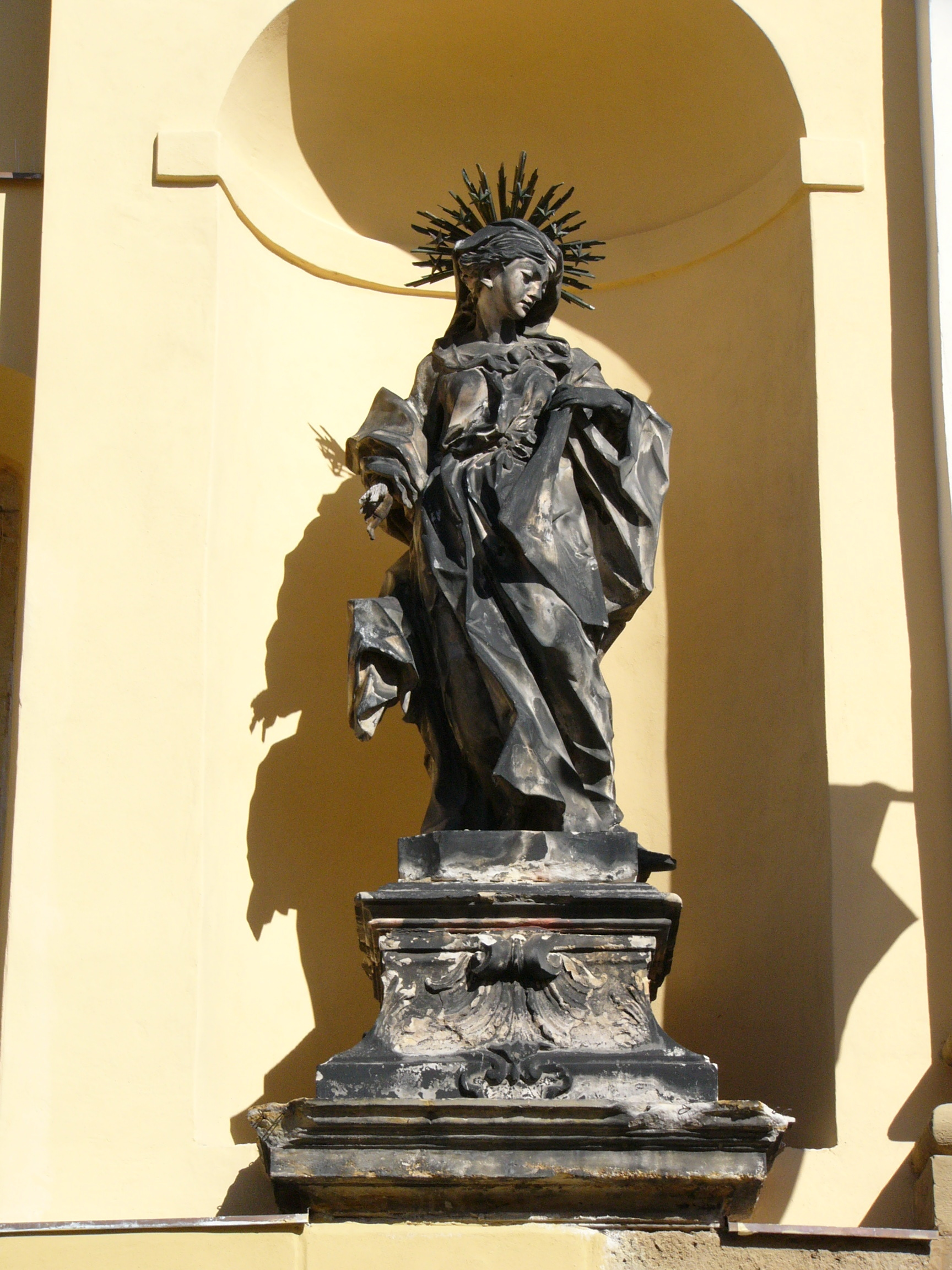
Inmaculada, de Andreas Zahner. Siglo XVIII.
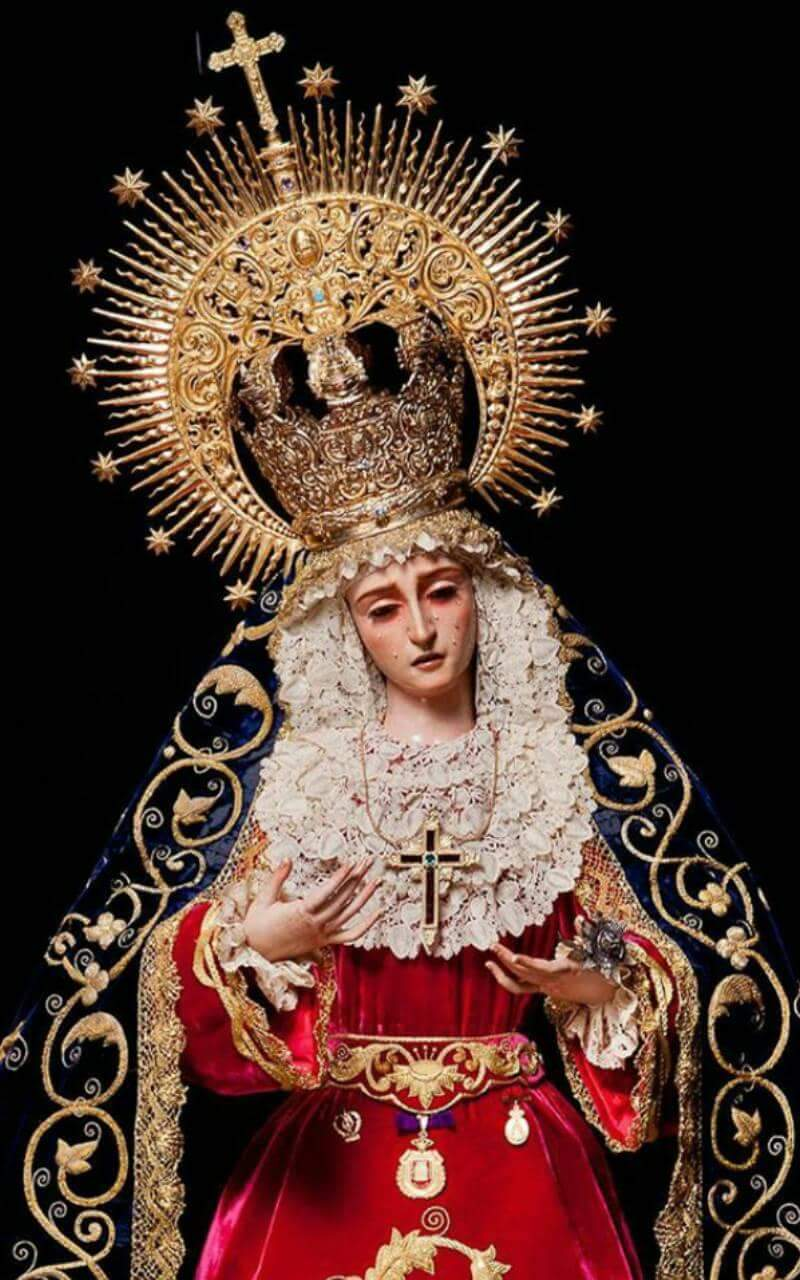
Ntra. Señora del Subterráneo de Sevilla. Dolorosa Siglo XVII.